# JR東日本E257系電車
E257系電車（E257けいでんしゃ）は、東日本旅客鉄道（JR東日本）の直流特急形電車。

## 概要
日本国有鉄道（国鉄）から引き継いだ183系・189系や、波動輸送用に転用されていた直流用急行形電車（165系）の置き換えのために2001年より投入した「新世代の特急形電車」である。
最初に登場した0番台の開発コンセプトは「シンプルさの中のくつろぎ」で、車体傾斜などによる速達性の向上よりは特急列車に求められる基本的な快適性の向上に主眼が置かれている。車両デザインはGKインダストリアルデザインが担当した。
JRが独自に設計・製造した特急形車両として初めて製造両数が200両を越え、249両に達した。2022年4月1日現在では239両が残存し、JRグループの特急型車両では単独系列として最大数を誇る。
2002年に第45回鉄道友の会ブルーリボン賞を受賞した。

## 構造
本項では落成時点および共通部分を中心に記述し、各番台固有の構造は後述する。

### 車体
車体はE653系やE751系を基本としたアルミ合金製ダブルスキン構造を採用している。0番台は大糸線での運転を、500番台は臨時列車での降雪線区の運転をそれぞれ考慮し、耐寒耐雪構造としている。
前面形状は高運転台非貫通構造のE653系やE751系とは異なり、E231系に似た切妻に近い形で、衝撃吸収構造となっている。0番台には非貫通構造、貫通構造、貫通簡易構造の3種類があり、簡易運転台を装備した付属編成のクモハE257形0番台はワンタッチ幌装置を備える。500番台は分割・併合運転を行うため先頭車は貫通構造のみで、クハE257形500番台にワンタッチ幌装置を備える。
前照灯はハロゲンシールドビーム（HSB）とプロジェクター式ディスチャージヘッドランプ（HID）を併用し、上部に補助灯も装備している。尾灯はLED式。
前面にLED式の種別・愛称表示器を備えている。形状は非貫通構造の先頭車は横長、貫通先頭車ではほぼ正方形となる。側面行先表示器もLED式。
乗降用のドアはクハE257形は片側2か所、そのほかは片側1か所であり、このうちサロハE257形のみ中央寄りに設置されている。客室側窓は座席2列分で、E653系やE751系と共通。窓ガラスは紫外線カット機能付きの複層ガラス。
低重心化のために空調装置はすべて床下に搭載し、屋根上はパンタグラフ以外の重量物は搭載していない。
後に0番台の全編成と500番台ともに改良型のスカートの取り付けが実施されている。

### 車内
普通車の座席は前後間隔（シートピッチ）960 mmの座面スライド機構付きリクライニングシートで、座席の回転は手動式である。座席背面にテーブル、カップホルダー、網ポケットのマガジンラックを装備する。車椅子対応座席は車椅子からの移乗に配慮して通路側回転としている。
0番台には、基本編成の8号車であるサロハE257形の下り方の半室にグリーン車（グリーン室）が設定されている。座席はシートピッチ1,160 mm・横4列配置のリクライニングシートで、フットレスト、可動式枕、座席背面にテーブルを装備する。E351系で設置されていたシートヒーターは装備されていない。
車内はFRPやカラーパネルシートを多用し、デッキ・客室間の自動仕切り扉はタッチスイッチ式を採用した。E351系にあった大型の荷物置き場は本系列では当初設置されなかった。
LED式車内案内表示器を客室前後端部に備え、床材はゴム製のシートを挟んで振動を軽減している。照明はグリーン車・普通車ともに間接式である。
トイレの処理方式は洋式・男性用小便器ともに真空式で臭気を軽減しており、サハE257形・モハE257形1500番台は車椅子に対応する。車椅子対応トイレは入口幅や室内寸法を拡大し、入口扉は押ボタン式の自動ドアとなっている。
活性炭方式の脱臭機能空気清浄機付き空調装置のエアダクトは荷物棚と一体化し、荷物棚の先端と下部から吹き出す。
乗降用ドアは特急形で初めて徐々に強く閉まる方式を採用し、手を挟んだ場合の安全性を向上している。視覚障害者対応として開閉時に「ドアが開きます」「ドアが閉まります」といった警告音声が流れる。内側の塗装は0番台とその改造車が赤色、500番台とその改造車が白色である。
運転台の主幹制御器は左手操作のワンハンドル式を採用する。運転台は通常のTIMS用のモニタのほか、運転時刻表のみを表示する小型モニタを併設する。E217系やE231系近郊タイプに準じて踏切事故対策として前後の空間を広く確保する。貫通・非貫通構造車ともに運転席とデッキはガラスで仕切られ、デッキから前方の眺望が開ける。助士席部は運転席よりも若干低く造作され、児童らの踏み台として運転室背面にパイプを設置している。運転室の背面仕切カーテンは電動式だが助士席側小窓はカーテンが無く、夜間やトンネル内でもデッキから前方が見通せる。

### 主要機器
制御伝送システムは、E231系で採用されたTIMSを特急型車両として初めて搭載している。
0番台の主回路は日立製作所製IGBT素子VVVFインバータ装置を搭載し、500番台はモハE257形1500番台が三菱電機製IPMを、モハE257形500番台が日立製作所製IGBT素子VVVFインバータ装置をそれぞれ搭載して、磁励音の低減が図られている。モハE257形0・100・500番台はインバータ装置2群を搭載してモハE256形と合わせて8台の主電動機を、クモハE257形・モハE257形1000・1500番台はインバータ装置1群を搭載して自車のみ4台の主電動機を制御する。主電動機は出力145kWのかご形三相誘導電動機MT72A形（0番台）・MT72B形（500番台）を搭載する。起動加速度は0番台・500番台とも2.0km/h/sとなっている。
ブレーキシステムは回生・発電ブレンディングブレーキ併用電気指令式空気ブレーキを装備する。TIMSによって適切なブレーキ力を与える。発電ブレーキの搭載は、列車密度の低い路線では回生失効の頻度が高く、空気ブレーキが動作するケースが多いことによる。発電ブレーキシステムにブレーキチョッパを搭載しており、環境への配慮が図られている。
台車はボルスタレス式ヨーダンパ・軸バネオイルダンパ付きで、車輪径は860mm。E653系やE751系と基本的に同じもの（電動台車DT64系・付随台車TR249系）である。基礎ブレーキ装置は電動台車が踏面ブレーキ（ユニットブレーキ）、付随台車がユニットブレーキと1軸1枚のディスクブレーキを装備する。電動台車の重量（主電動機、駆動装置含む）は5,920 kg、付随台車の重量（中間台車）は4,610 kgである。
パンタグラフは低断面トンネル対応のシングルアーム式PS36形（0番台）・PS37形（500番台）を採用する。PS36形とPS37形は取り付け互換性を有している。
警笛はAW2形空気笛とミュージックホーン・電子ホーンを併用する。

## 番台別概説

### 0番台

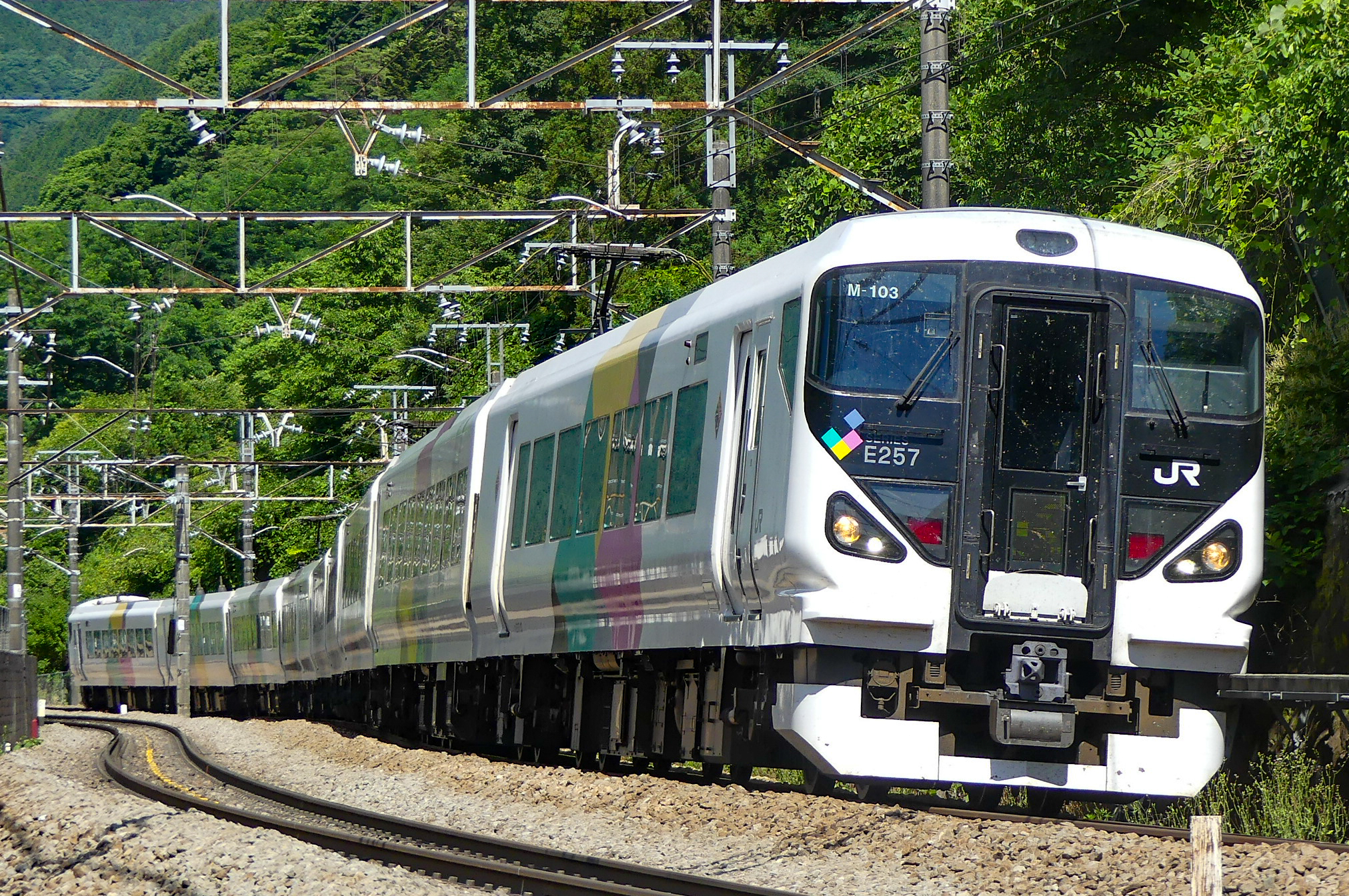
貫通型の前面

中央本線で使われていた183・189系の老朽化による置き換えを目的として、日立製作所・近畿車輛・東急車輛製造で製造された。2001年（平成13年）12月1日のダイヤ改正より基本・付属各3編成が中央本線の特急「あずさ」3往復で運用を開始、翌2002年（平成14年）3月23日に基本編成5本が投入され新たに特急「かいじ」5往復を、7月1日に基本編成5本、付属編成1本が投入され、残る4往復を、12月1日のダイヤ改正で基本編成3本、付属編成1本が投入され、残った特急「あずさ」を置き換え、1年間で183系・189系を置き換えた。同年7月1日より「中央ライナー」「青梅ライナー」にも充当されるようになった。
2018年10月1日時点では、松本車両センターに基本編成9両編成16本（144両）と付属編成2両編成5本（10両）の計154両が在籍していた。
E353系の増備に伴い徐々に運用を減らし、2019年3月15日をもって中央本線の定期特急列車運用から離脱した。その後余剰となった編成には順次「踊り子」用の2000番台へのリニューアル工事が施工され、基本編成16本のうち13本、大宮総合車両センター東大宮センターへ移籍。185系を置き換えた（詳細は後述）。
付属編成2両編成5本（10両）に関しては、定期運用離脱後も長野総合車両センターにて留置されていたが、2020年6月15日付で本系列初の廃車となり、同年9月までに全編成が解体された。いずれも基本編成のような改造・転用はなされなかった。
残った3編成は2000番台への改造や付属編成の廃車が行われた後も松本車両センターに残留していたが、2021年より順次波動用5000番台へ改造され、M-111編成の改造を最後に本番台は消滅した。

#### 構成
編成は基本編成がMT比5M4Tの9両編成、増結用の付属編成がMT比1M1Tの2両編成であった。松本駅における増・解結作業の関係上付属編成が新宿・東京方に連結されており、号車番号は付属編成が1・2号車、基本編成が3 - 11号車となっていた。基本編成のみの9両編成で運転する場合でも号車番号の表示は変更されず、3 - 11号車の9両による運転として案内・表示された。これは編成両数にかかわらず自由席車両とグリーン車の号車番号を統一するための措置であった。グリーン車は基本編成の8号車に連結され、普通車との半室構造となっていた。

#### 外観

各車両のブロックパターン
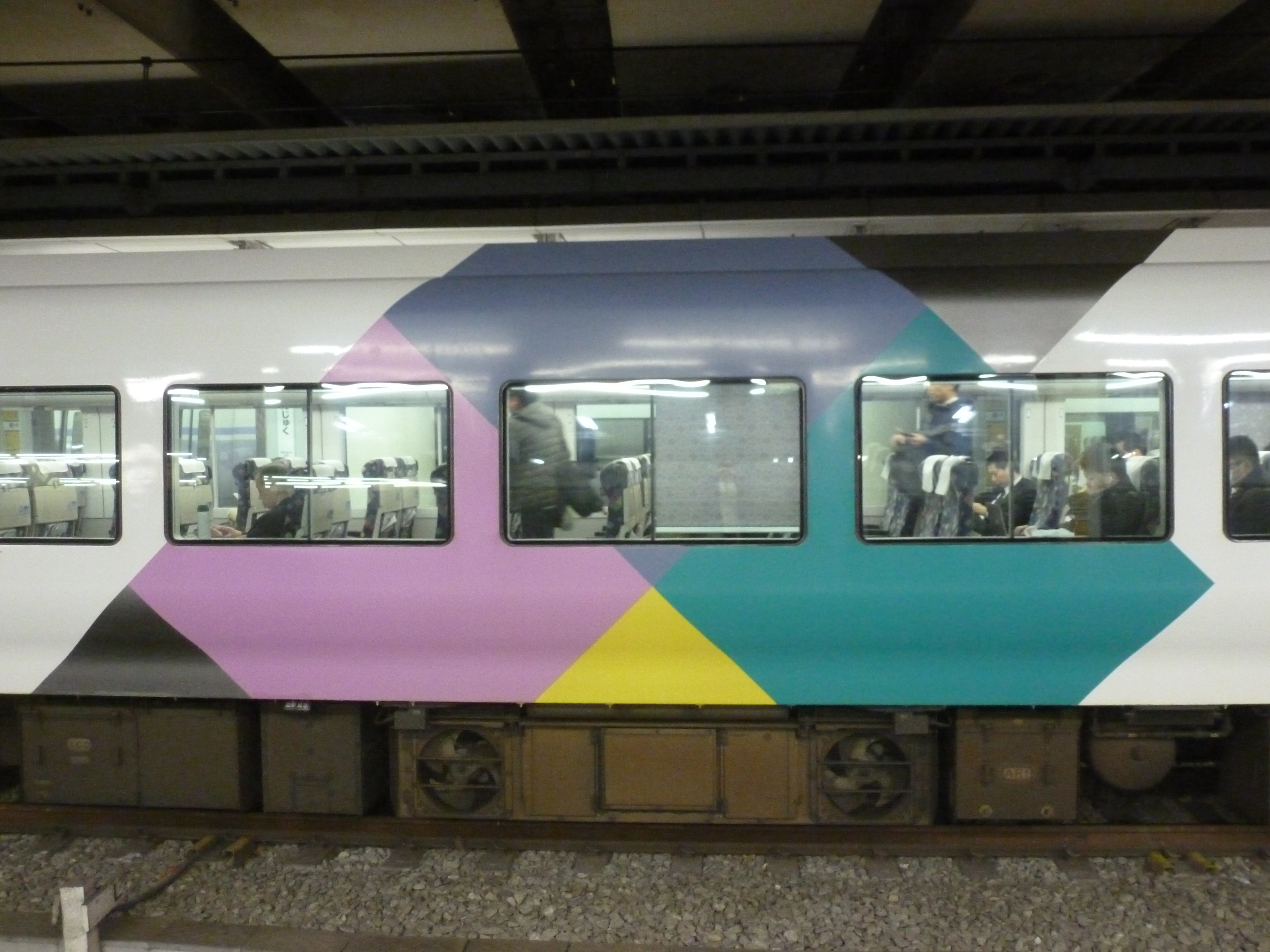
1号車
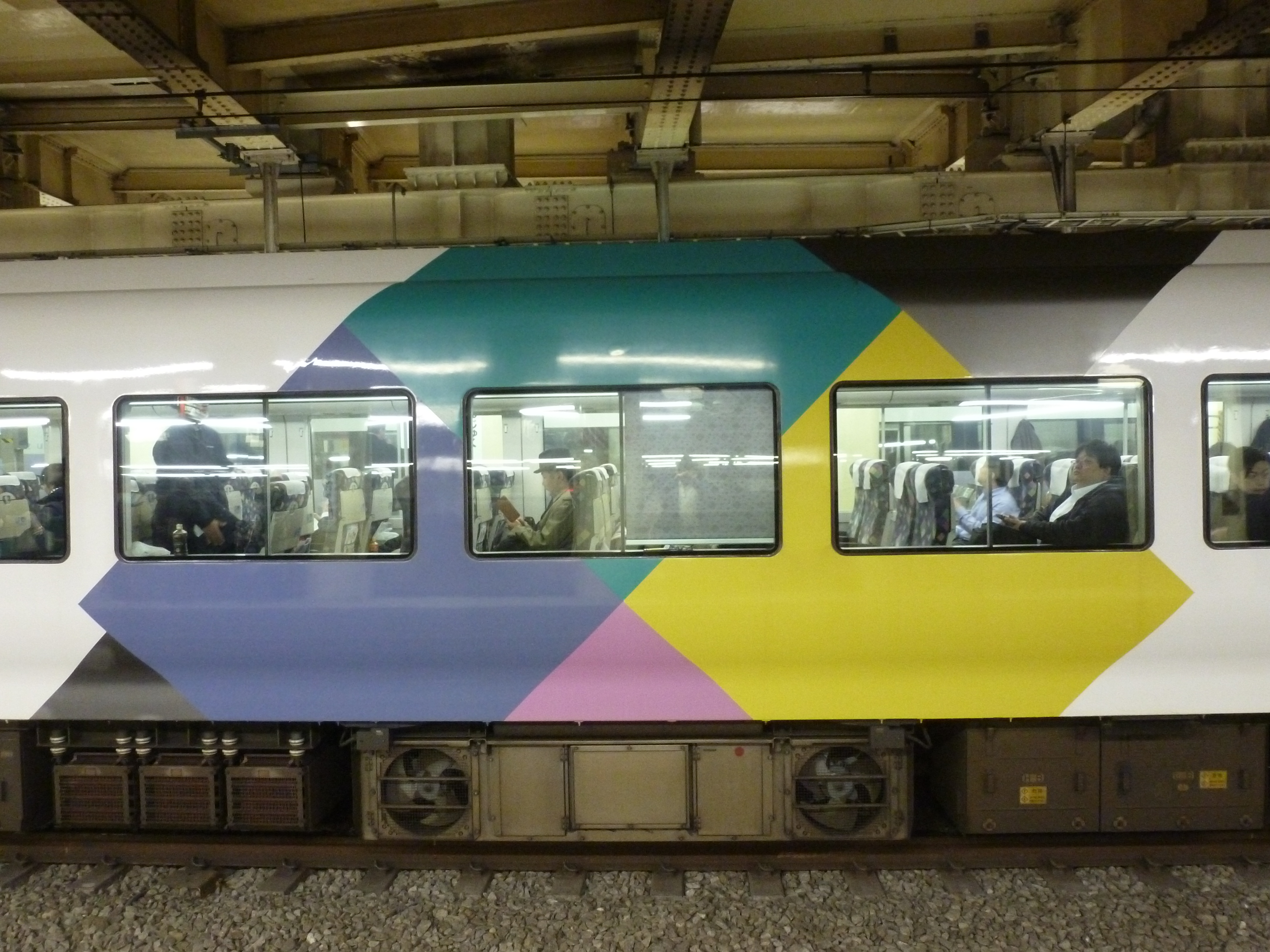
2号車
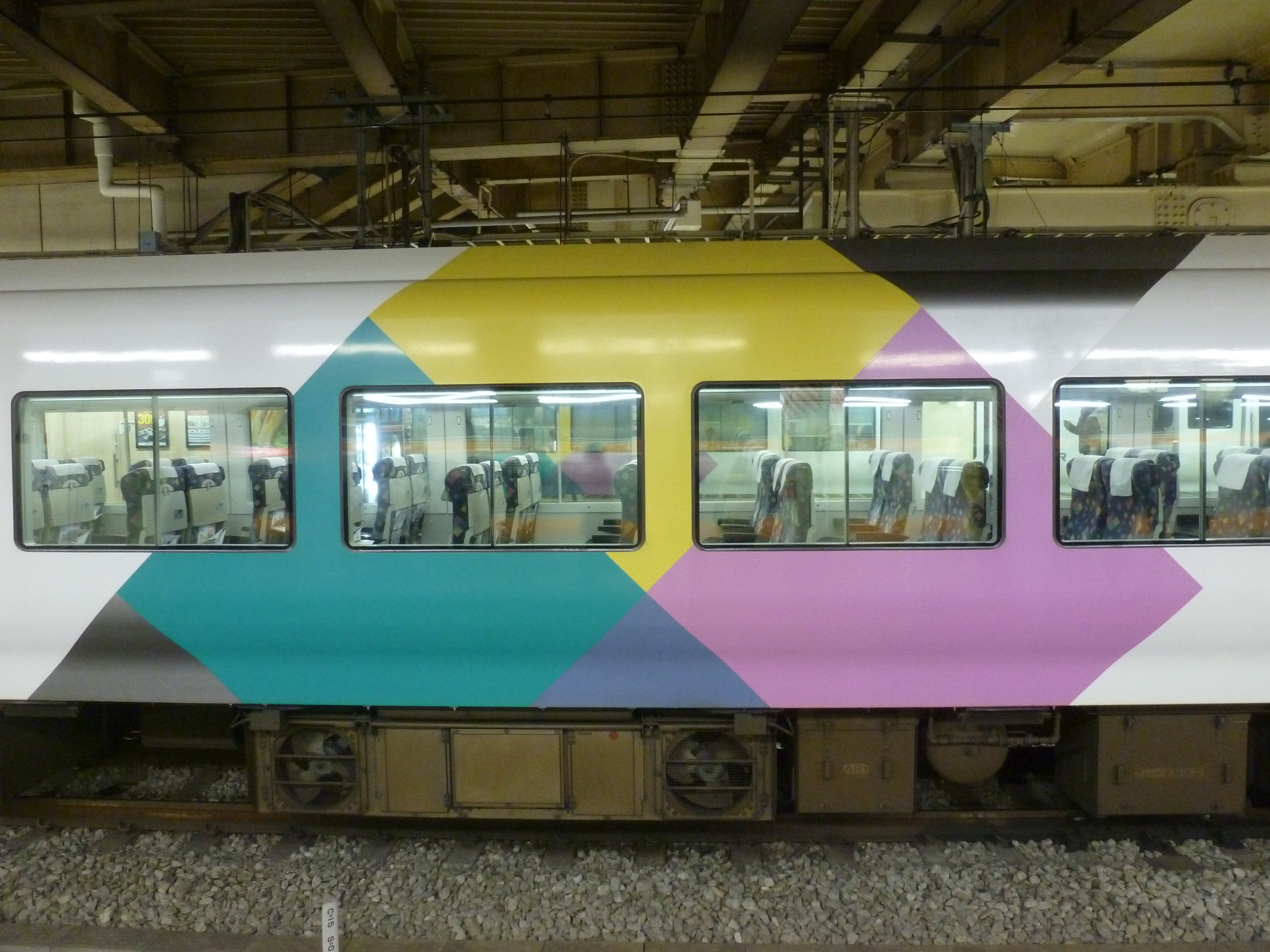
3号車
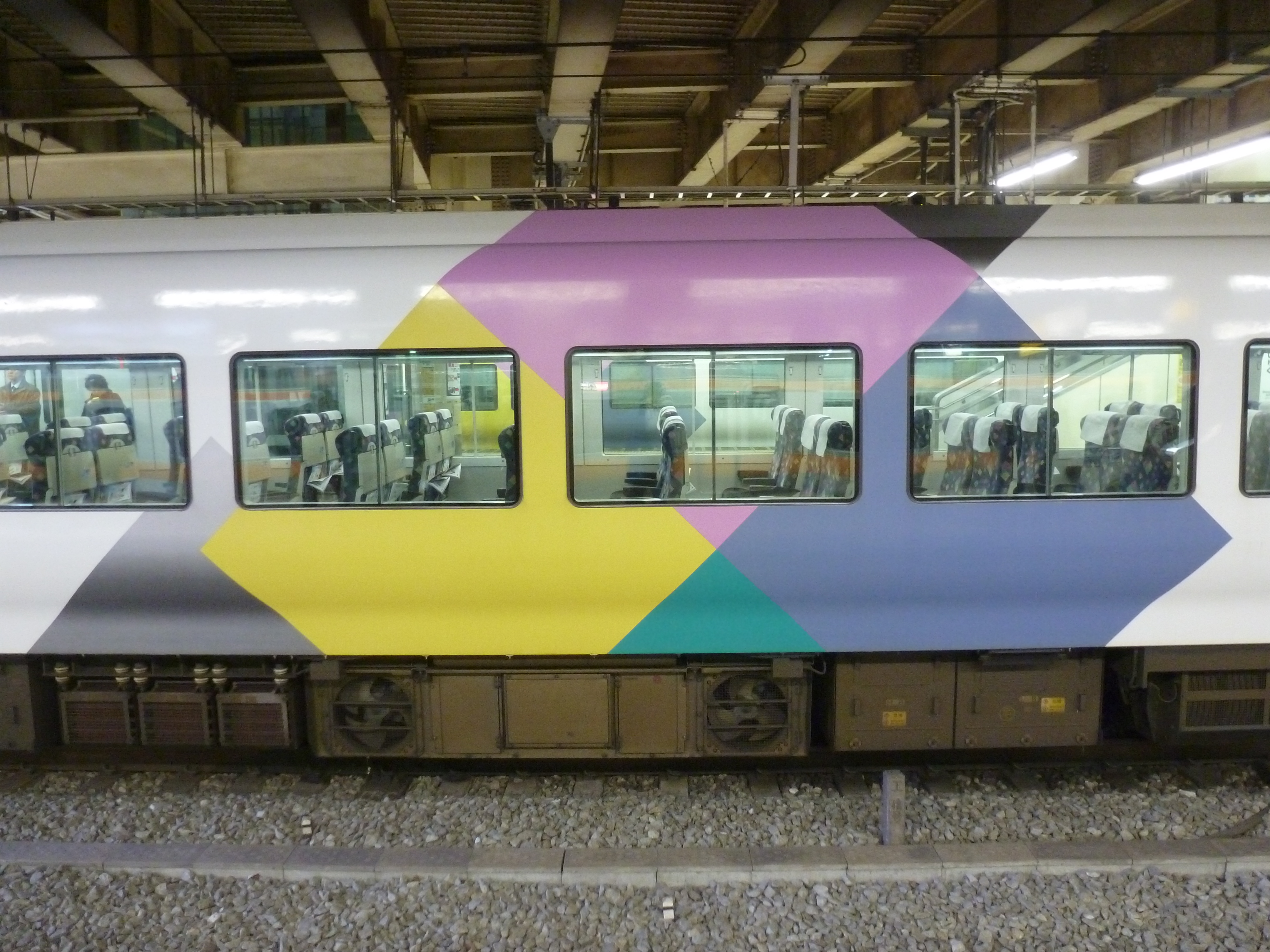
4号車
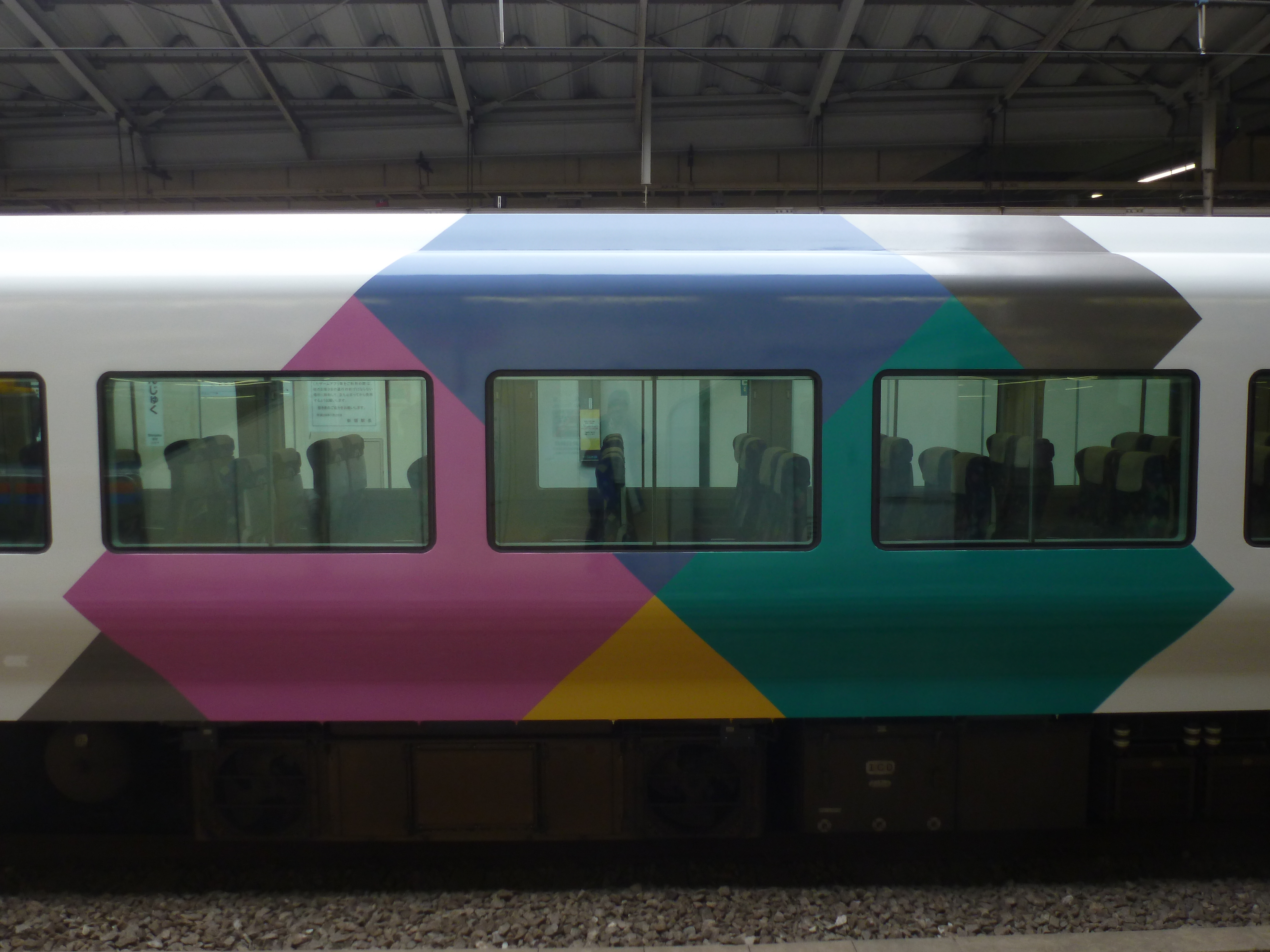
5号車
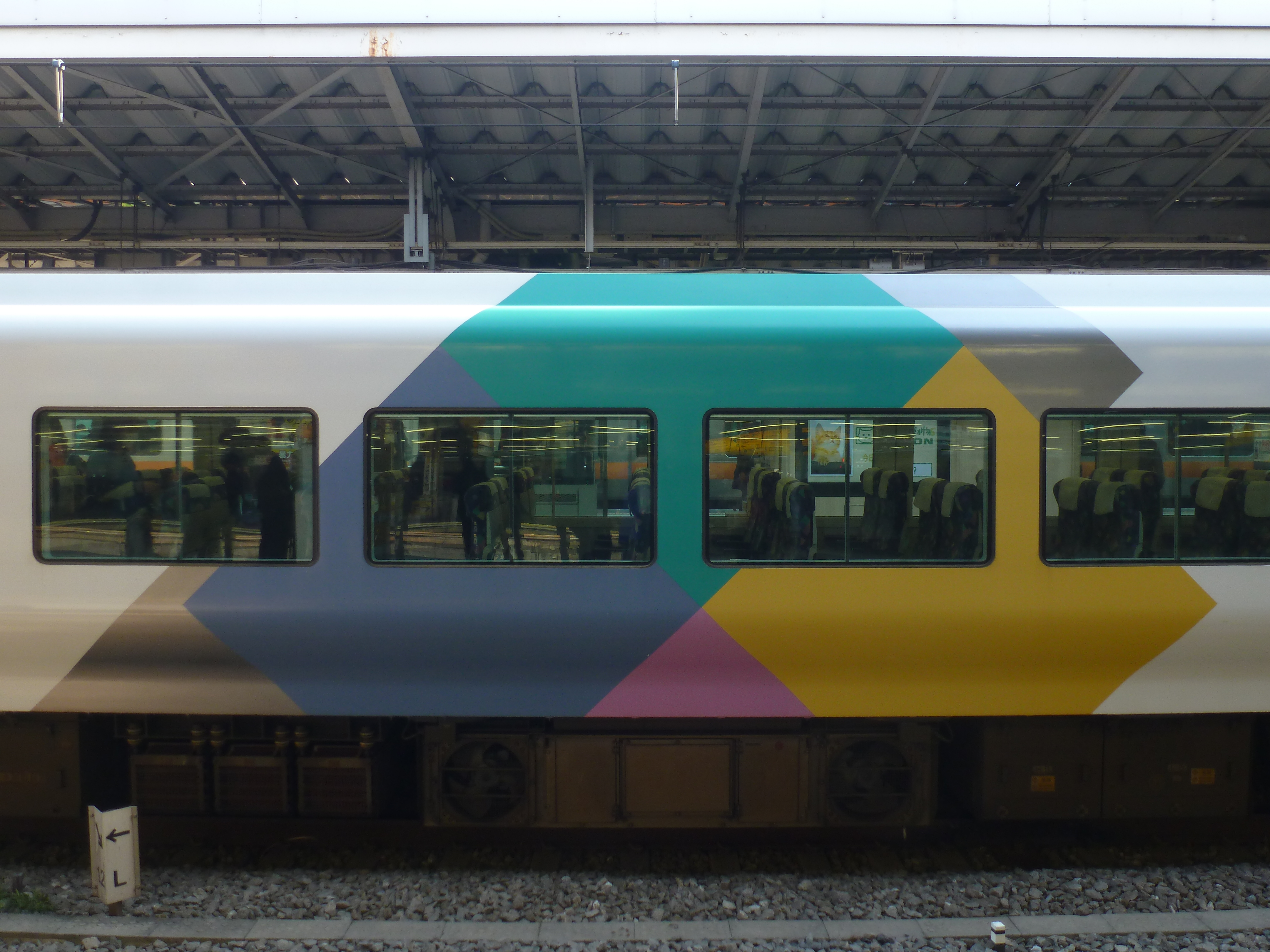
6号車
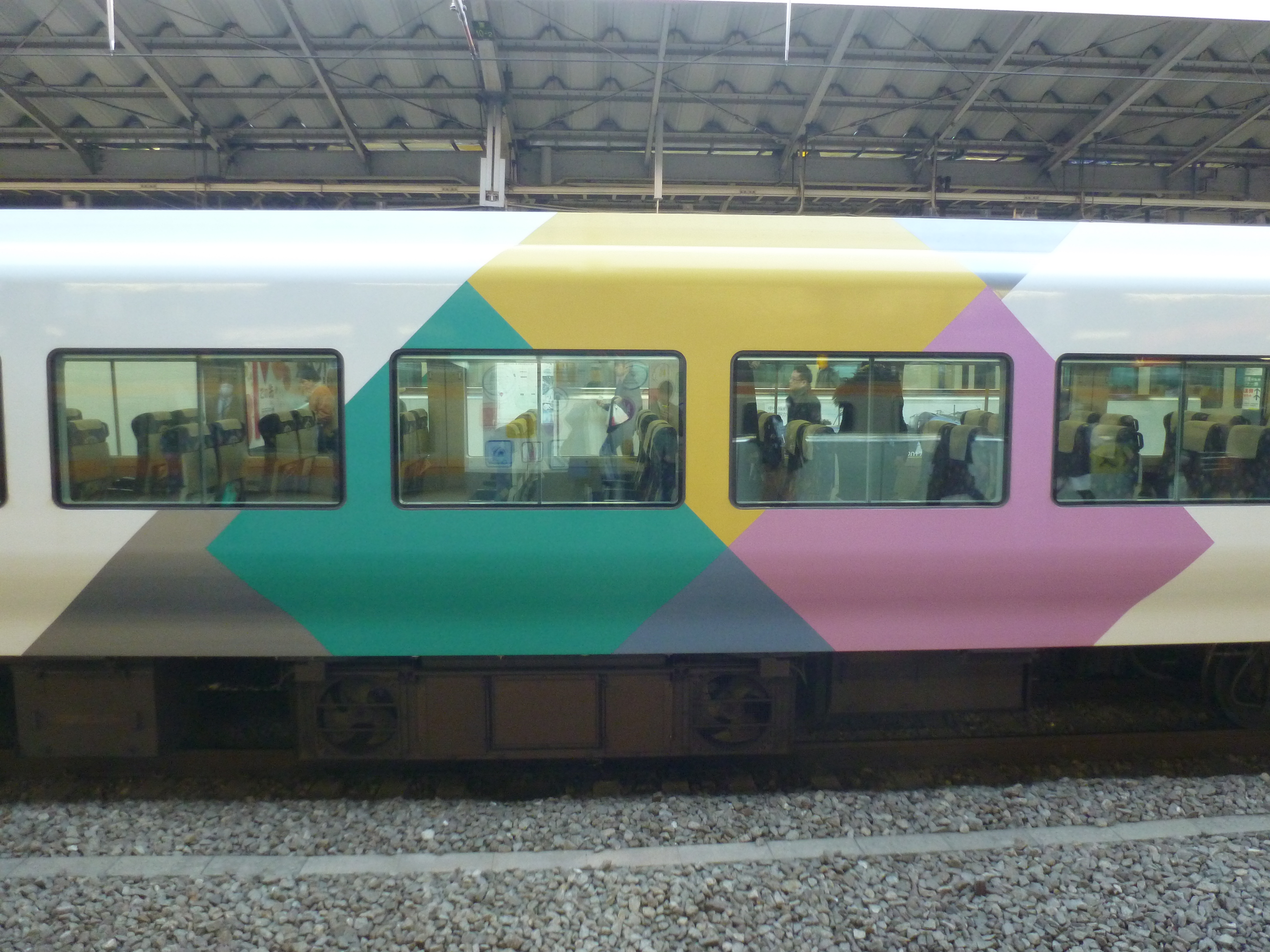
7号車
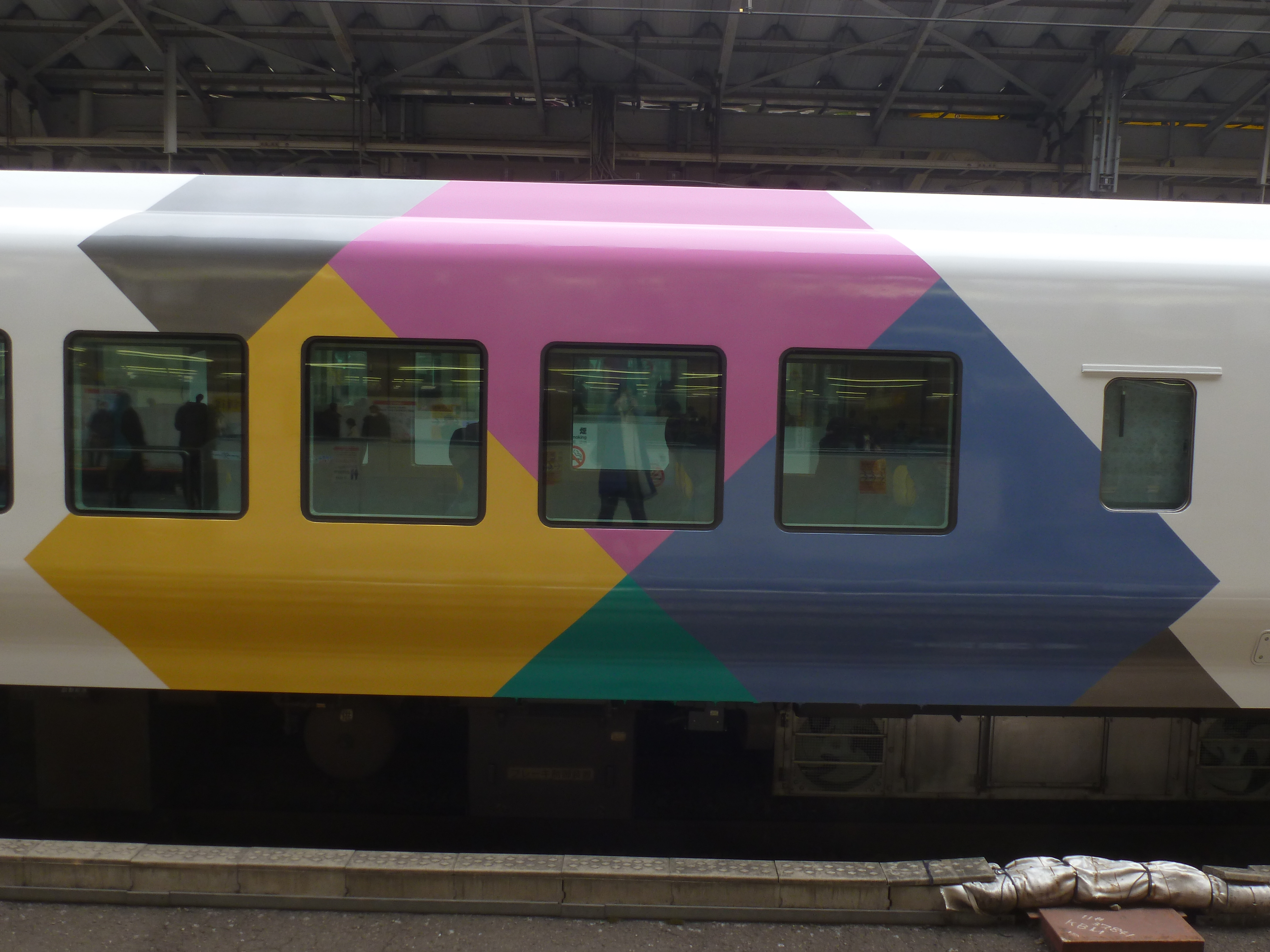
8号車
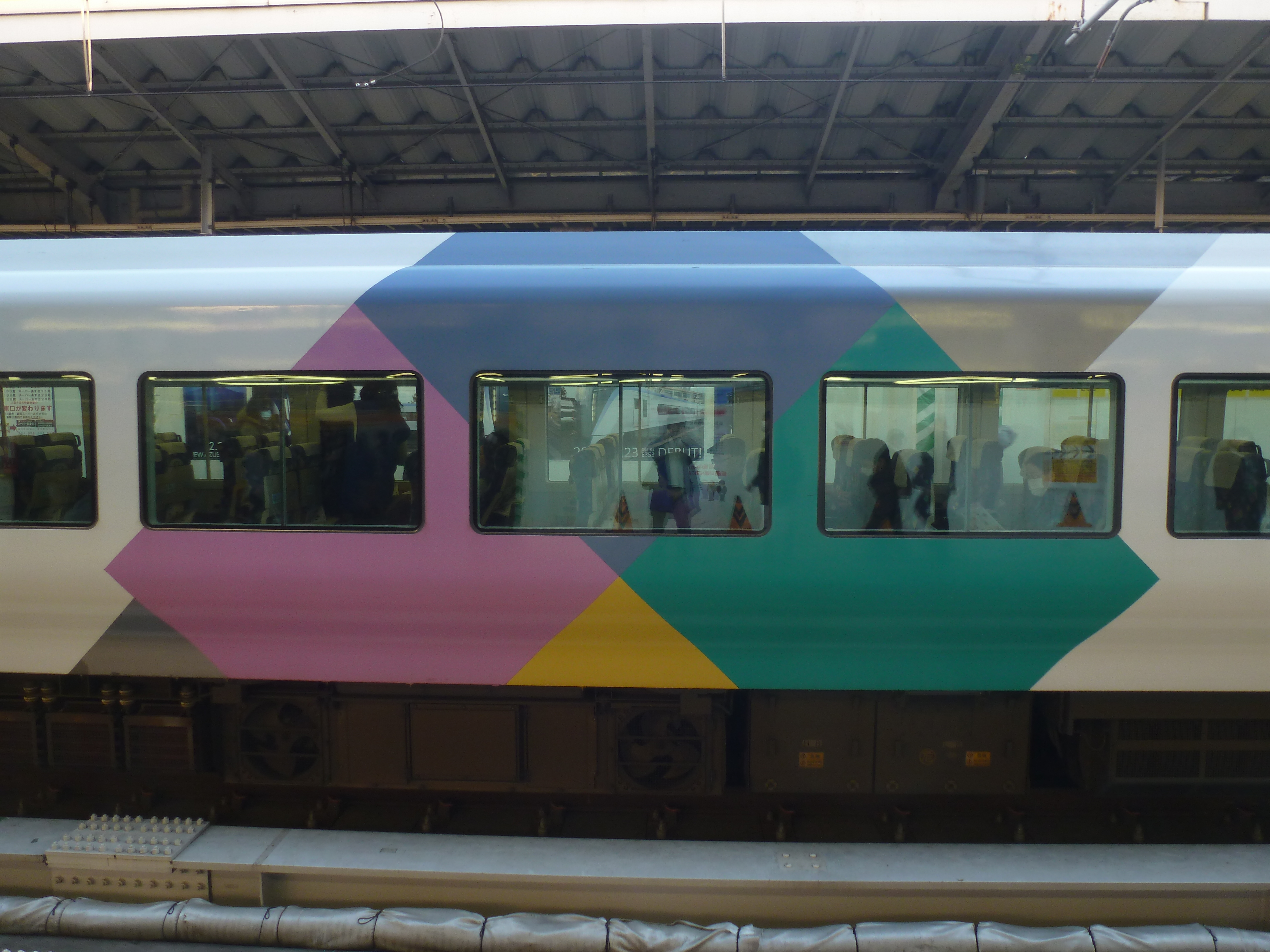
9号車
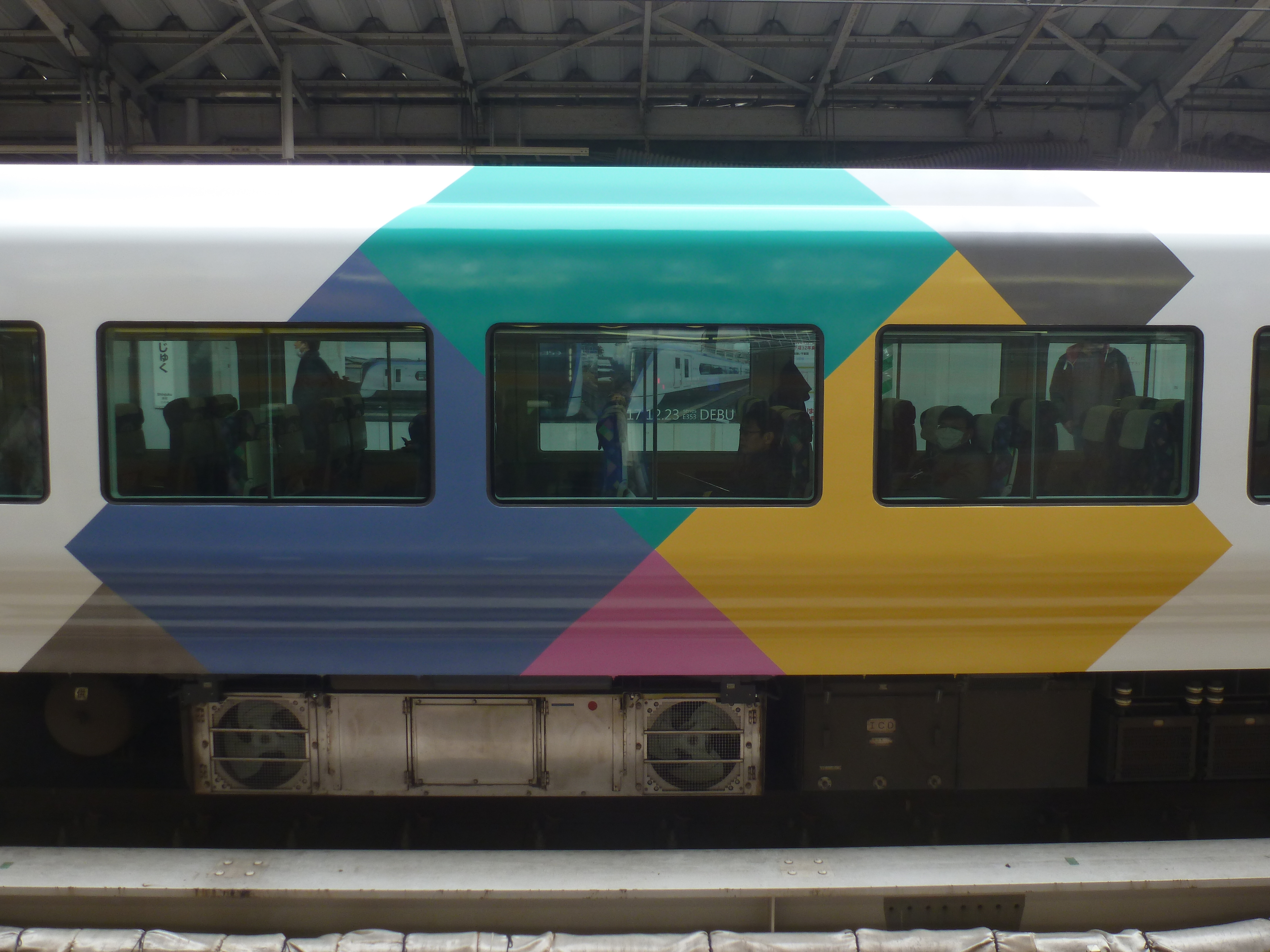
10号車
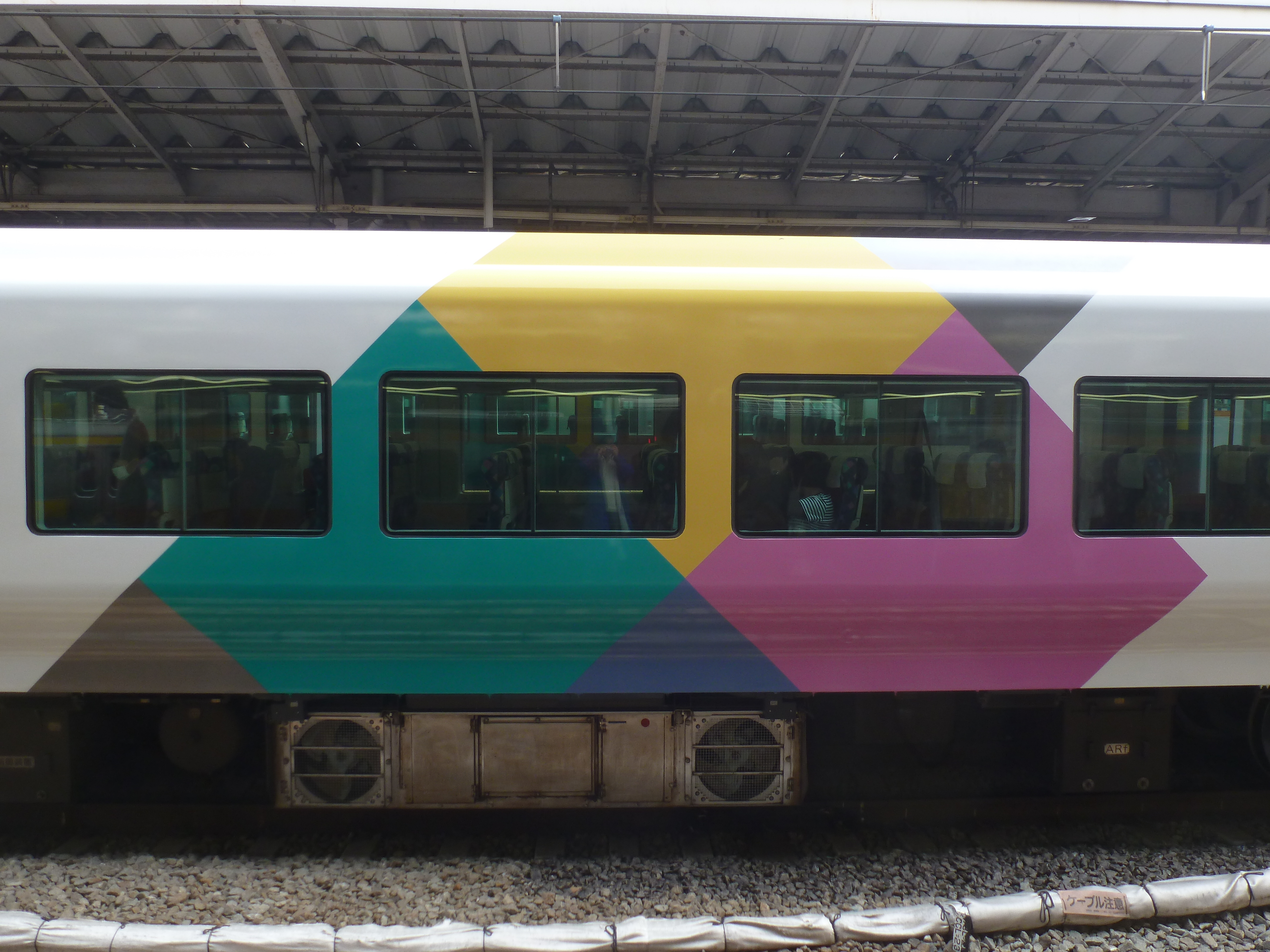
11号車

「ふるさとのぬくもり」「めぐりゆくふるさとの四季」をデザインコンセプトとしていた。外観はアルプスの山々や林檎の花をイメージさせる白を基調としており、車体側面に四季の彩りを表す、武田菱を模した大きな菱形模様が描かれた。菱形模様は桃色■（春の花）、碧色■（夏の木の葉）、黄色■（秋の紅葉）、青紫■（冬の山々）、銀色■（八ヶ岳やアルプスの嶺）からなり、その配色は似ているものもあったが、号車ごとに異なっていた（左右のサイドでは向きが逆転しているため、8号車を除き全て東京・新宿側に傾いていた）。客用ドア横の号車番号表示は沿線の風物のイラストが号車ごとに描かれていた。

各車両のロゴマーク
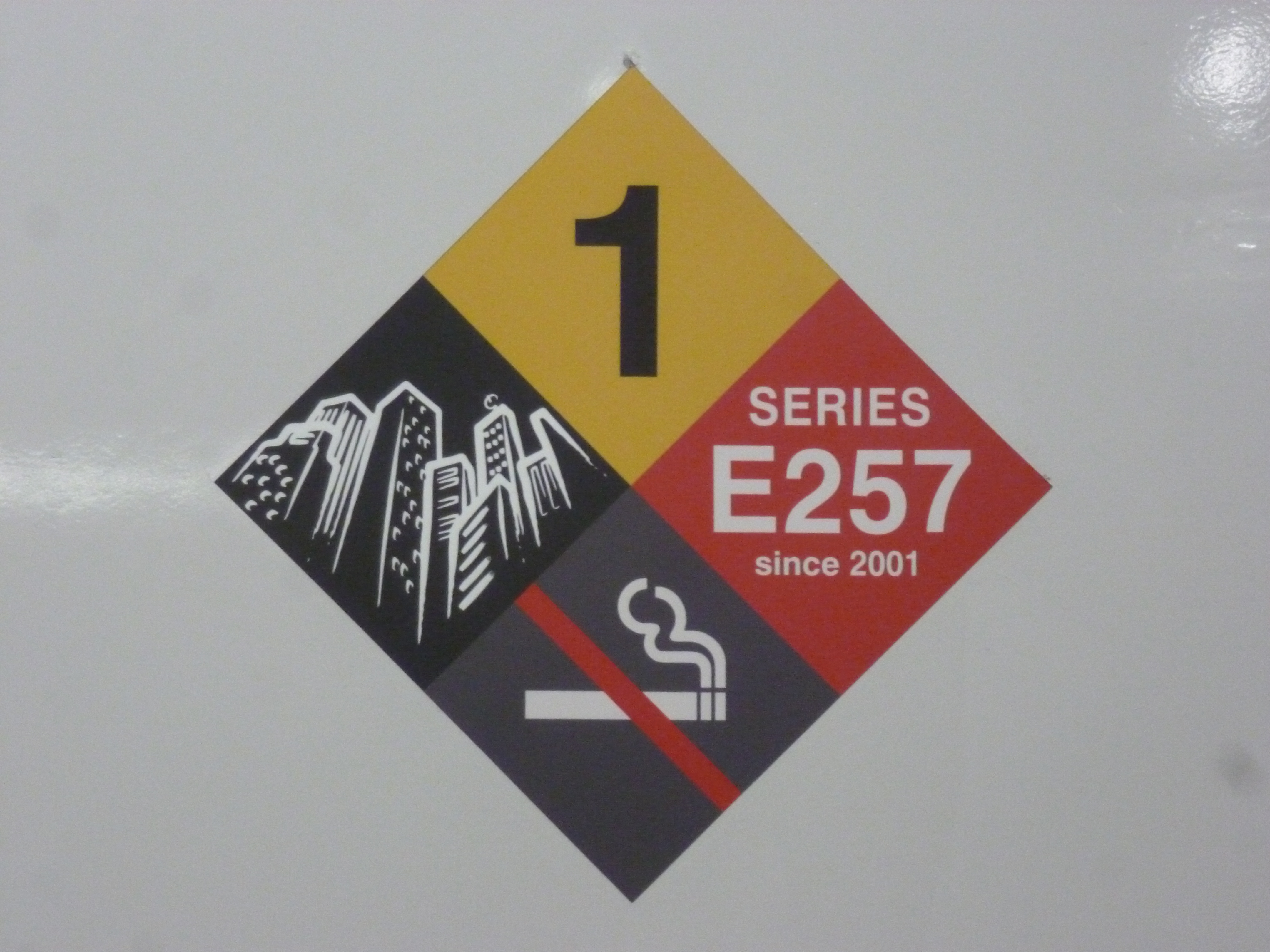
1号車 新宿の高層ビル
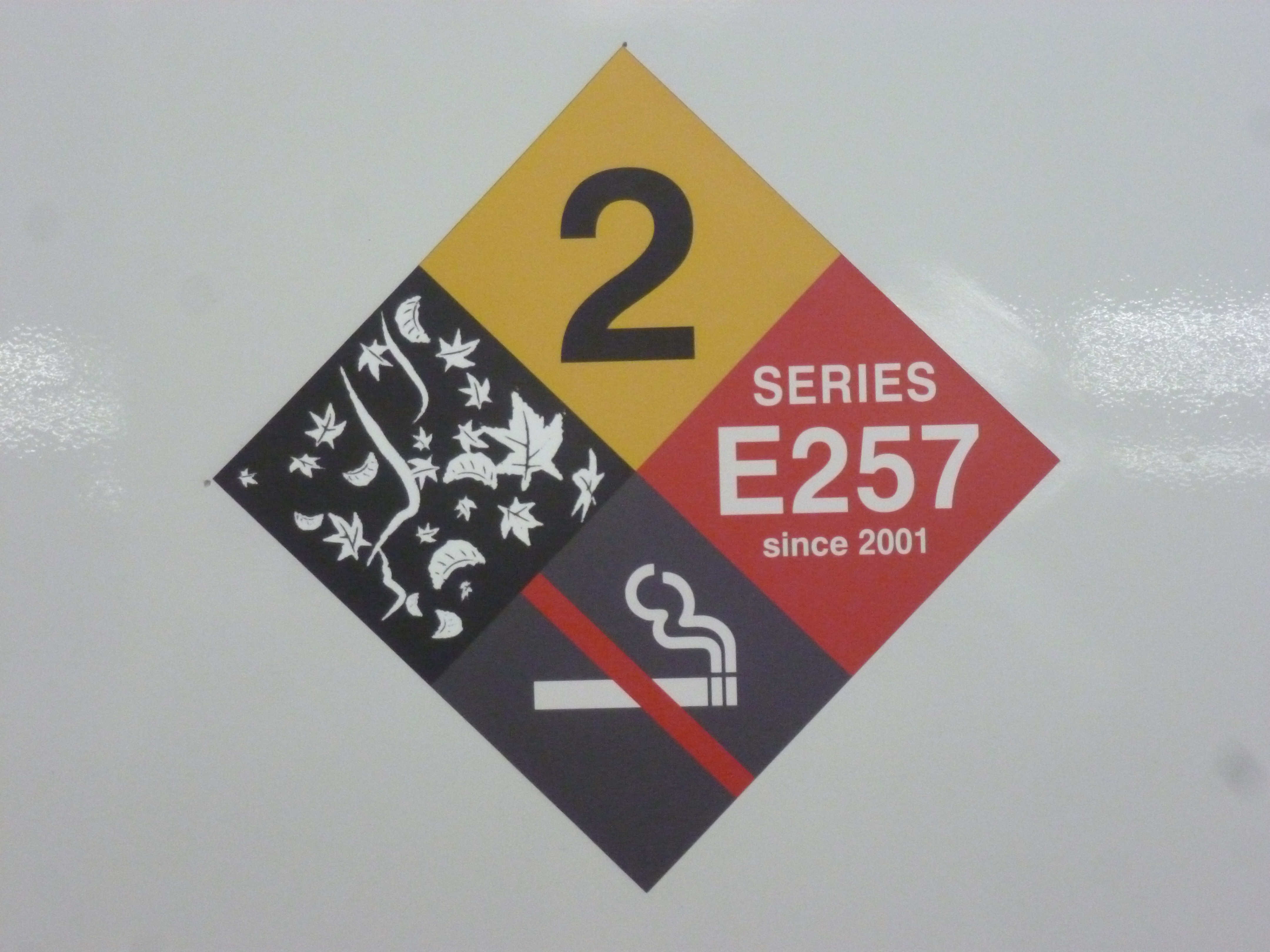
2号車 高尾山の紅葉
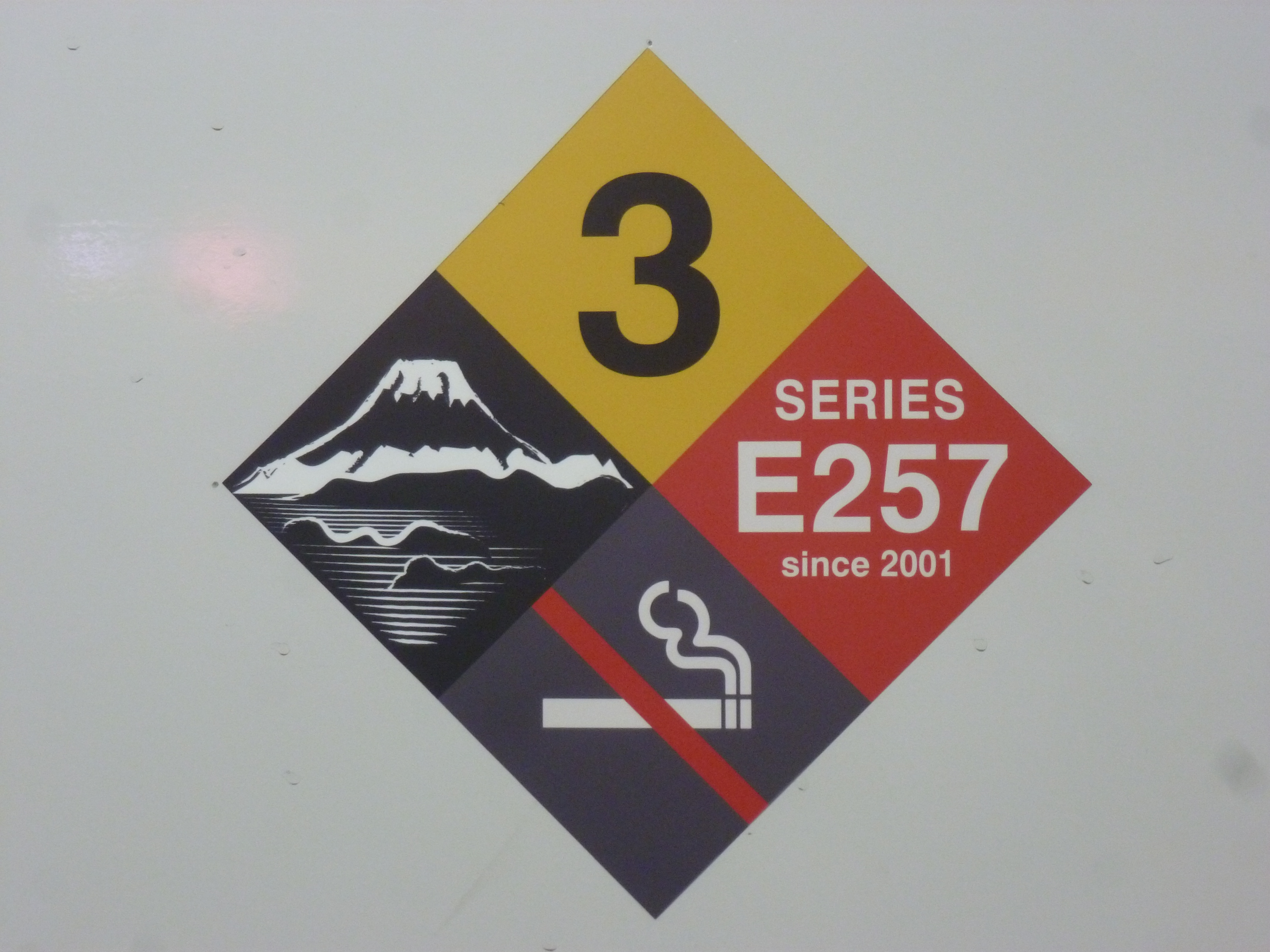
3号車 富士山
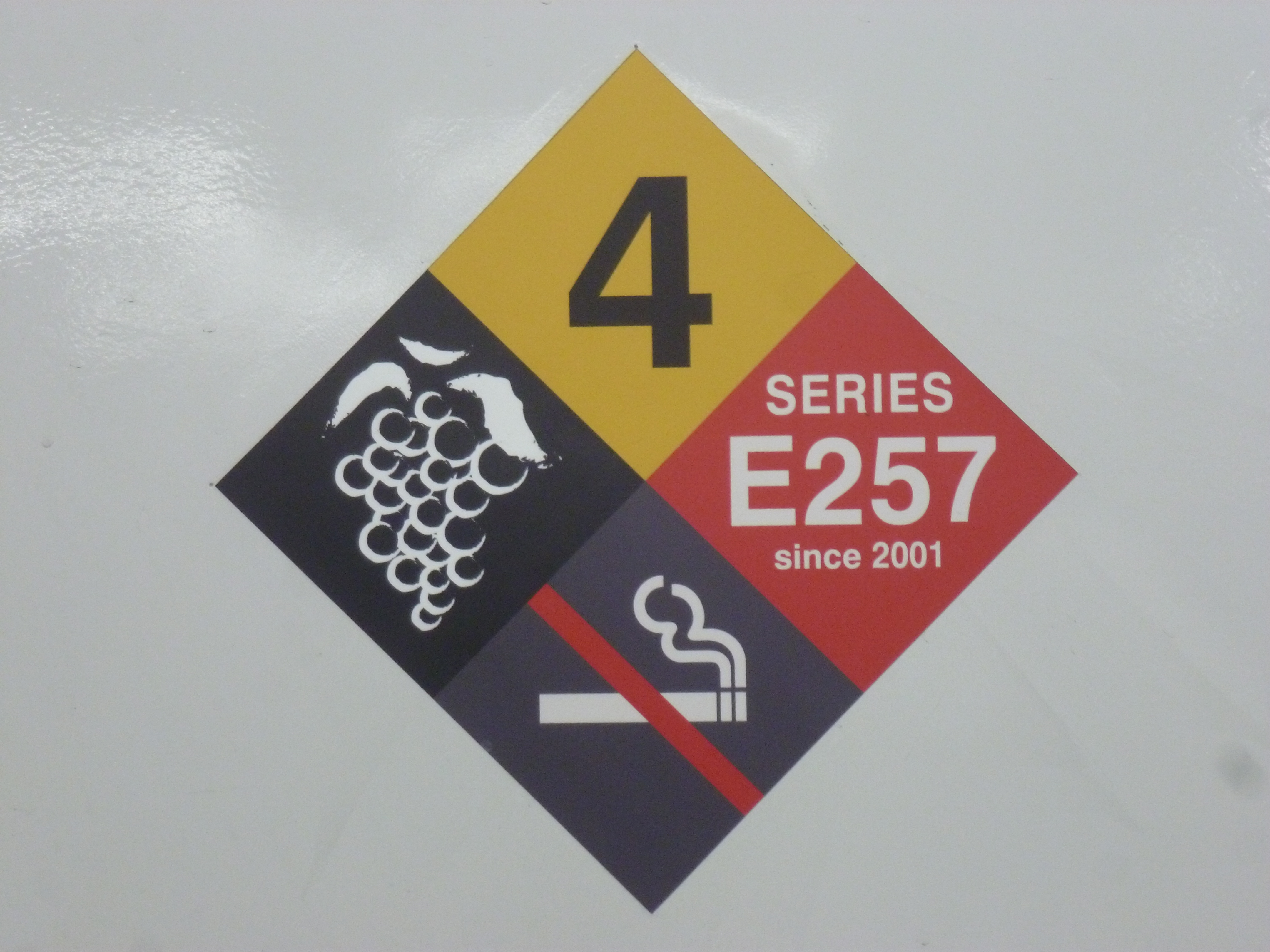
4号車 甲州市のぶどう
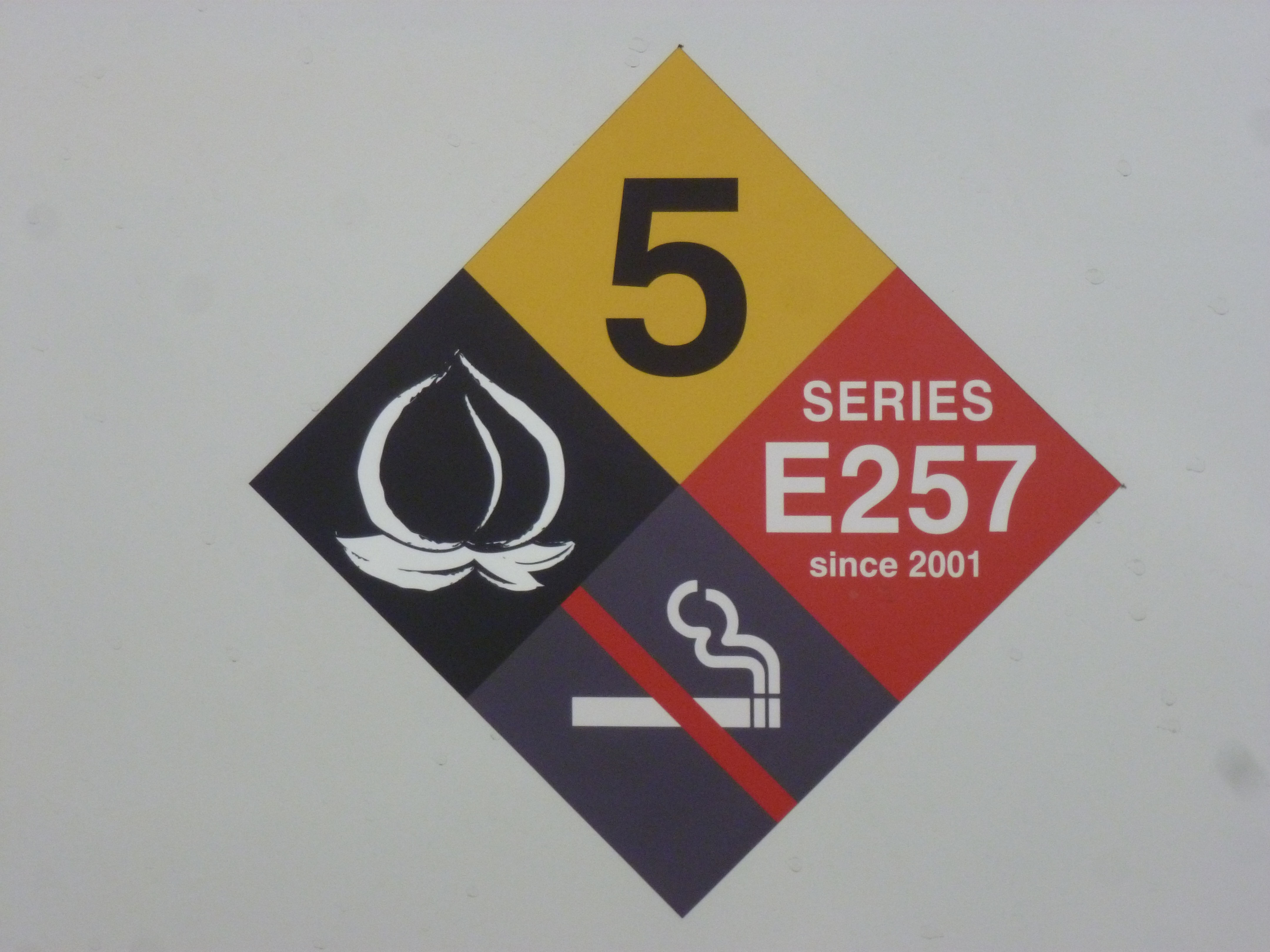
5号車 甲府市の桃
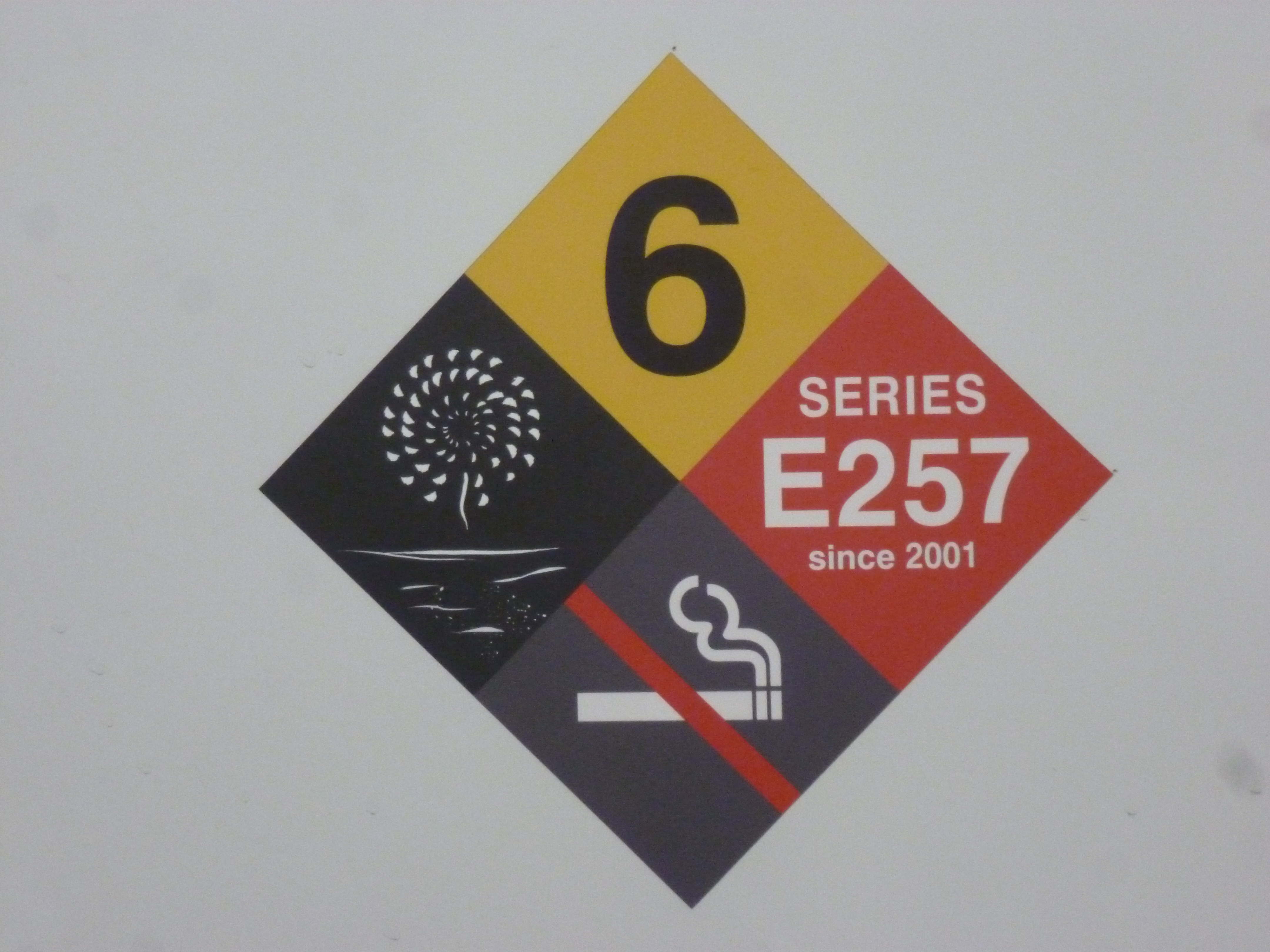
6号車 諏訪湖祭湖上花火大会
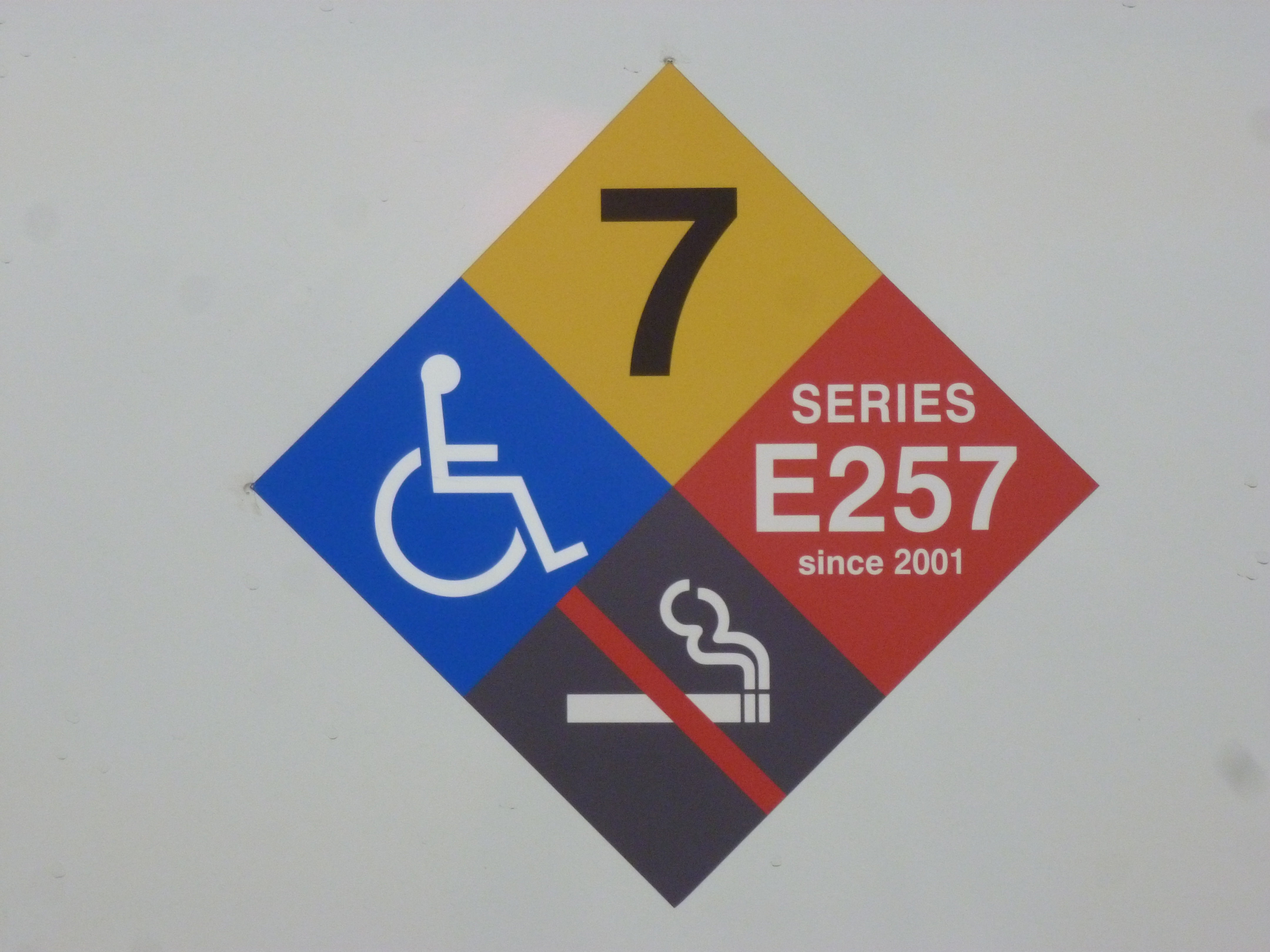
7号車 車椅子対応
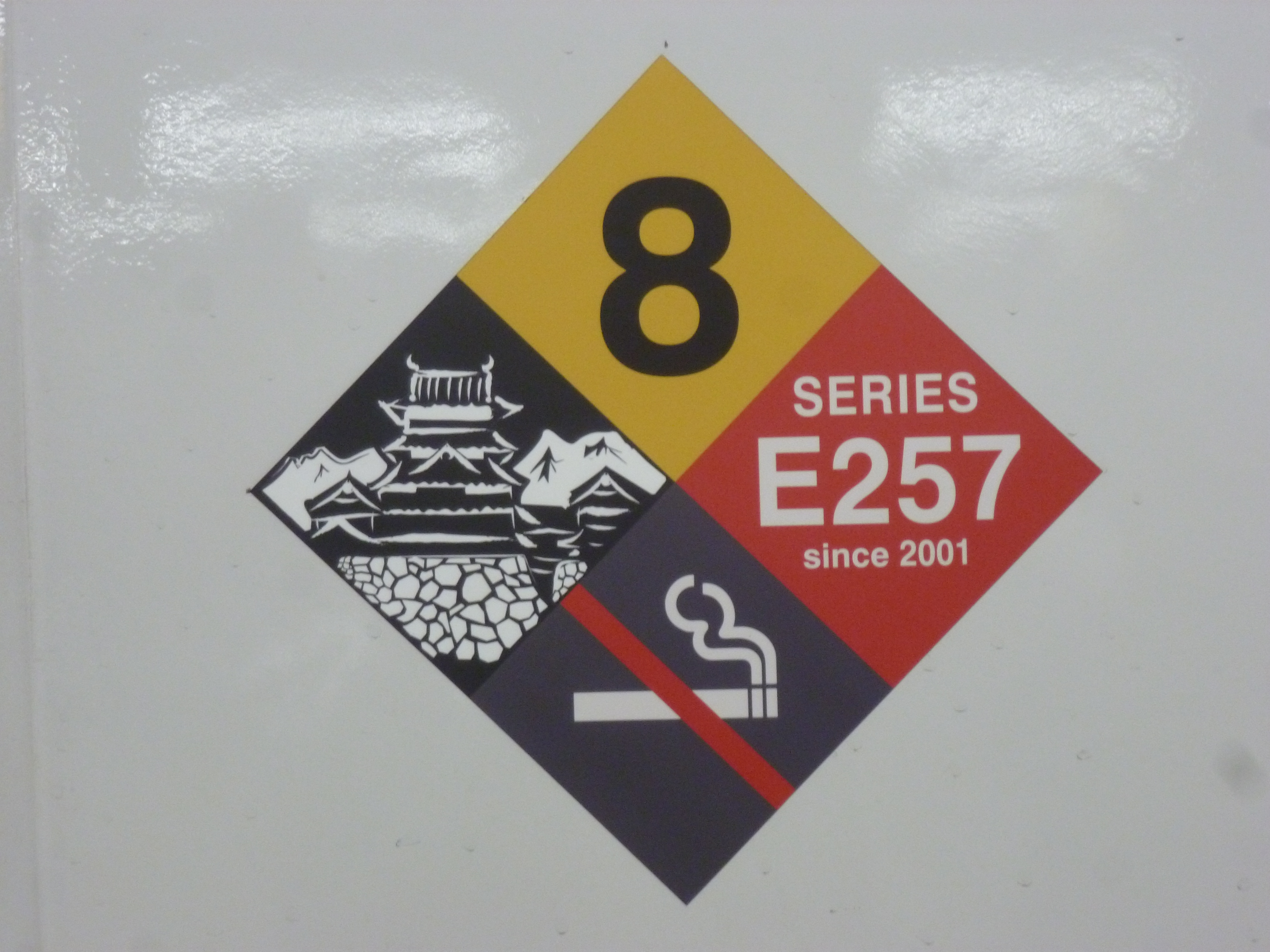
8号車 松本城
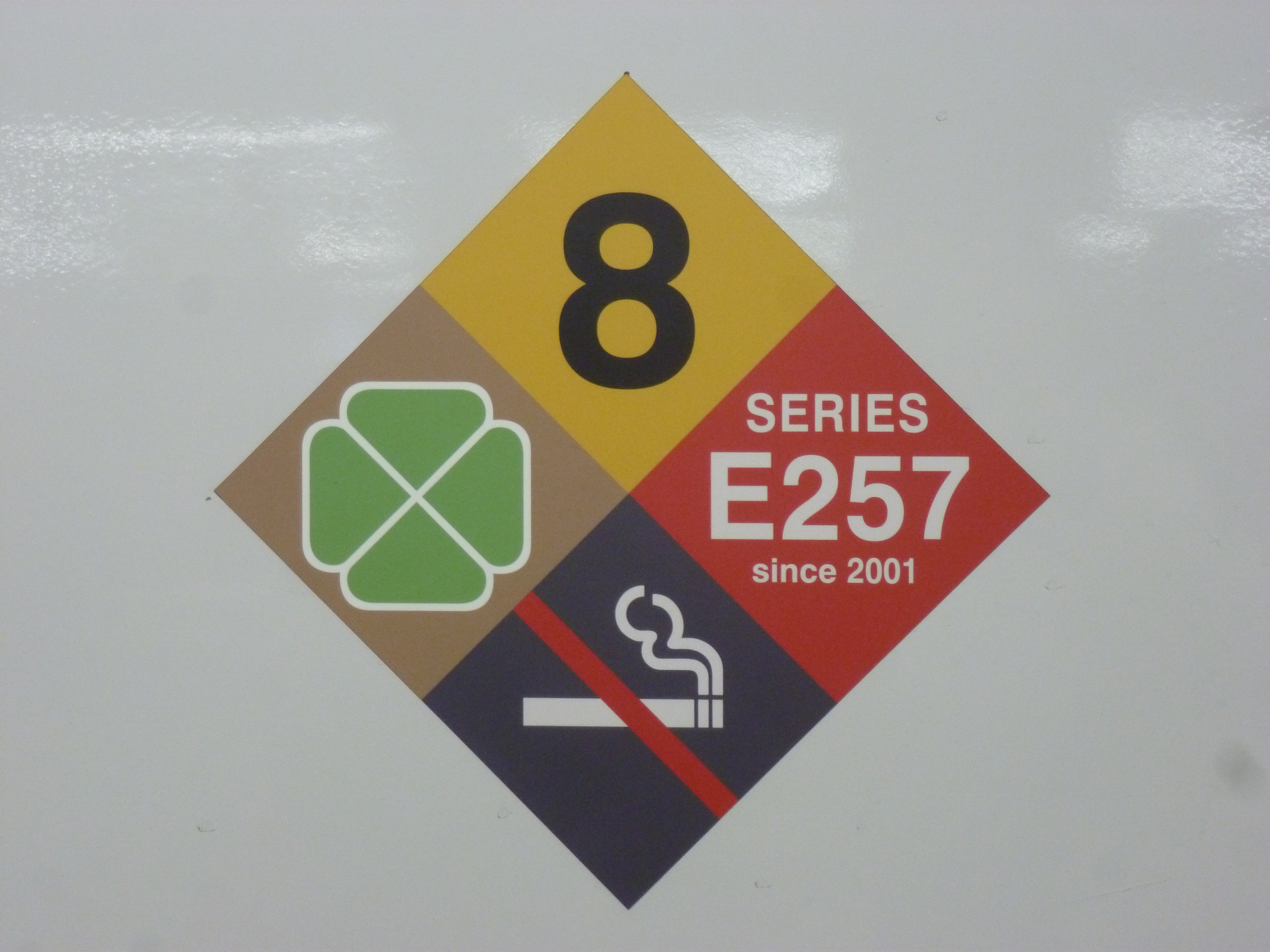
8号車 グリーン車
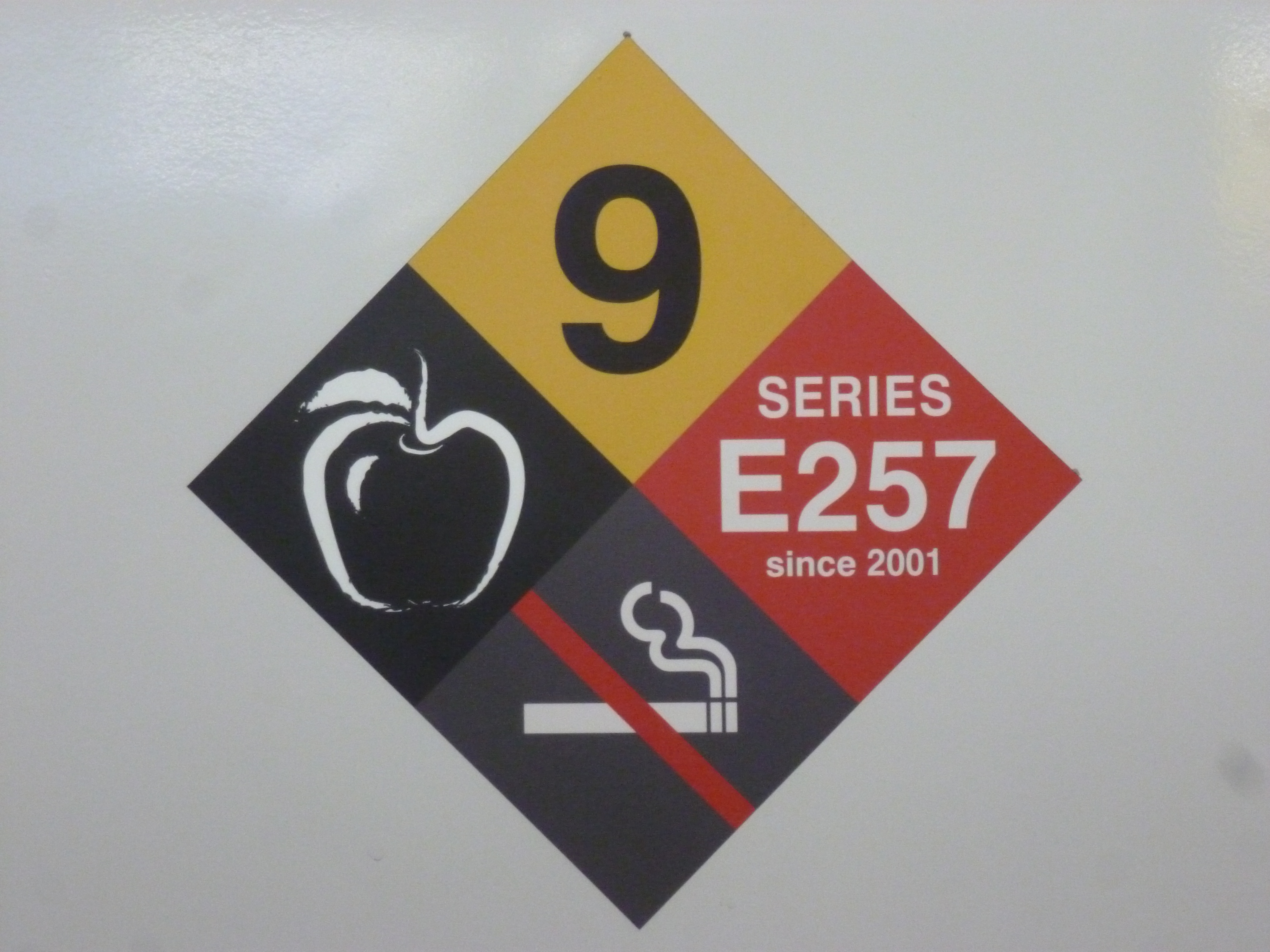
9号車 信州のりんご
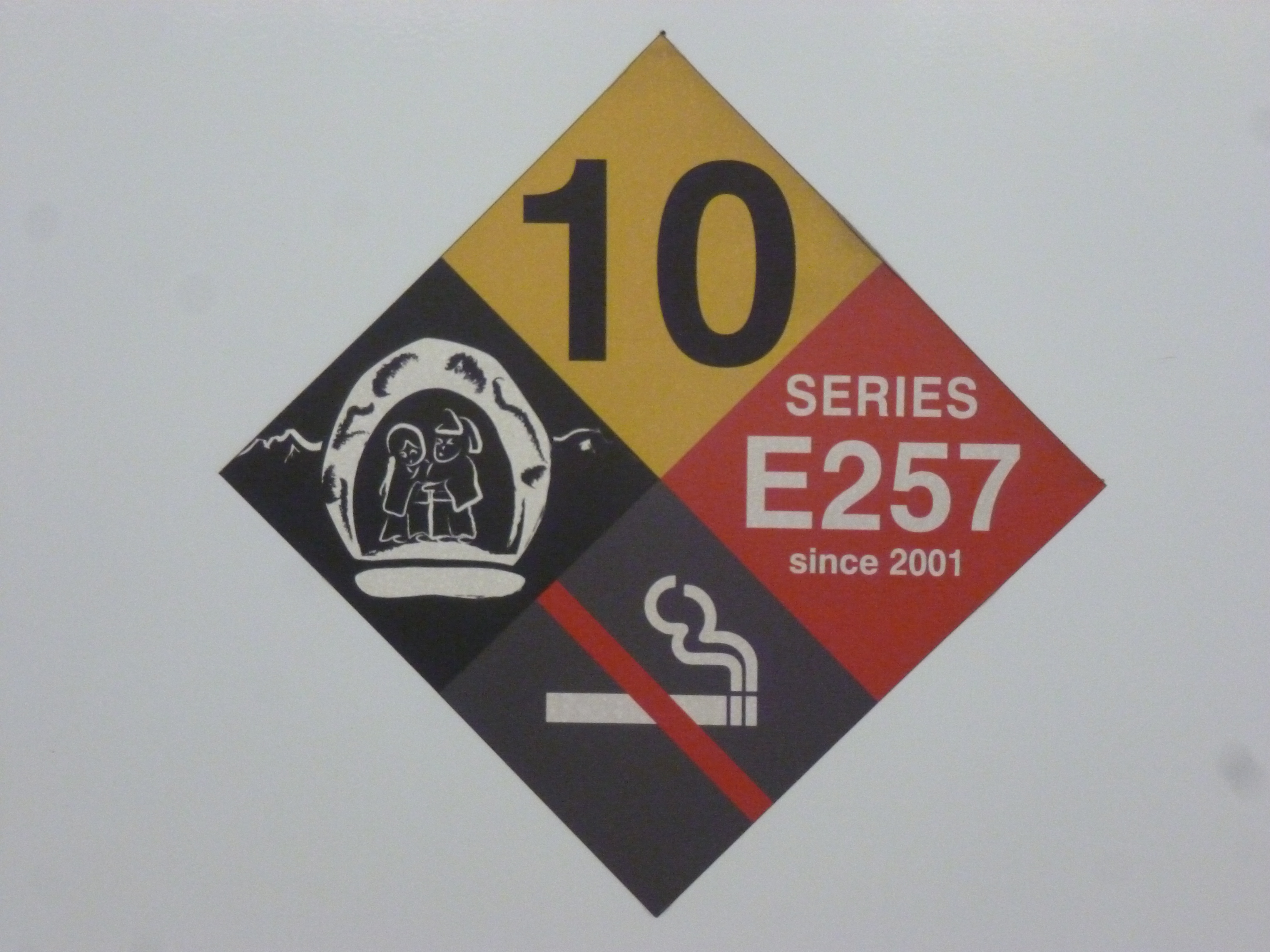
10号車 道祖神
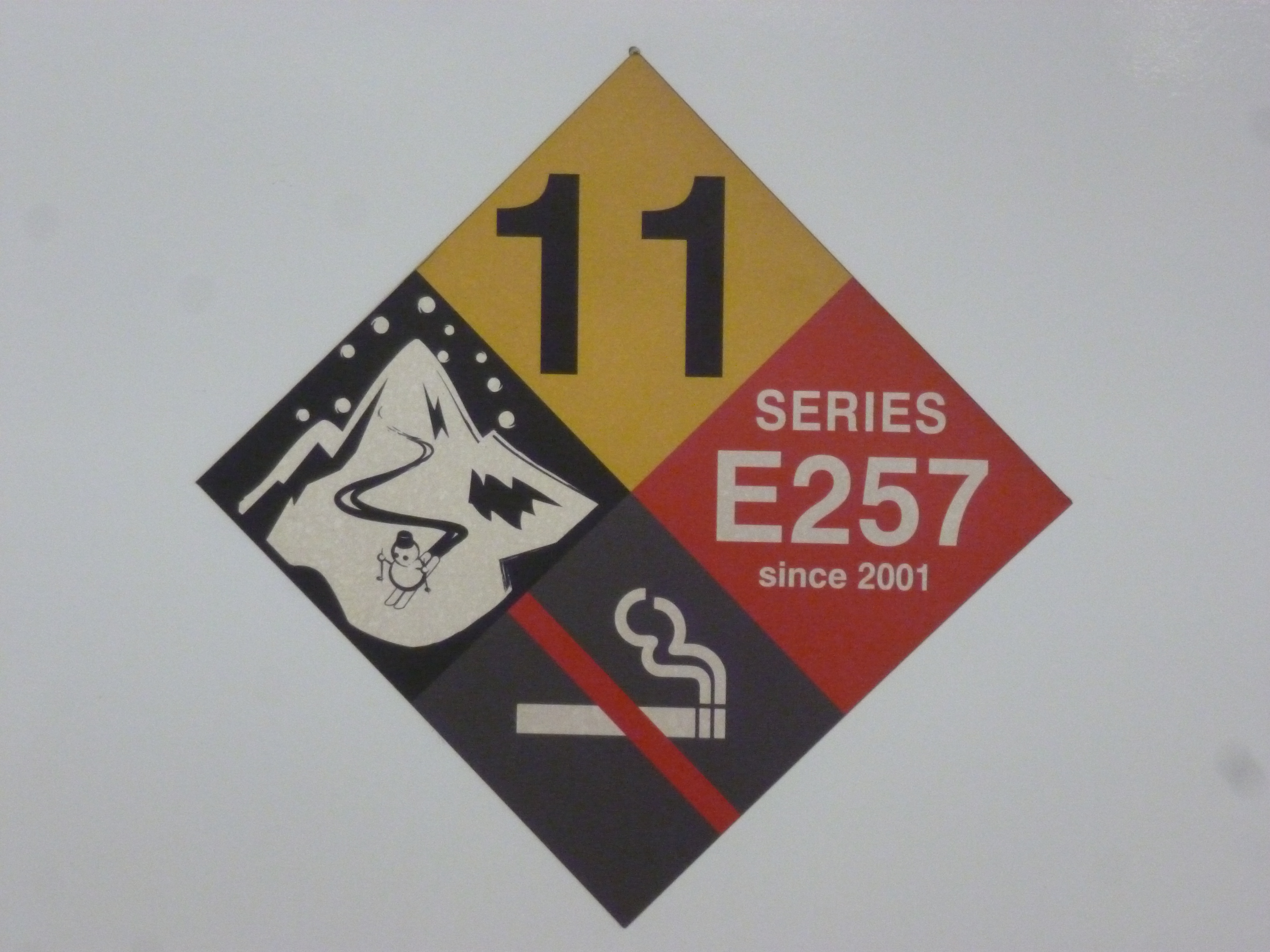
11号車 白馬村のスキー場

- 各車両のブロックパターン
- 1号車
- 2号車
- 3号車
- 4号車
- 5号車
- 6号車
- 7号車
- 8号車
- 9号車
- 10号車
- 11号車

#### 室内
室内においてもデザインコンセプトに基づき、普通席・グリーン席共に座席の柄に武田菱を模したひし形のパターンが用いられていた。
普通車は明るく軽快なイメージで「カジュアルで楽しい雰囲気」を指向していた。荷棚上の小天井部は奇数号車がピンク、偶数号車がエメラルドグリーンとされた。
グリーン車は木目調の内装材や、カーペットを用いることで、落ち着いた雰囲気が指向されていた。
モハE257形100番台（9号車）の新宿方車端部に喫煙用フリースペースを設けていたが、JR東日本の特急列車完全禁煙化により、2007年3月18日からは禁煙のフリースペースとして開放されていた。

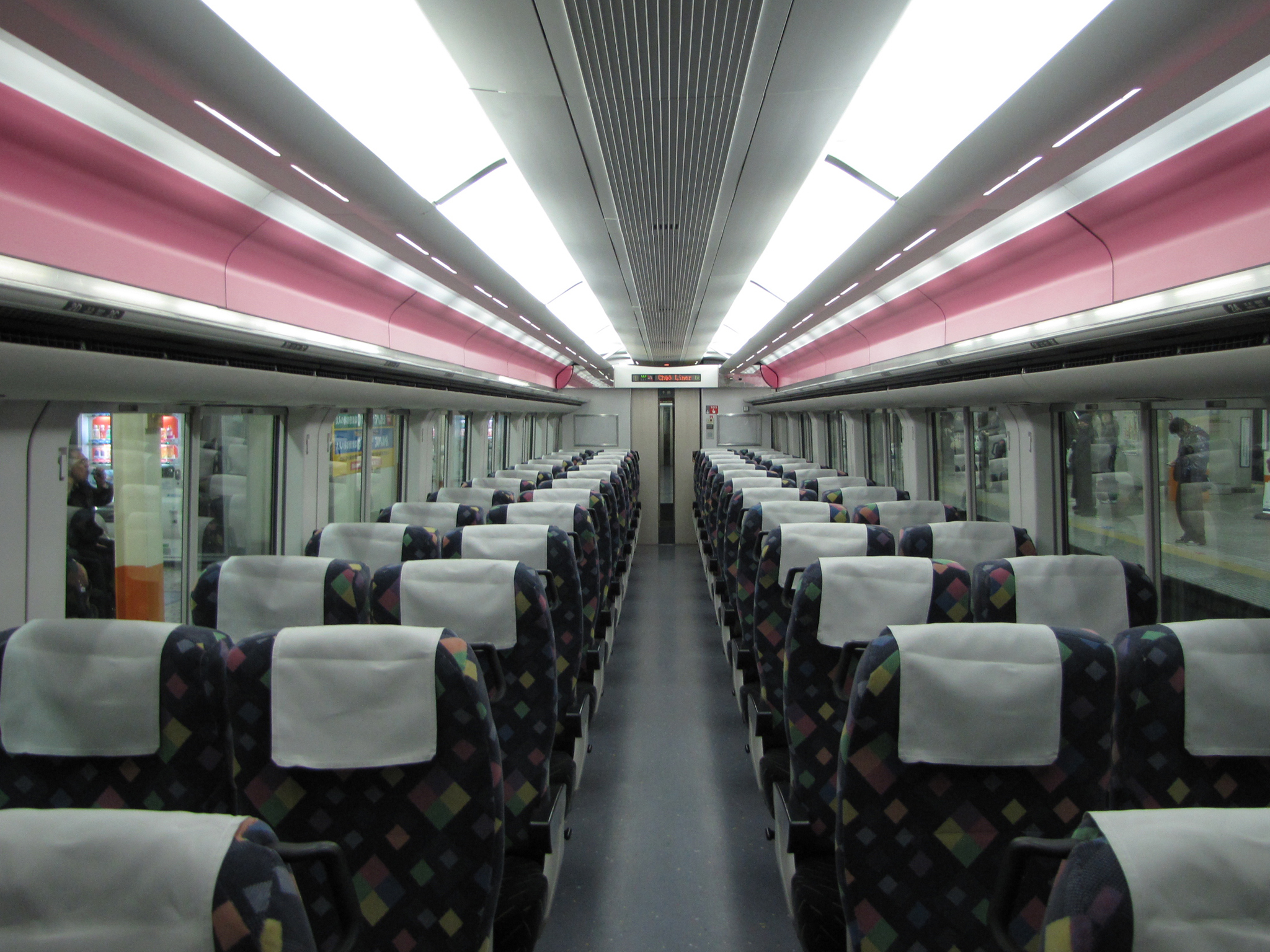
普通車車内（1号車）
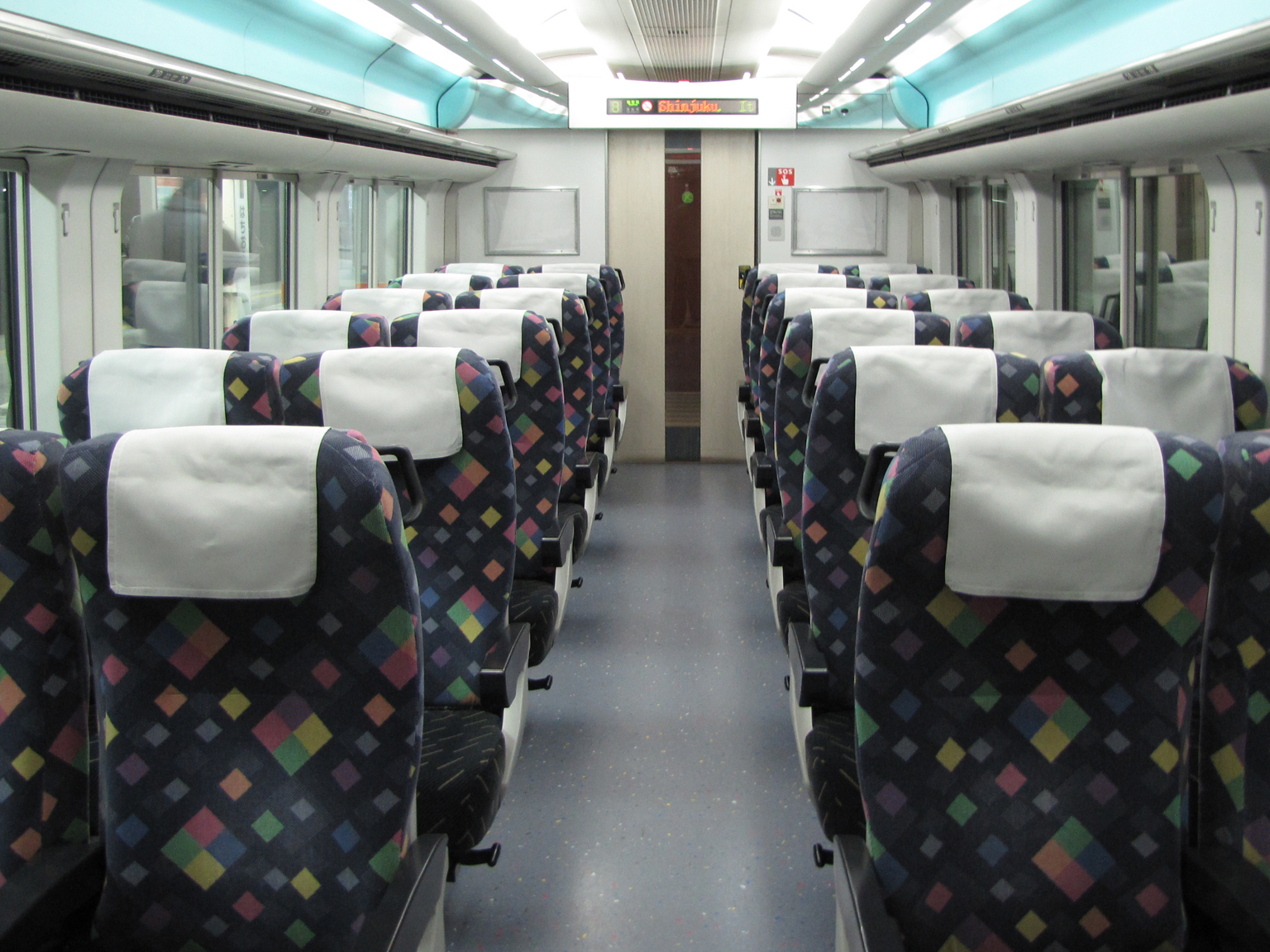
普通車車内（8号車）
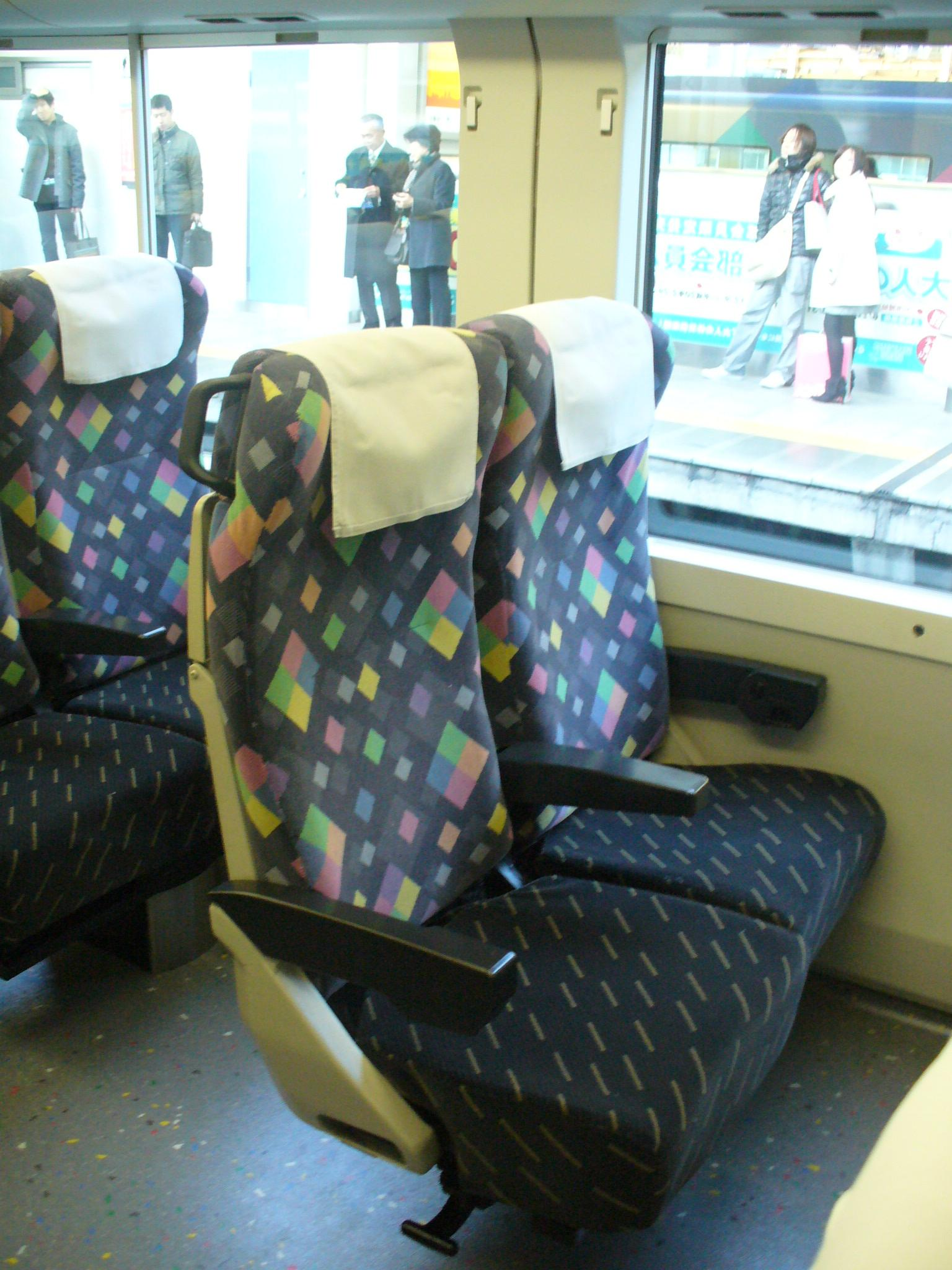
普通車座席
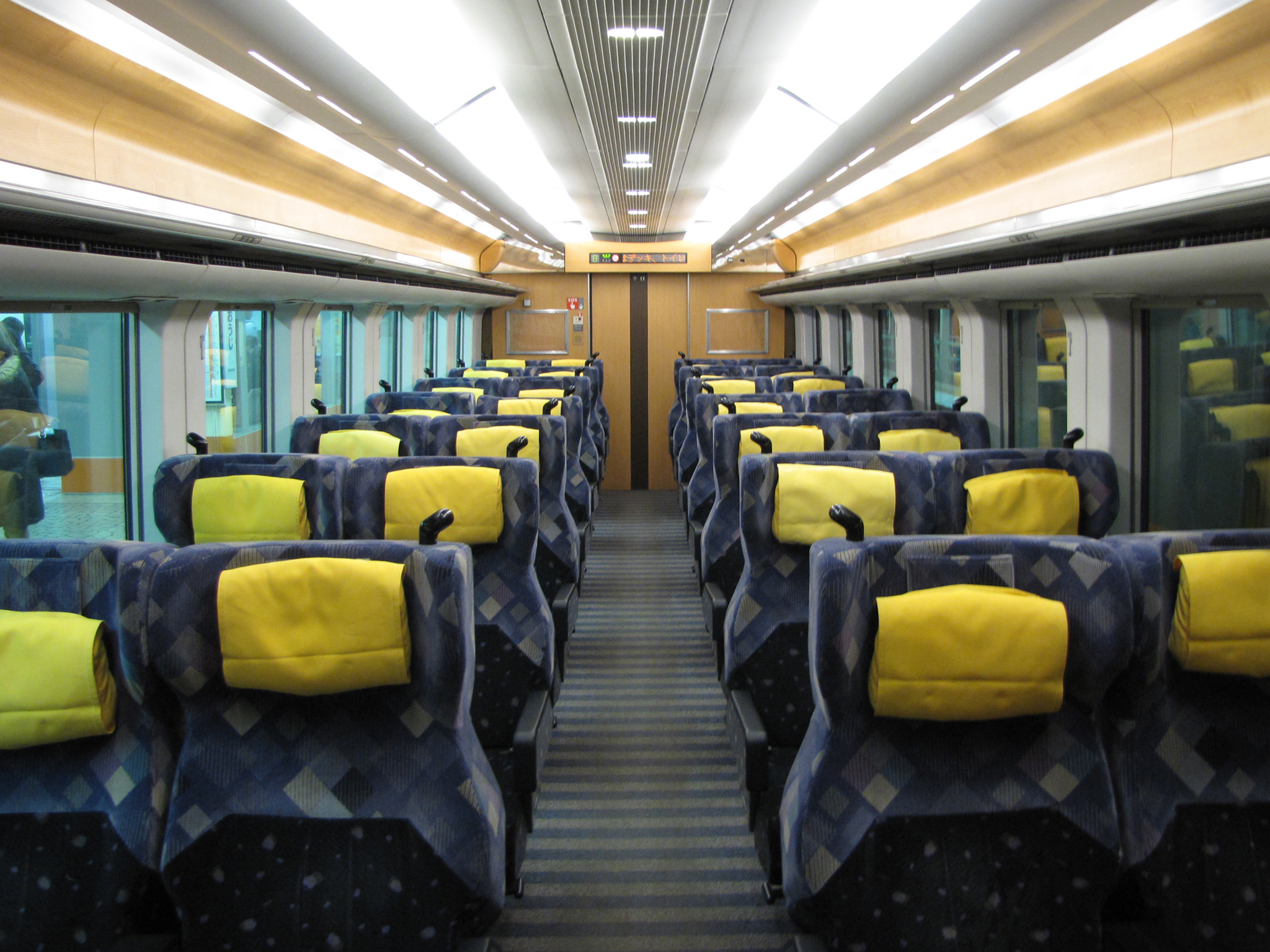
グリーン車車内
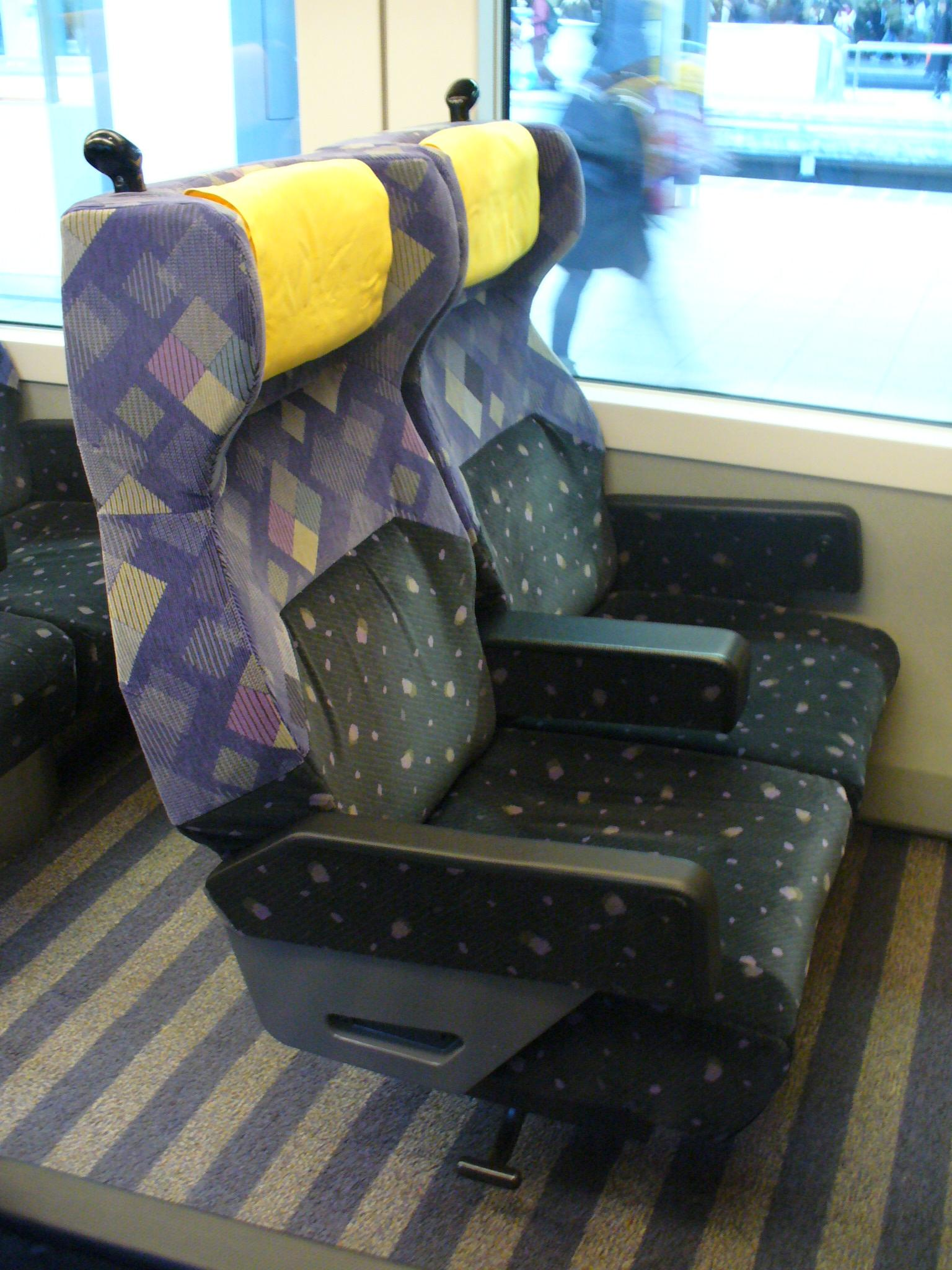
グリーン車座席
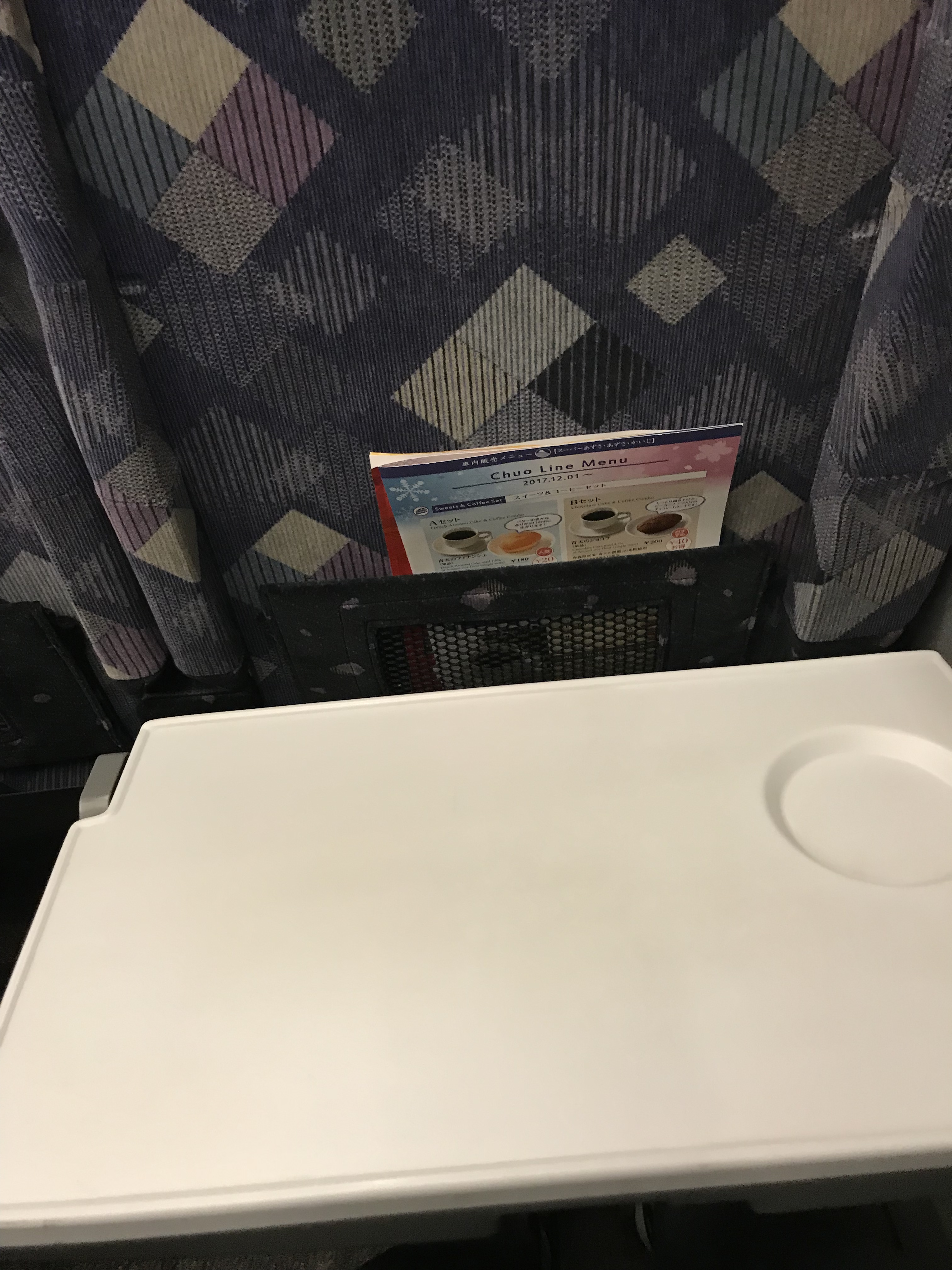
グリーン車テーブル
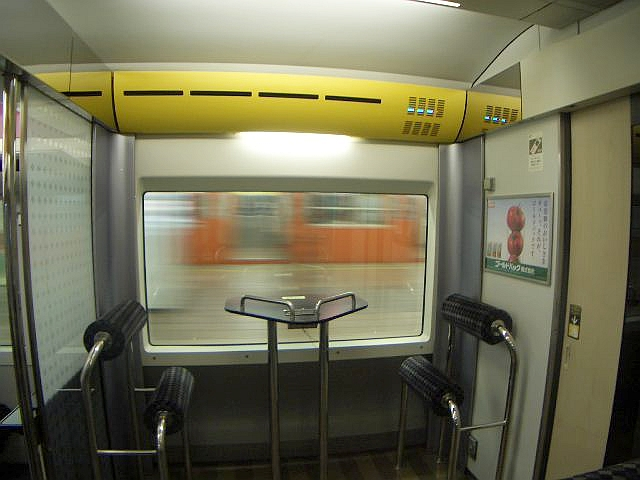
フリースペース[注 6]

#### 形式（0番台）

##### 基本編成（M101 - M116編成）
クハE256形（1 - 16）
基本編成の11号車に連結。CPを搭載する非貫通型制御車。定員64名。号車表示のイラストは「白馬村のスキー場」。
クハE257形100番台（101 - 116）
基本編成の3号車に連結。CPを搭載する貫通型制御車。定員52名。松本方車端部にトイレと洗面所を備えていた。号車表示のイラストは「富士山」。
モハE256形（1 - 16）
基本編成の5号車に連結。補助電源用210kVA静止形インバータ（SIV）を搭載する中間電動車。定員64名。松本方車端部にトイレ、洗面所、カード式公衆電話、清涼飲料水の自動販売機を備えていた。。モハE257形0番台とユニットを構成し、号車表示のイラストは「甲府市の桃」。
モハE257形（1 - 16）
基本編成の4号車に連結。VVVFインバータ装置とパンタグラフを搭載する中間電動車。定員72名。モハE256形0番台とユニットを構成し、号車表示のイラストは「甲州市のぶどう」。
モハE256形100番台（101 - 116）
基本編成の10号車に連結。基本的にモハE256形0番台と同様。モハE257形100番台とユニットを構成し、号車表示のイラストは「道祖神」。
モハE257形100番台（101 - 116）
基本編成の9号車に連結。VVVFインバータ装置とパンタグラフを搭載する中間電動車。定員64名。新宿方にフリースペースを備えていた。モハE256形100番台とユニットを構成し、号車表示のイラストは「信州のりんご」。
モハE257形1000番台（1001 - 1016）
基本編成の6号車に連結。基本的にモハE257形0番台と同様。本形式とクモハE257形は1C4M方式の単独電動車であった。号車表示のイラストは「諏訪湖祭湖上花火大会」。
サハE257形（1 - 16）
基本編成の7号車に連結。CPを搭載する付随車。定員54名。出入台側に車椅子対応座席2席と松本方車端部に車椅子対応トイレと洗面所、車販準備室、多目的室を備えていた。号車表示のイラストはなく、その部分に車椅子マークを表示していた。
サロハE257形（1 - 16）
基本編成の8号車に連結。グリーン車・普通車合造の付随車で、定員はグリーン室28名・普通室24名。出入台に車掌室と業務用室、松本方車端部にトイレと洗面所を備えていた。号車表示ステッカーは2箇所あり、東京寄り（普通車側）のイラストは「松本城」、松本寄り（グリーン車側）はイラストの代わりにグリーン車マークが表示されていた。

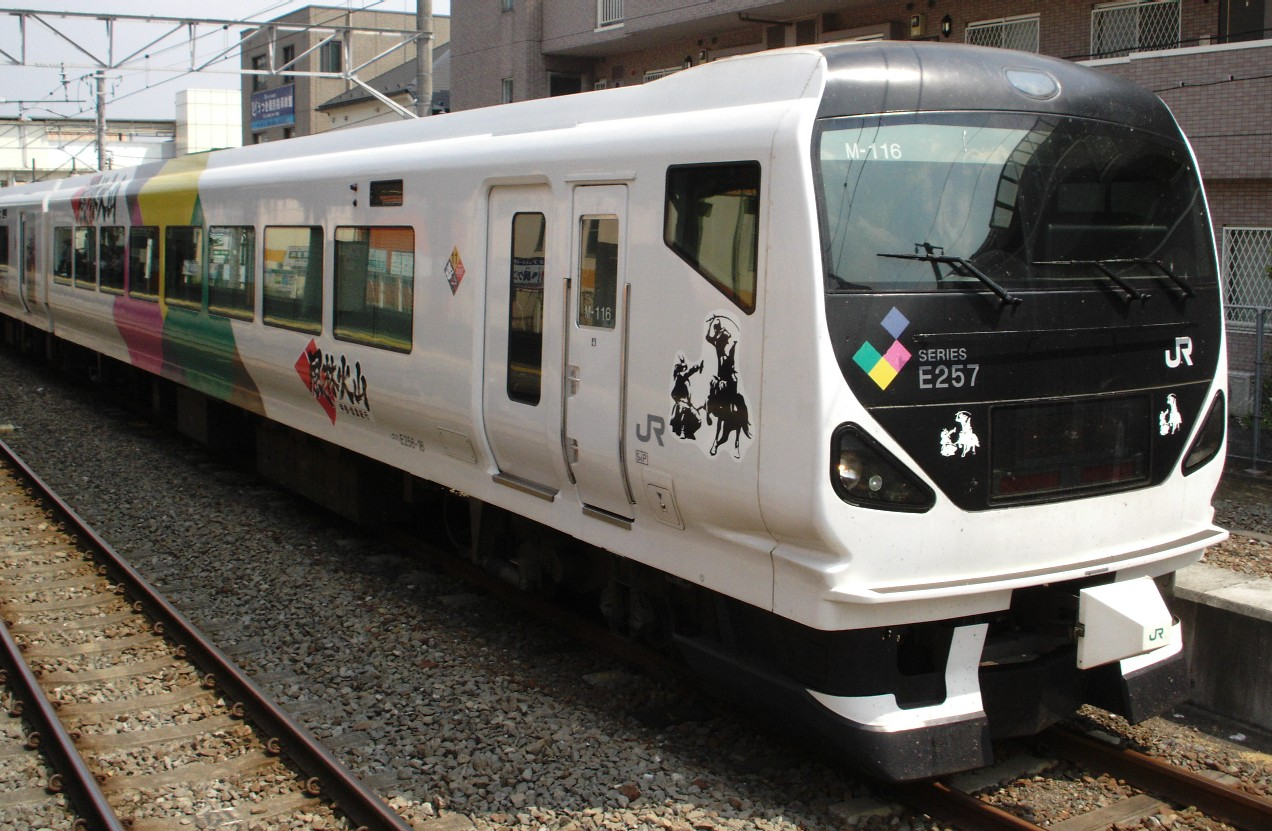
クハE256形0番台
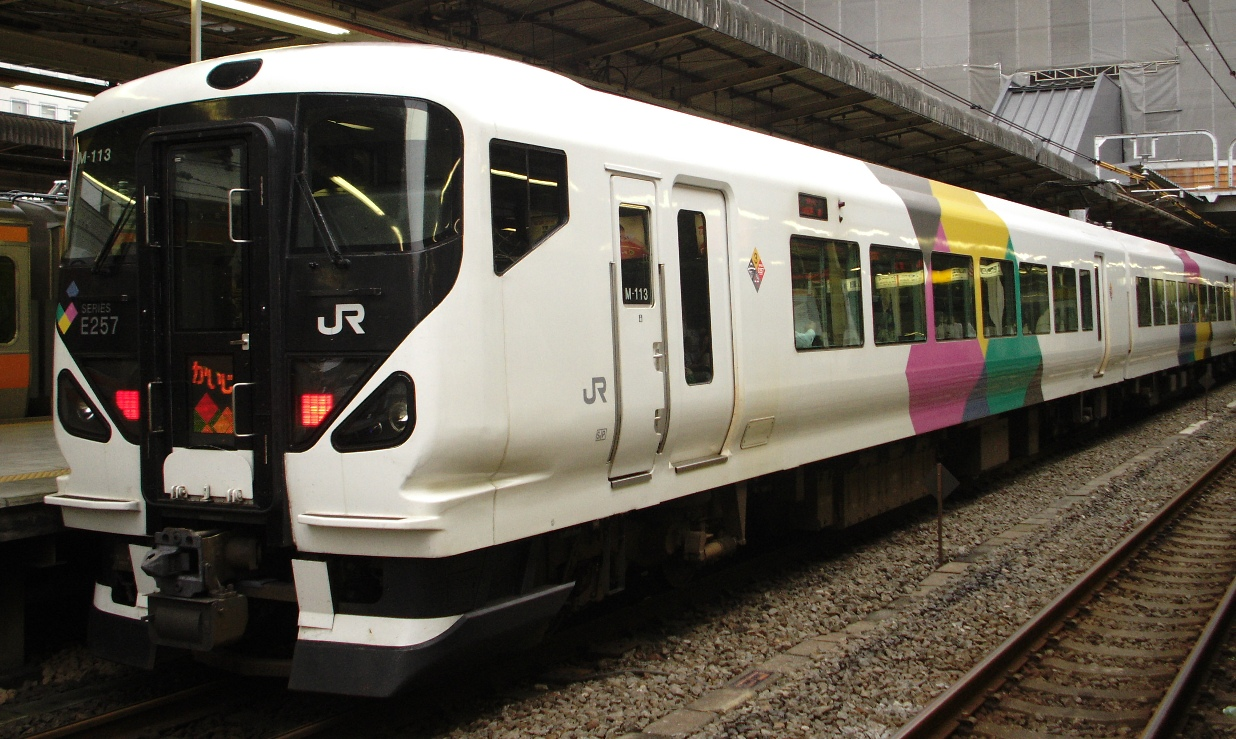
クハE257形100番台
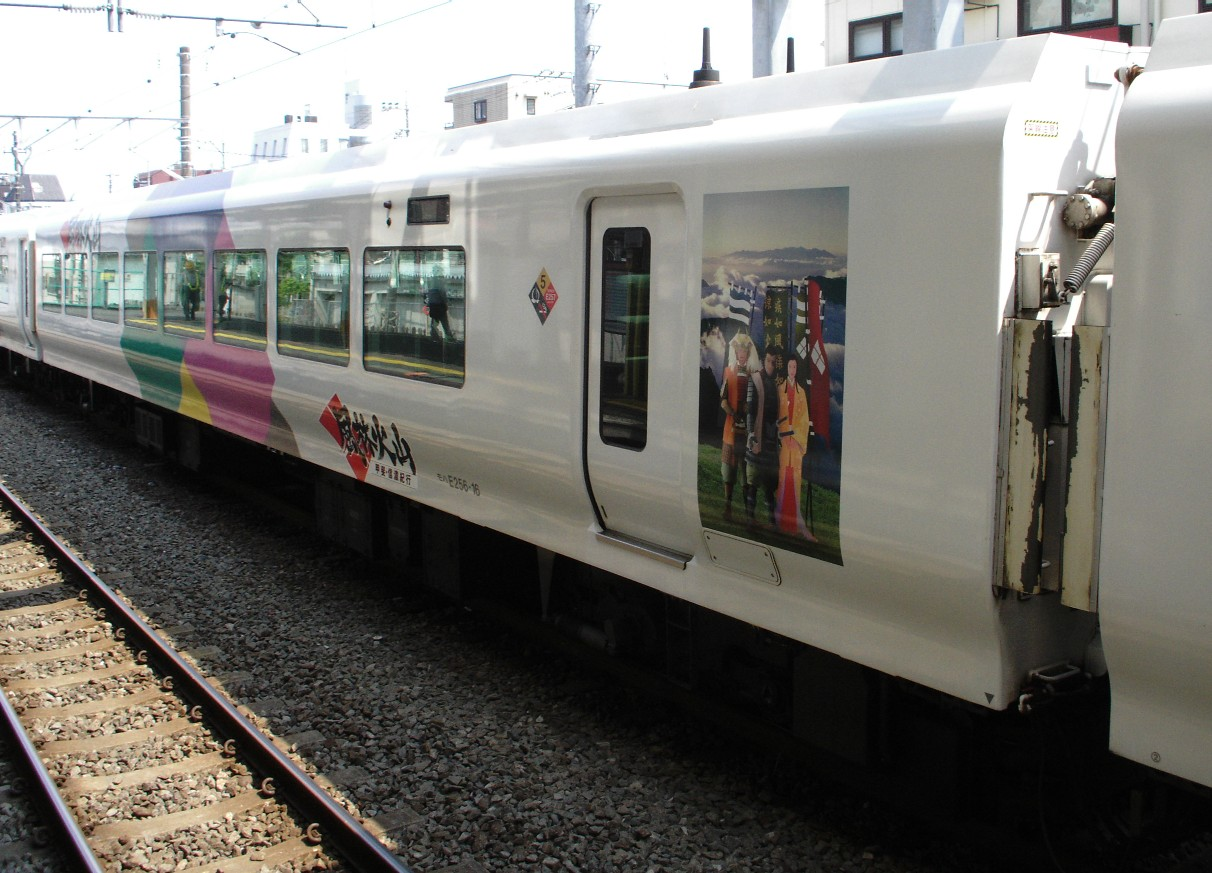
モハE256形0番台
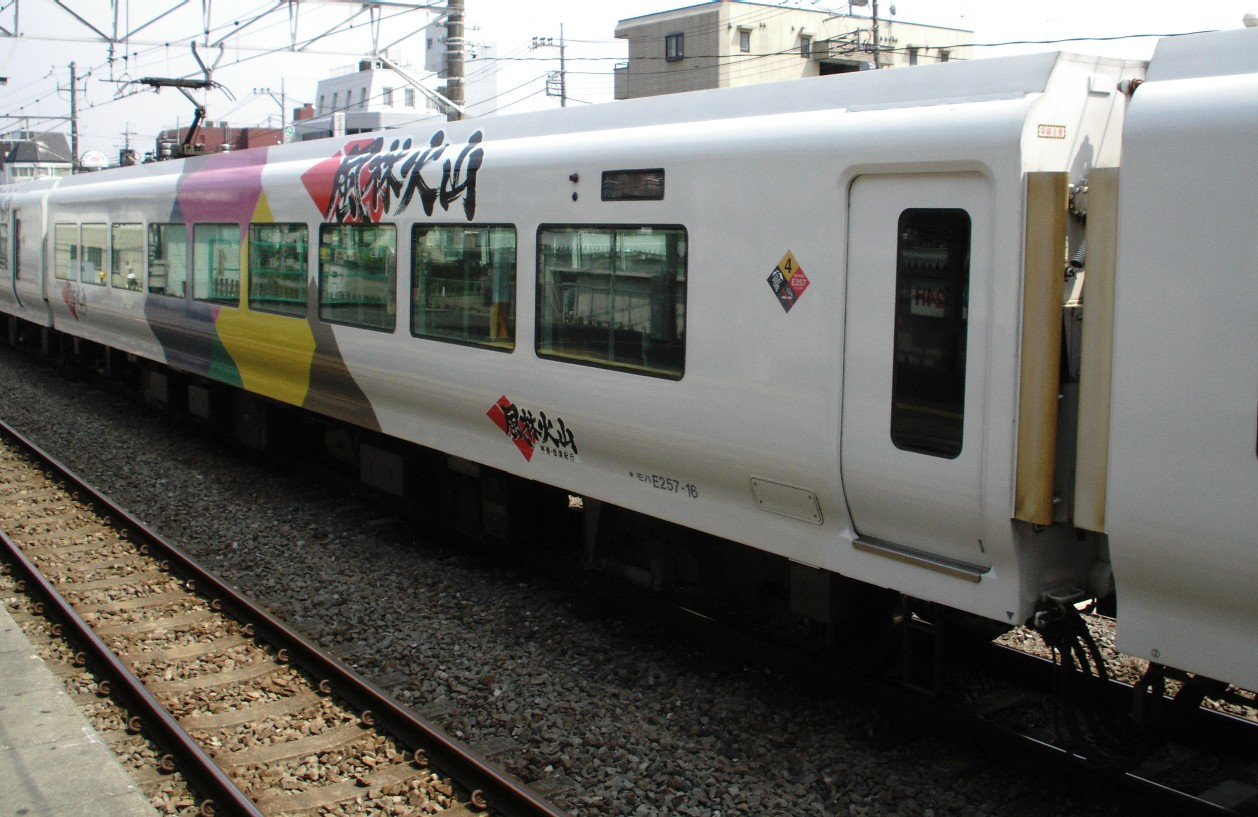
モハE257形0番台
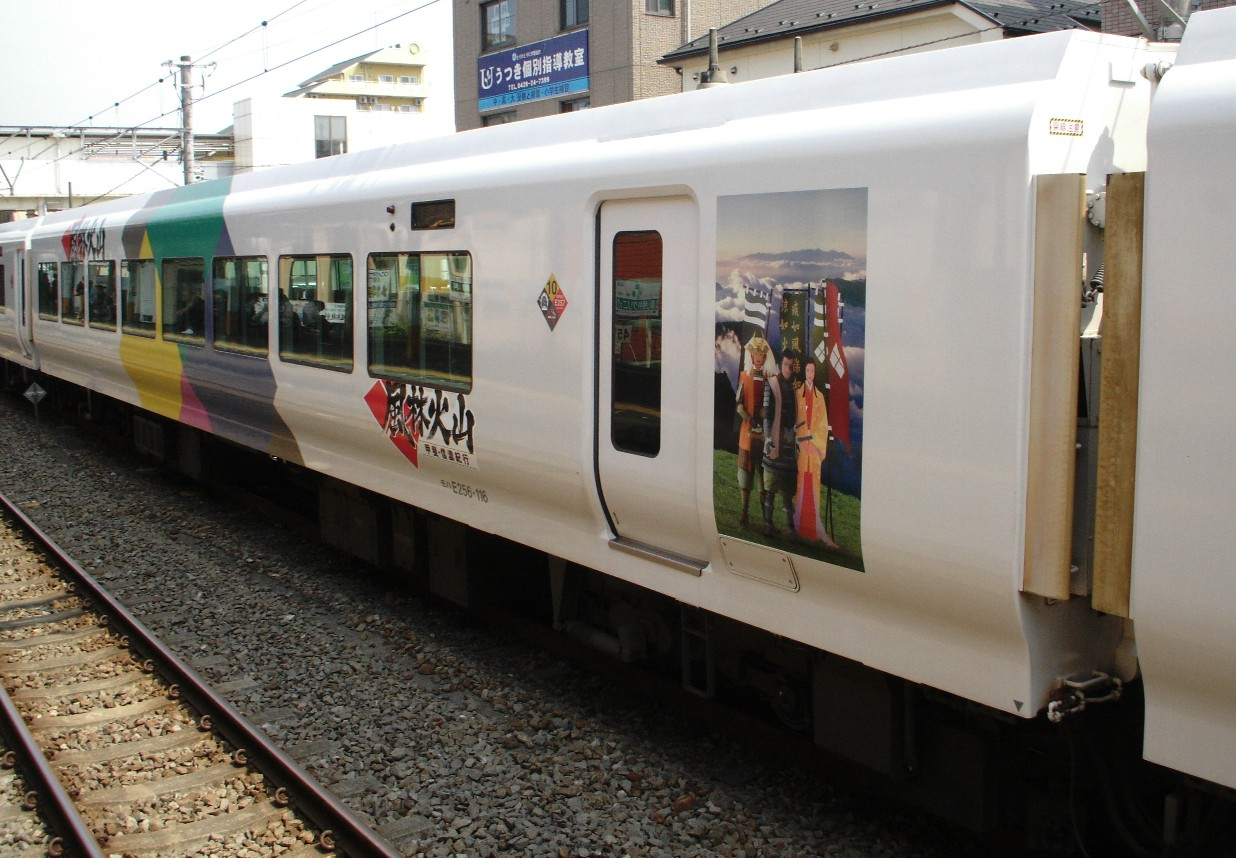
モハE256形100番台
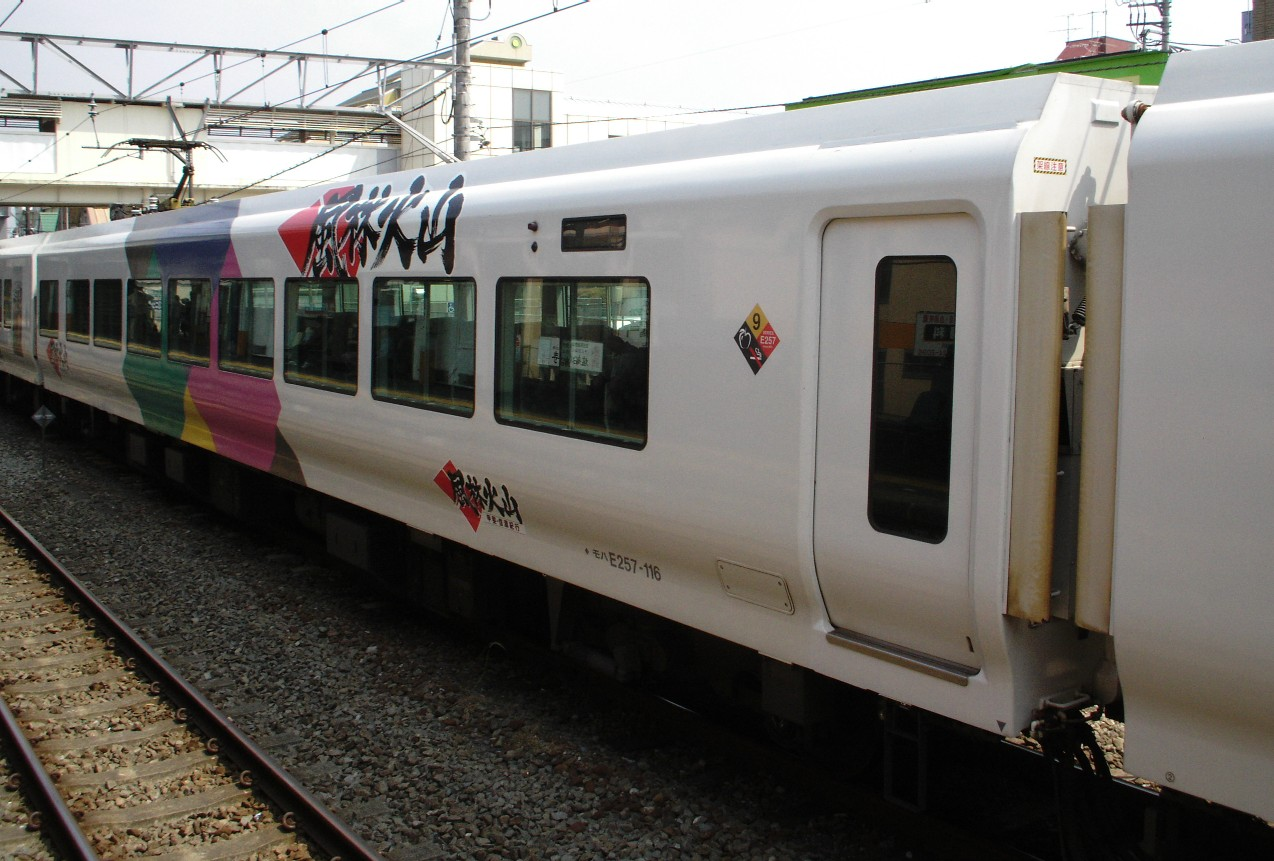
モハE257形100番台
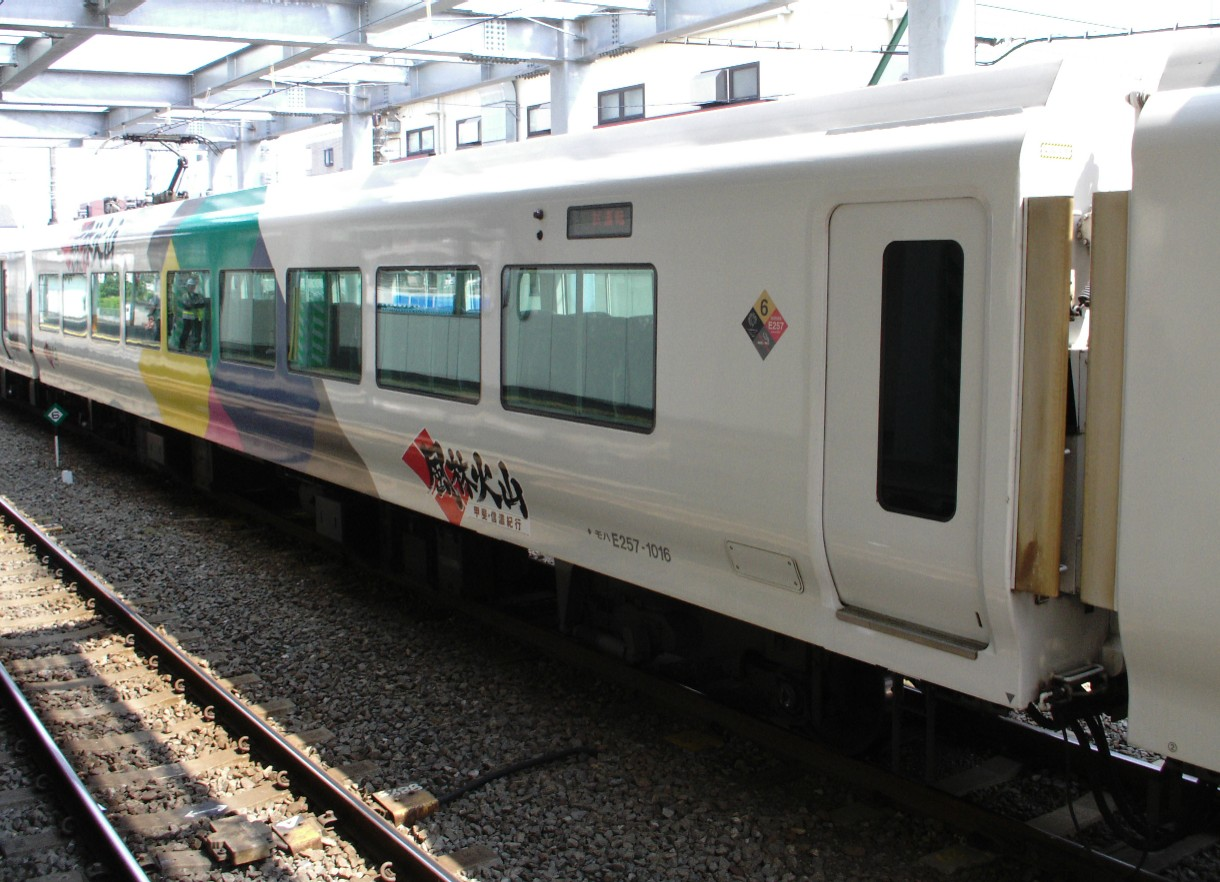
モハE257形1000番台
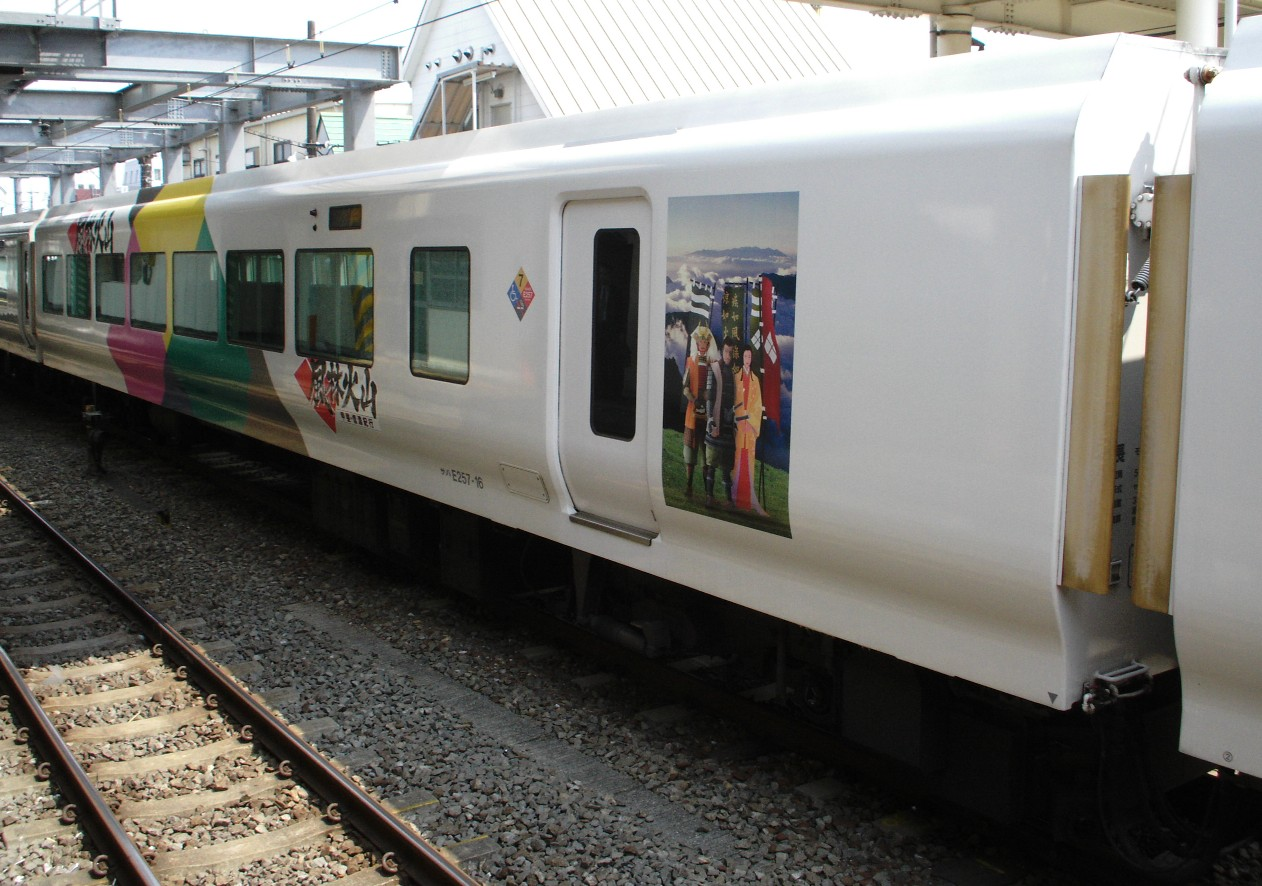
サハE257形0番台
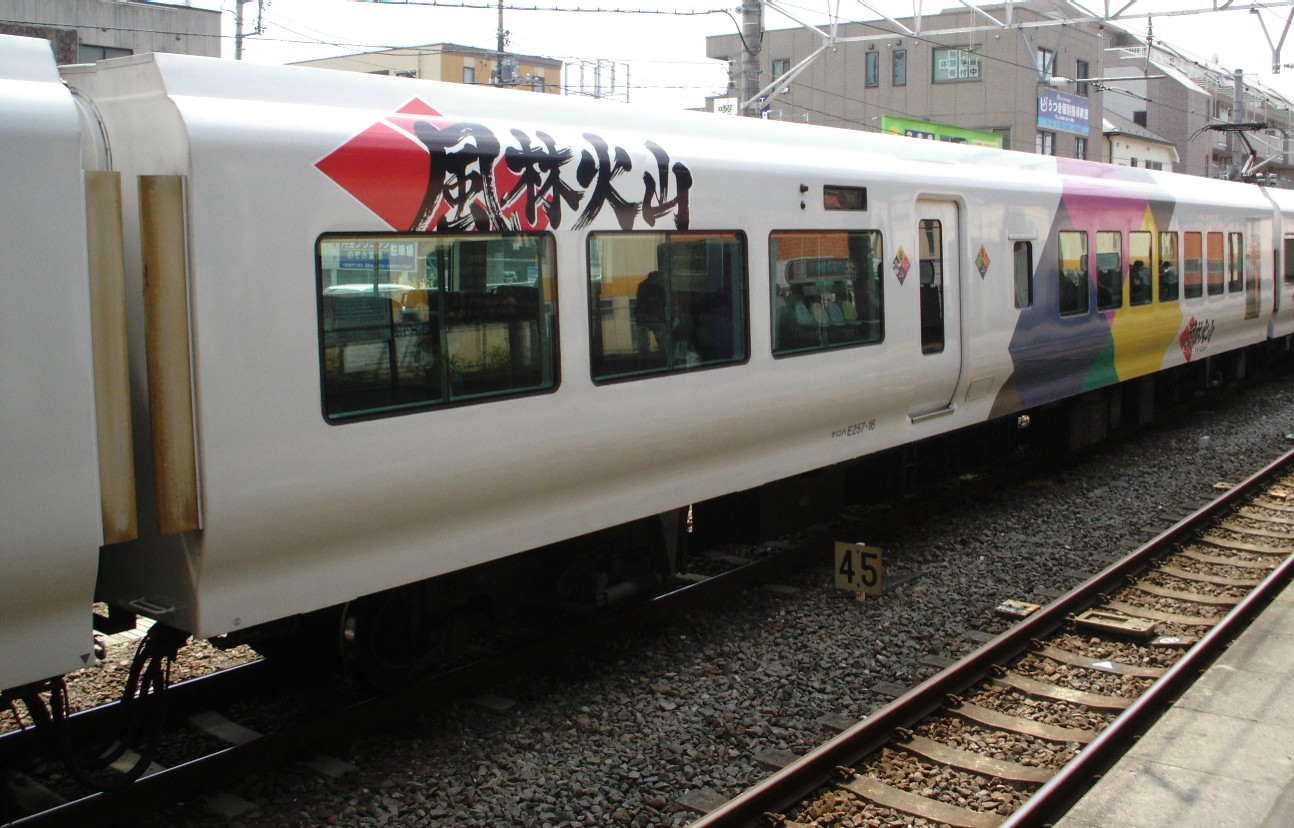
サロハE257形0番台

##### 付属編成（M201 - M205編成）
クハE257形（1 - 5）
付属編成の1号車に連結。補助電源用110kVA SIVとスクリュー式電動空気圧縮機（CP）を搭載する非貫通型制御車。定員52名。松本方車端部にトイレと洗面所を備えていた。号車表示のイラストは「新宿の高層ビル」。
クモハE257形（1 - 5）
付属編成の2号車に連結。VVVFインバータ装置とパンタグラフを搭載する制御電動車。定員68名。松本方に簡易運転台を備え、連結時のワンタッチ幌装置を備えていた。簡易運転台は駅や車両基地での増解結用で長距離の運転は想定していなかったが、スイッチと計器類は本設運転台とほぼ同じものが取り付けられ、電気笛を搭載していた。号車表示のイラストは「高尾山の紅葉」。

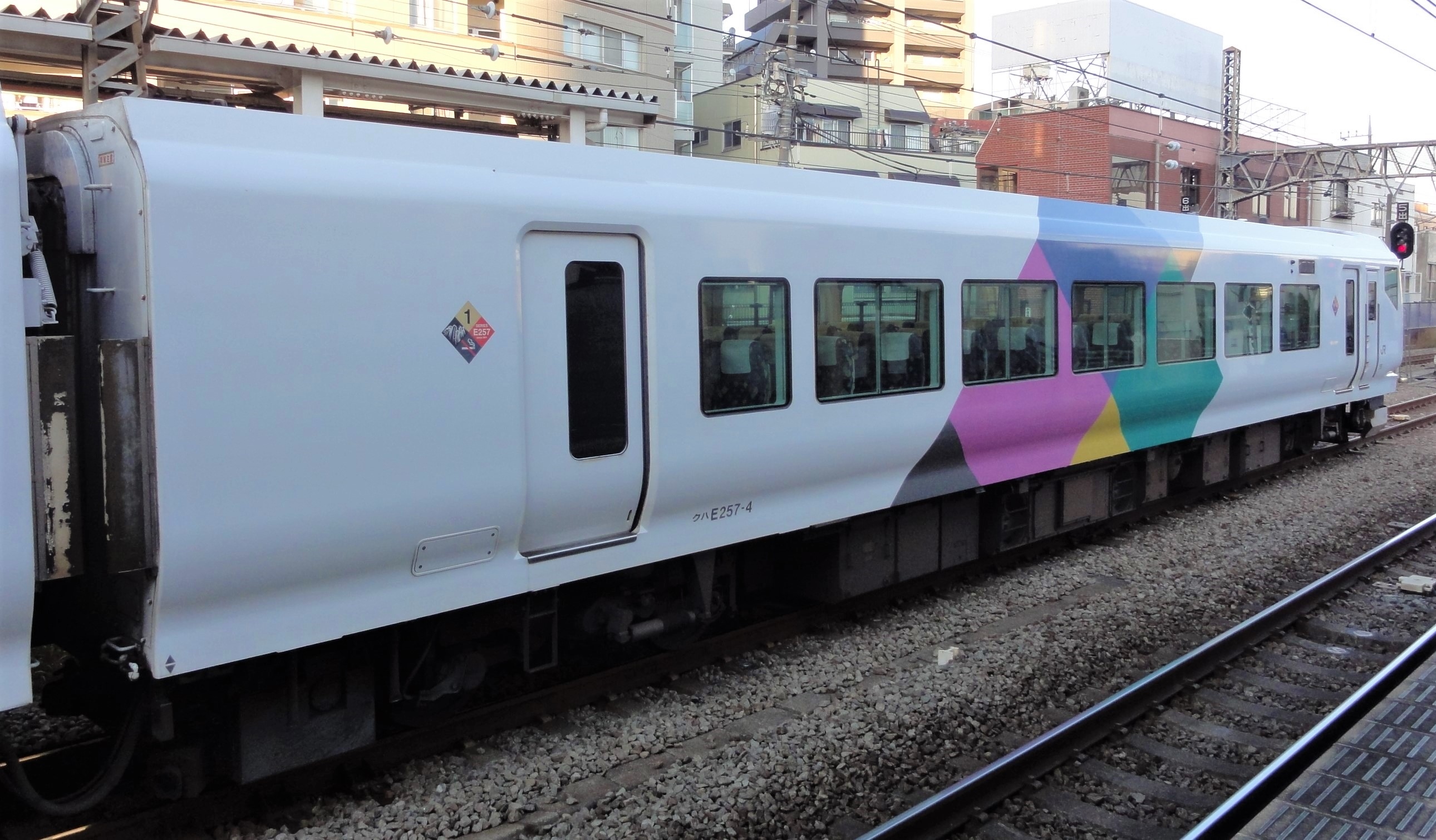
クハE257形0番台
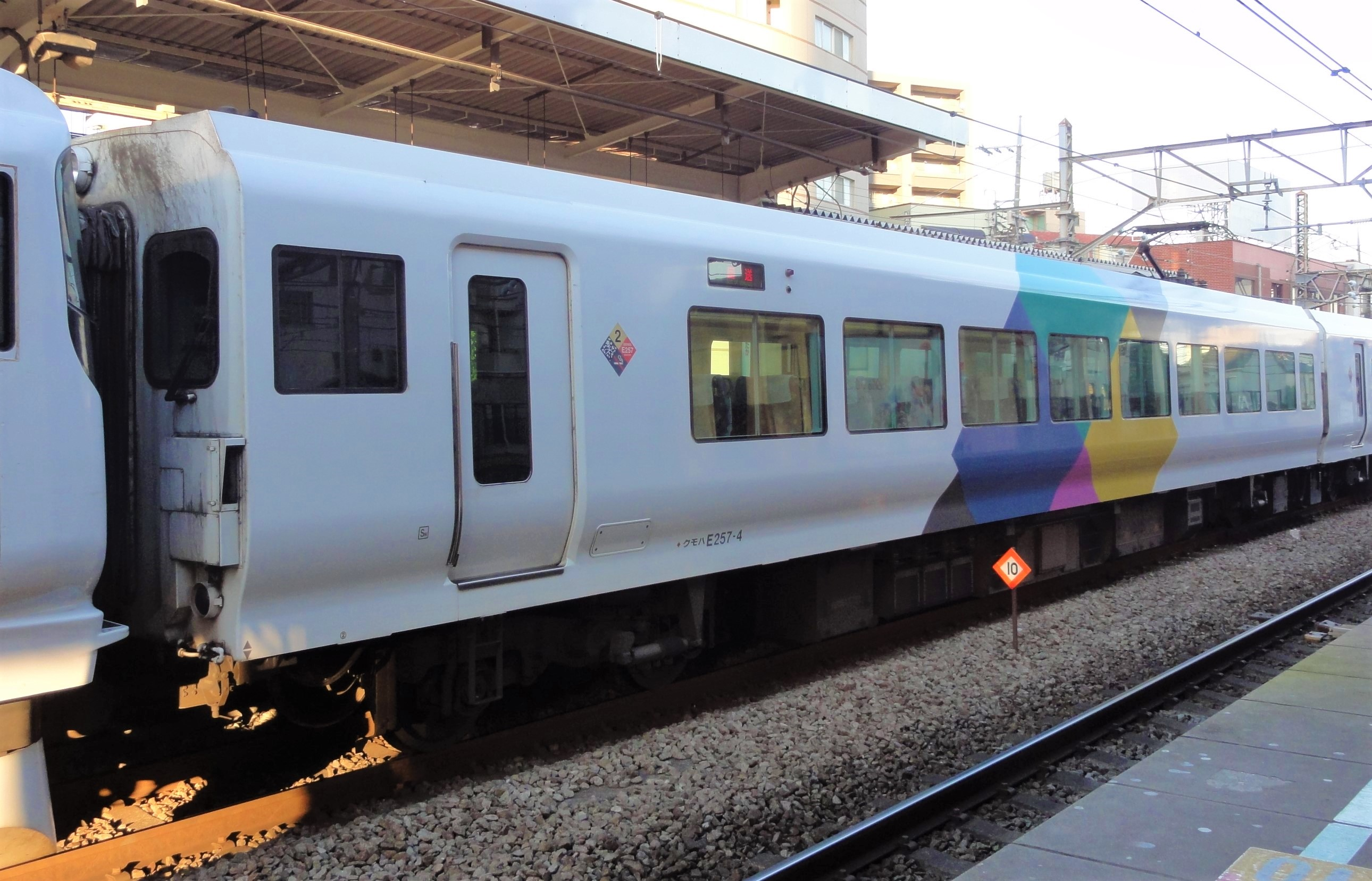
クモハE257形0番台
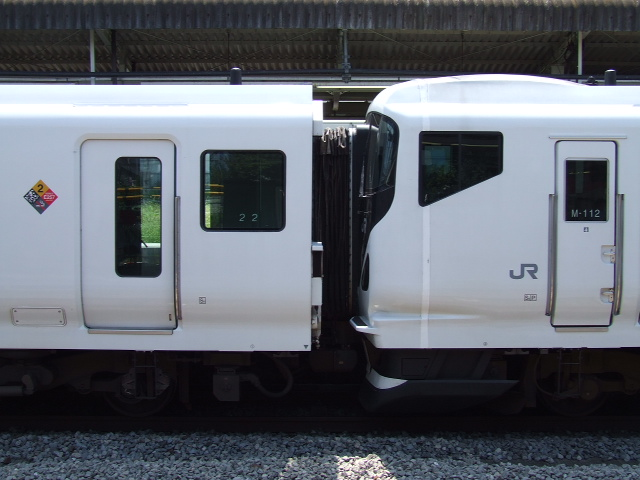
付属編成と基本編成の連結部。左側がクモハE257形。
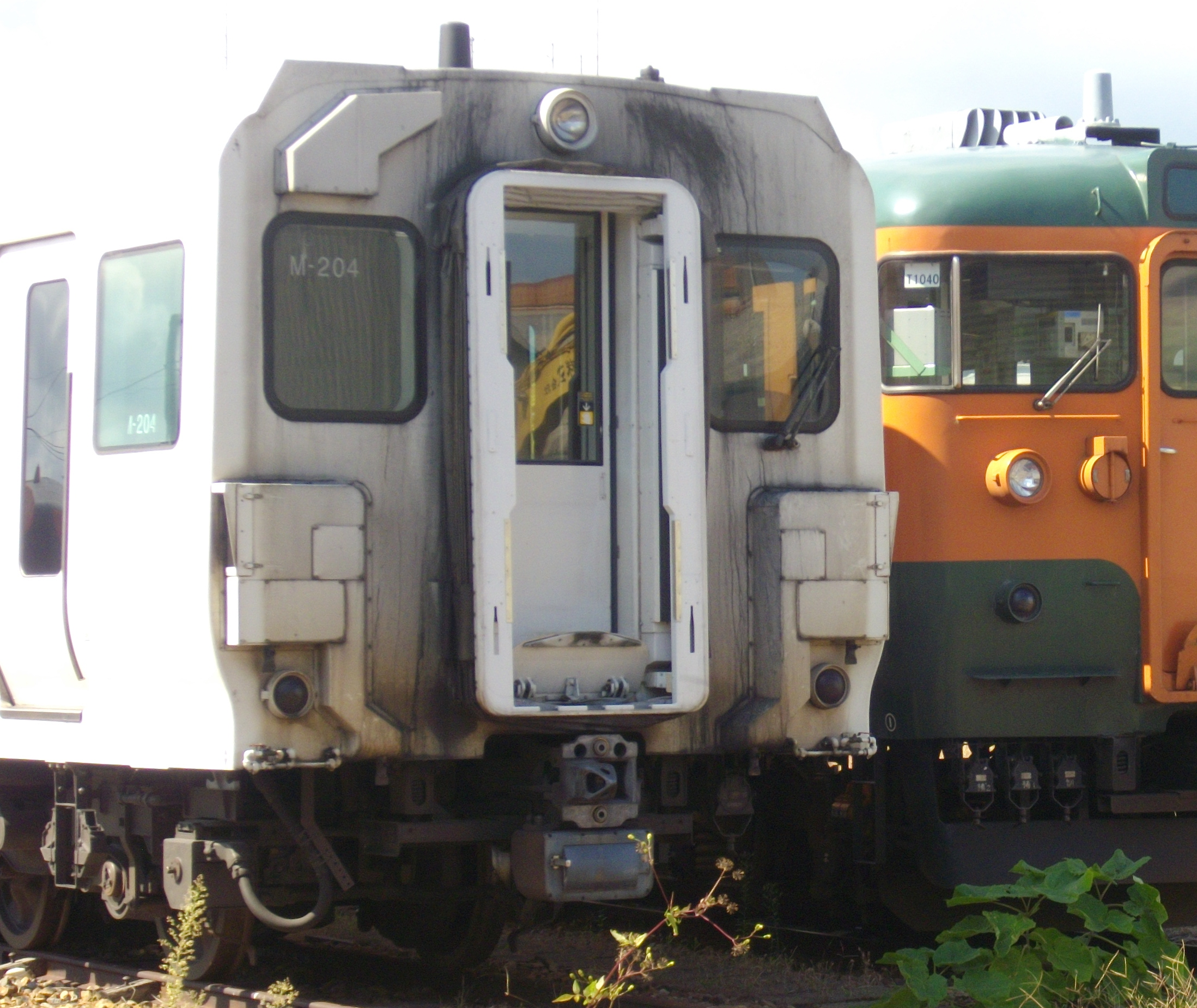
クモハE257形の簡易運転台側

#### 編成（0番台）
|          | ← 新宿・東京・千葉南小谷・松本・甲府 → |                     |                     |                  |                   |                     |                                       |                     |                    |                     |                    |
| 付属編成 | 付属編成                               | 基本編成            | 基本編成            | 基本編成         | 基本編成          | 基本編成            | 基本編成                              | 基本編成            | 基本編成           | 基本編成            |                    |
| 号車     | 1                                      | ＞2                 | 3                   | ＞4              | 5                 | ＞6                 | 7                                     | 8                   | ＞9                | 10                  | 11                 |
| 形式     | クハE257-0 （Tc）                      | クモハE257-0 （Mc） | クハE257-100 （Tc） | モハE257-0 （M） | モハE256-0 （M'） | モハE257-1000 （M） | サハE257-0 （T）                      | サロハE257-0 （Ts） | モハE257-100 （M） | モハE256-100 （M'） | クハE256-0 （Tc'） |
| 搭載機器 | SIV CP,BT                              | VVVF                | CP,BT               | VVVF             | SIV               | VVVF                | CP                                    | （BT）              | VVVF               | SIV                 | CP,BT              |
| 車内設備 | 運転室 WC                              | 簡易運転台          | 運転室 WC           |                  | WC 自販,TEL       |                     | 車椅子席 車椅子WC 多目的室 車販準備室 | WC 車掌室           | フリースペース     | WC 自販,TEL         | 運転室             |

凡例
- VVVF：VVVFインバータ装置、SIV：補助電源装置、CP：空気圧縮機、BT：蓄電池（一般用）、（BT）：蓄電池（起動用）
- 通常の蓄電池とは別に、サロハE257-0には起動用の蓄電池（通常の蓄電池が放電した場合）を搭載している[8]
- WC：トイレ、自販：自動販売機（撤去）、TEL：公衆電話（撤去）
- 上記の出典[8]

#### 編成表（0番台）
| 基本編成名 | 付属編成名 | 落成日         | 製造会社   | 改造後編成名 | 備考                       |
| ---------- | ---------- | -------------- | ---------- | ------------ | -------------------------- |
| M-101      | M-201      | 2001年5月29日  | 日立製作所 | NA-01        | 2020年6月15日 付属編成廃車 |
| M-102      | M-202      | 2001年6月6日   | 近畿車輛   | NA-02        | 2020年6月15日 付属編成廃車 |
| M-103      | M-203      | 2001年6月22日  | 東急車輛   | NA-03        | 2020年6月15日 付属編成廃車 |
| M-104      | －         | 2001年12月5日  | 日立製作所 | NA-04        |                            |
| M-105      | －         | 2002年1月10日  | 日立製作所 | OM-91        |                            |
| M-106      | －         | 2001年12月26日 | 近畿車輛   | NA-05        |                            |
| M-107      | －         | 2001年12月7日  | 東急車輛   | OM-92        |                            |
| M-108      | －         | 2002年2月6日   | 近畿車輛   | NA-06        |                            |
| M-109      | M-204      | 2002年4月8日   | 日立製作所 | NA-07        | 2020年6月15日 付属編成廃車 |
| M-110      | －         | 2002年4月9日   | 東急車輛   | NA-08        |                            |
| M-111      | －         | 2002年5月10日  | 東急車輛   | OM-93        |                            |
| M-112      | －         | 2002年5月30日  | 日立製作所 | NA-09        |                            |
| M-113      | －         | 2002年6月10日  | 東急車輛   | NA-10        |                            |
| M-114      | M-205      | 2002年7月18日  | 日立製作所 | NA-11        | 2020年6月15日 付属編成廃車 |
| M-115      | －         | 2002年8月7日   | 近畿車輛   | NA-12        |                            |
| M-116      | －         | 2002年9月4日   | 近畿車輛   | NA-13        |                            |

- 前述のとおり、付属編成は新宿・東京方に連結されていた。号車番号は付属編成が1・2号車、基本編成が3 - 11号車となっていた。基本編成のみの9両編成で運転する場合でも号車番号の表示は変更されず、3 - 11号車の9両による運転として案内・表示されていた。

### 500番台
房総地区の特急列車に運用されていた183系・189系の老朽化による置き換えを目的として製造された。幕張電車区（現：幕張車両センター）に配置され、2004年10月16日のダイヤ改正から営業運転を開始した。「Boso Express」の愛称がある。0番台と同様に日立製作所・近畿車輛・東急車輛製造で製造された。
車両の構造は0番台を基本としているが、一部の車内設備と搭載機器に相違があるために車両番号を500番台として区分している。MT比は地上トンネル内と地下トンネル内の勾配区間の走行を考慮して3M2Tとしている。分割・併合での運転を考慮して、東京方および銚子・安房鴨川方の先頭車の双方とも前面貫通構造を採用している。
車内は普通車のみの5両編成で、グリーン車は連結されていない。インテリアは座席の柄が青を基調としたものとなっている。
0番台とは異なり、純電気ブレーキは採用されていない。
車体色は、255系と同様に房総特急のイメージカラーであるホワイト□（夏のビーチ）をベースに、側窓下にブルー■（深みのある太平洋）・客用ドアと正面にイエロー■（明るい陽光と房総に咲く菜の花）を基調にデザインされている。客用扉横に「boso」の「b」と、幕張新都心の直線的で近代的な建築物を模したデザインのロゴマークが配置されている。
2004年（平成16年）10月16日のダイヤ改正より「さざなみ」「わかしお」に投入され、さらに翌2005年（平成17年）12月10日のダイヤ改正からは「しおさい」「あやめ」にも投入され、房総地区で運用されていた183系・189系をすべて置き換えた。
2015年（平成27年）3月14日ダイヤ改正で千葉、房総地区の特急列車が削減されたことに伴い、9編成（45両）の余剰車が発生した。余剰車のうち2編成はホームライナーに使用され、3編成は富士急行線直通列車に使用されることになり、後者は幕張車両センター所属のまま豊田車両センター常駐となった。
豊田車両センター常駐の3編成は2019年ダイヤ改正を前に車体デザインが小変更され、側窓周りに黒塗装が追加されたほか、客用扉横と正面のロゴが「SERIES E257」に変更され、NB-10編成が赤、NB-11編成がグレー、NB-12編成が緑のアクセントカラーがそれぞれ入れられていた。
その後、2019年3月16日のダイヤ改正で「ホームライナー千葉」が廃止されたため、同列車に使われていた2編成が余剰となり、余剰車は計6編成となった。うち4編成は2500番台へ改造され、2編成は豊田車両センター常駐の3編成とともに5500番台に改造された。
2022年4月1日現在、幕張車両センターに5両編成10本（NB-01 - 05、15 - 19、50両）が配置されている。

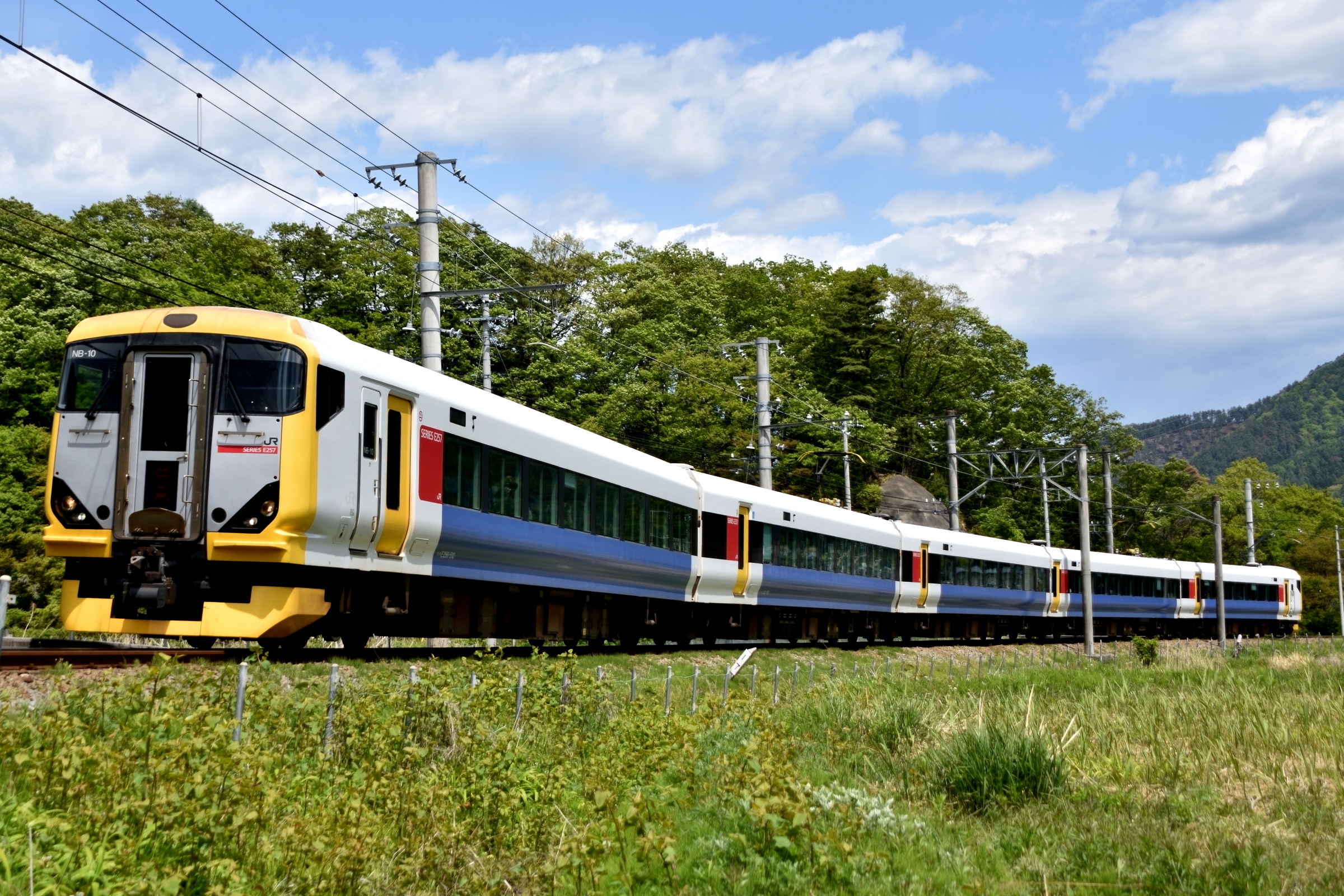
豊田車両センター常駐時代の500番台NB-10編成
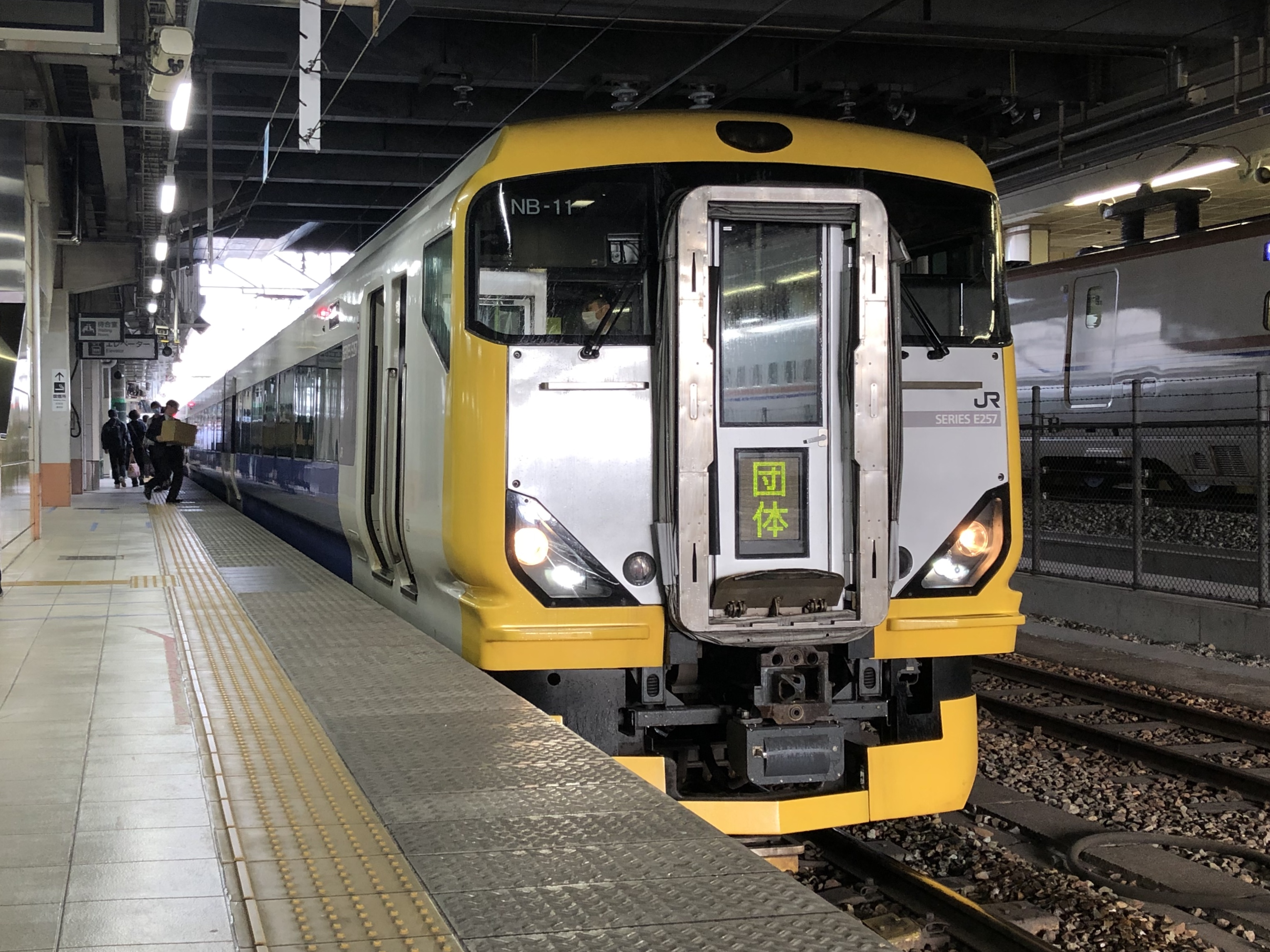
豊田車両センター常駐時代の500番台NB-11編成

#### 形式（500番台）
クハE256形500番台（501 - 519）
補助電源用210kVA SIVとCPを搭載する制御車。定員64名。1（6）号車に連結する。
クハE257形500番台（501 - 519）
CPを搭載する制御車。定員52名。東京方車端部にトイレと洗面所を備える。1次車（501 - 510）は当初喫煙車で天井に空気清浄機とオゾン脱臭装置を備えていたが、2005年12月10日のダイヤ改正で禁煙車となったため撤去された。2次車は当初から禁煙車のため準備工事のみとなっている。連結時のワンタッチ幌装置を備えている。5（10）号車に連結する。
モハE257形1500番台（1501 - 1519）
VVVFインバータ装置とパンタグラフを搭載する中間電動車。定員54名。客室端に車椅子対応座席2席と東京側車端部に車椅子対応トイレと洗面所、車内販売準備室、多目的室を備える。2（7）号車に連結する。
モハE256形500番台（501 - 519）
補助電源用210kVA SIVを搭載する中間電動車。定員64名。東京方車端部にトイレ・洗面所、カード式公衆電話を備える。モハE257形500番台とユニットを構成し、3（8）号車に連結する。
モハE257形500番台（501 - 519）
VVVFインバータ装置とパンタグラフを搭載する中間電動車。定員72名。モハE256形500番台とユニットを構成し、4（9）号車に連結する。

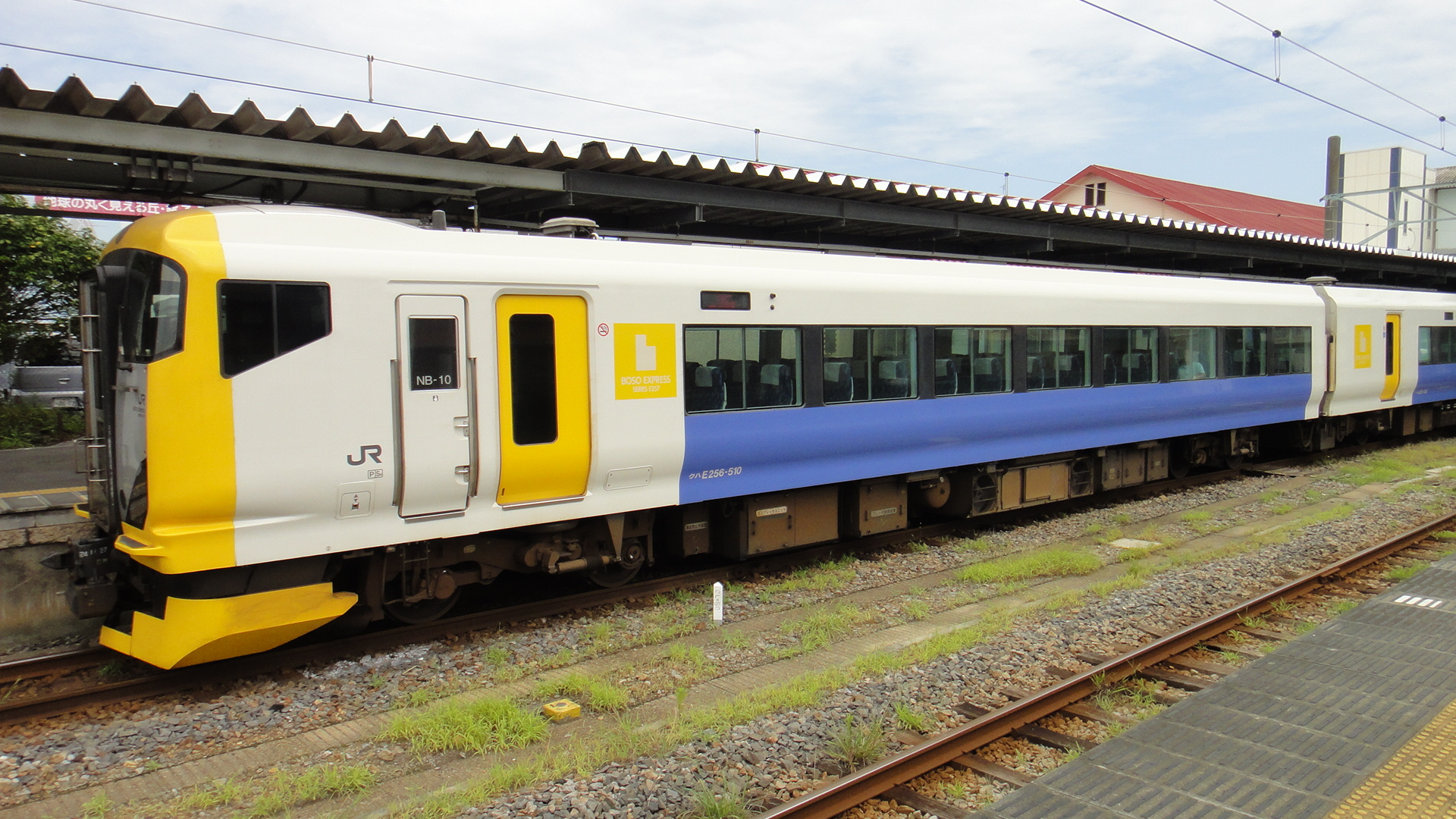
クハE256形500番台
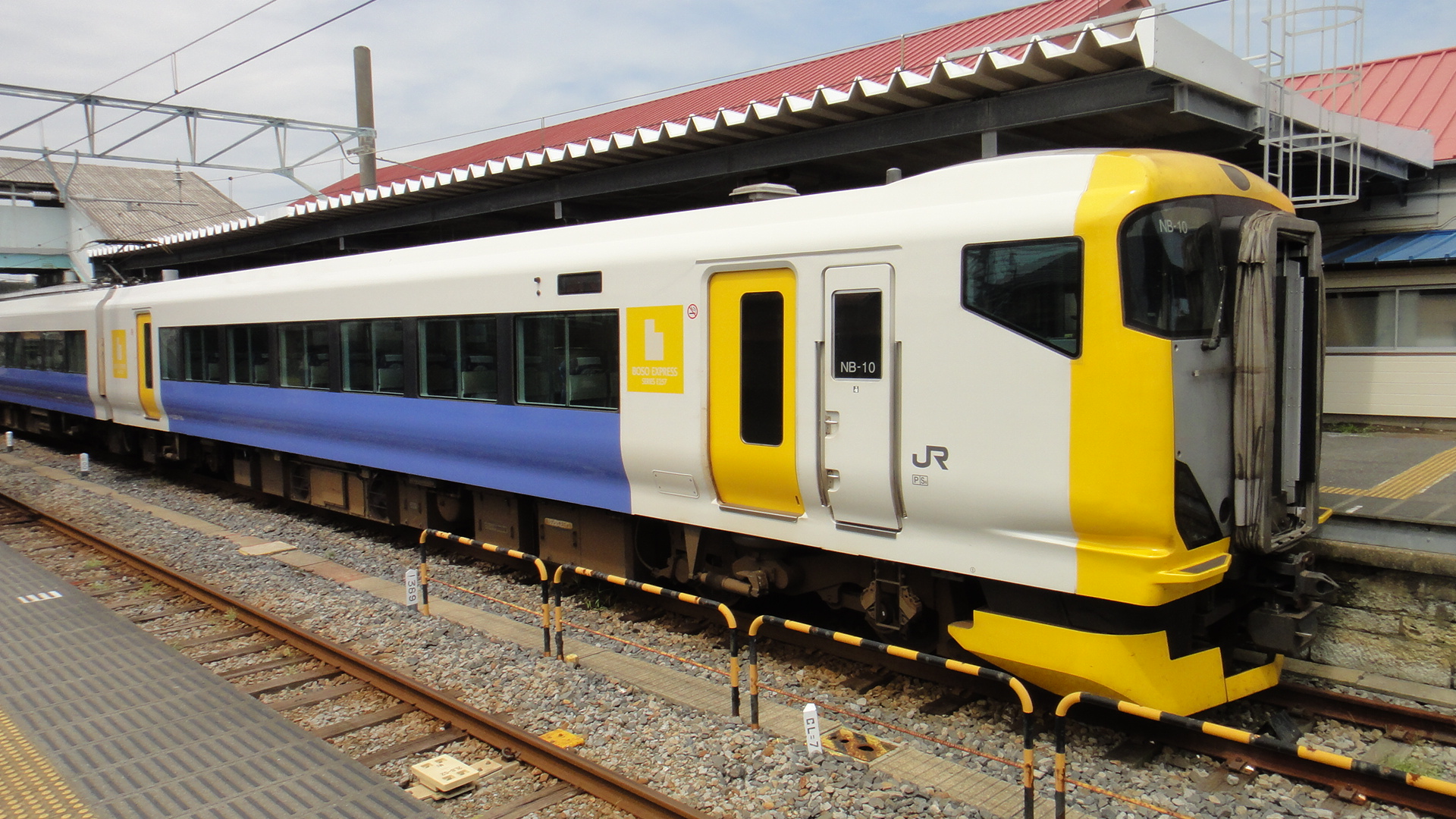
クハE257形500番台
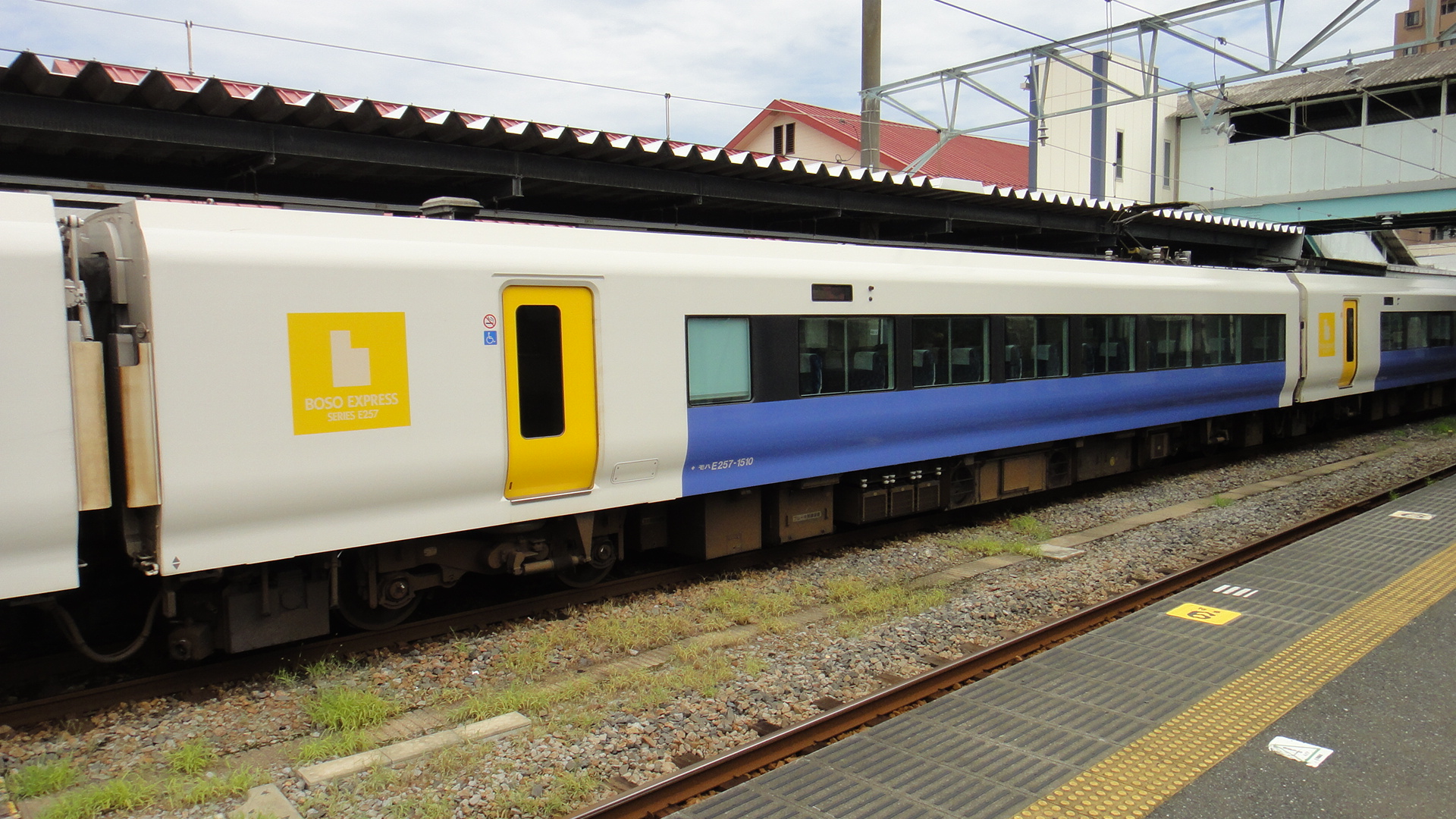
モハE257形1500番台
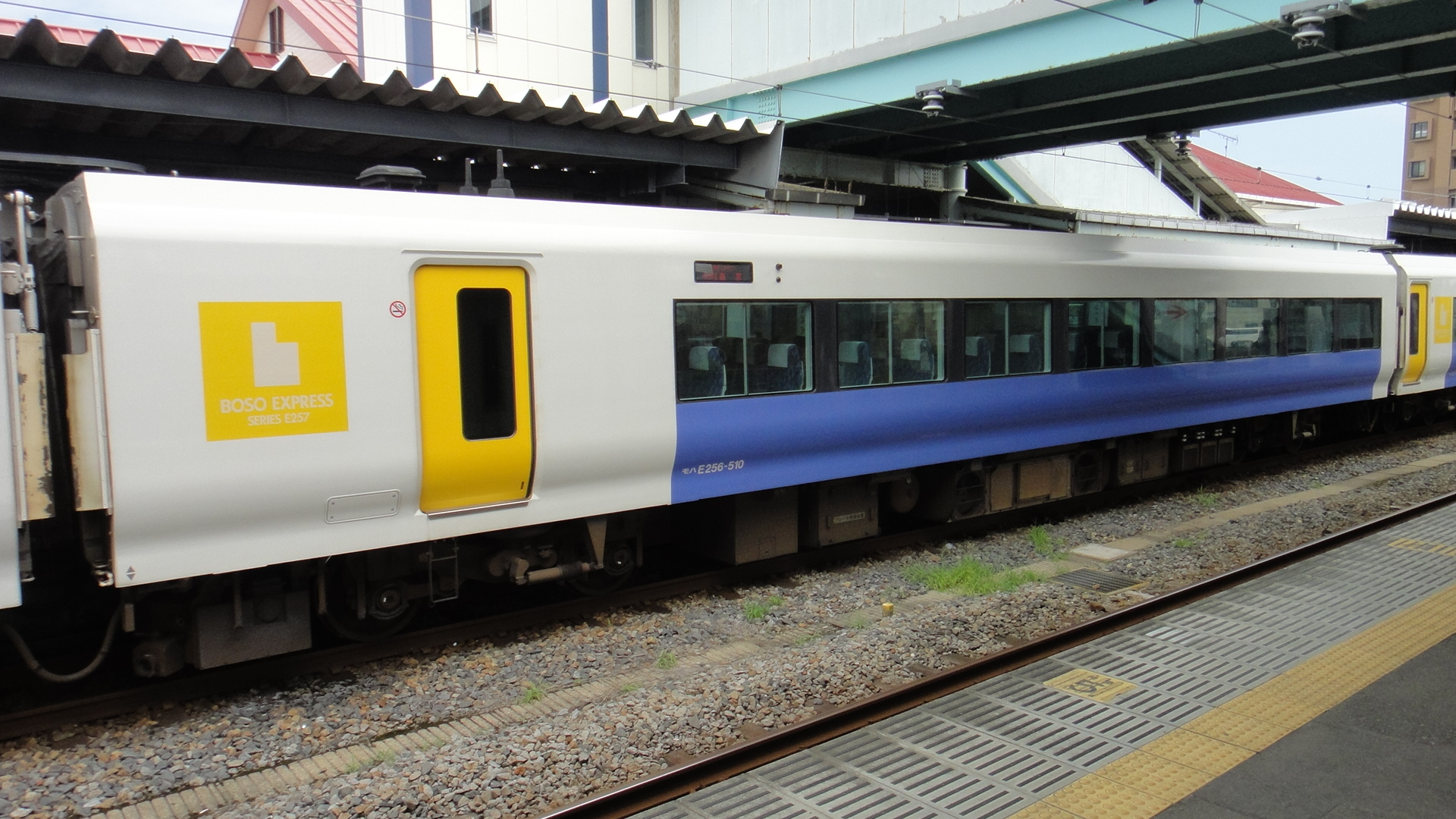
モハE256形500番台
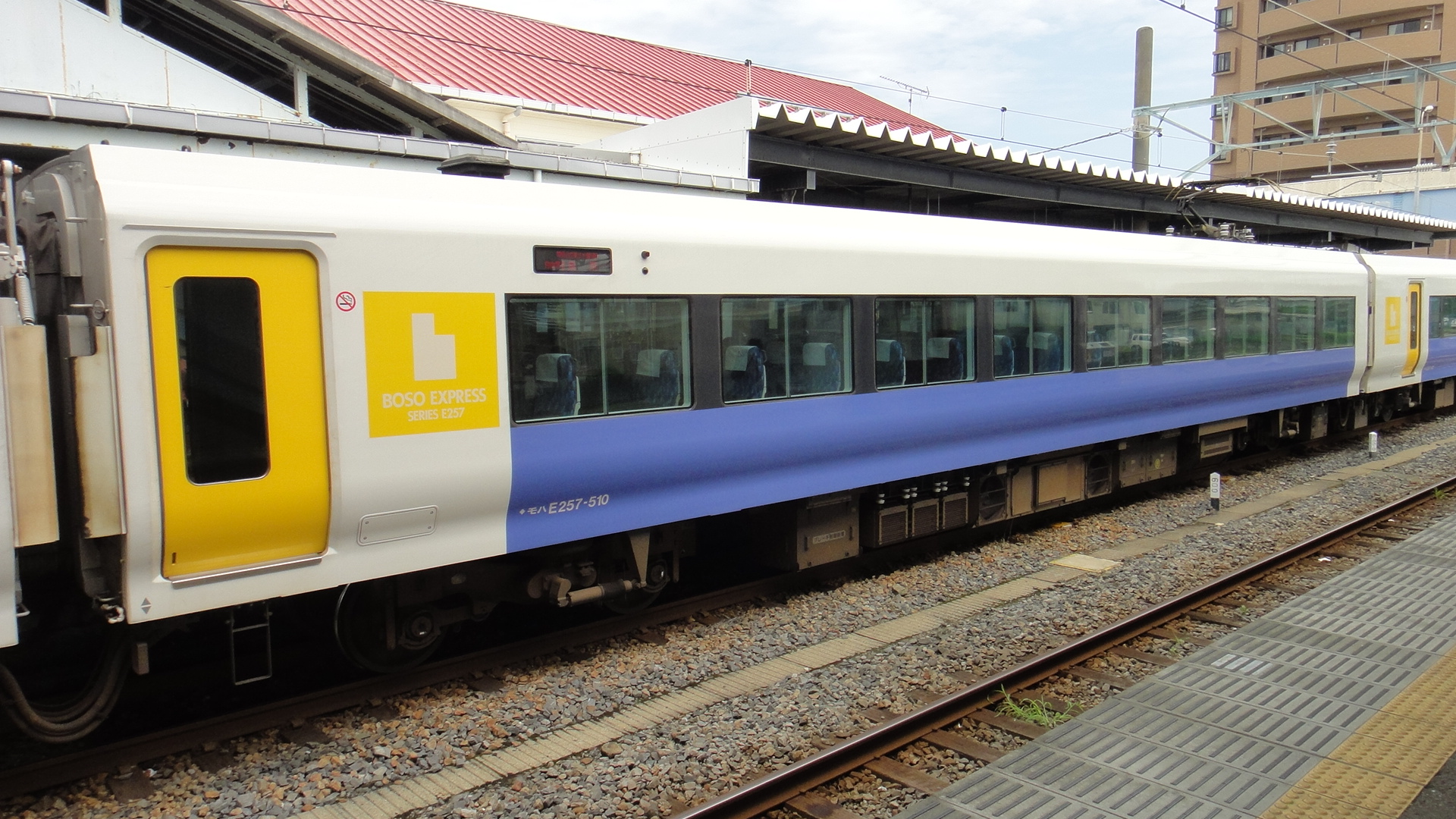
モハE257形500番台
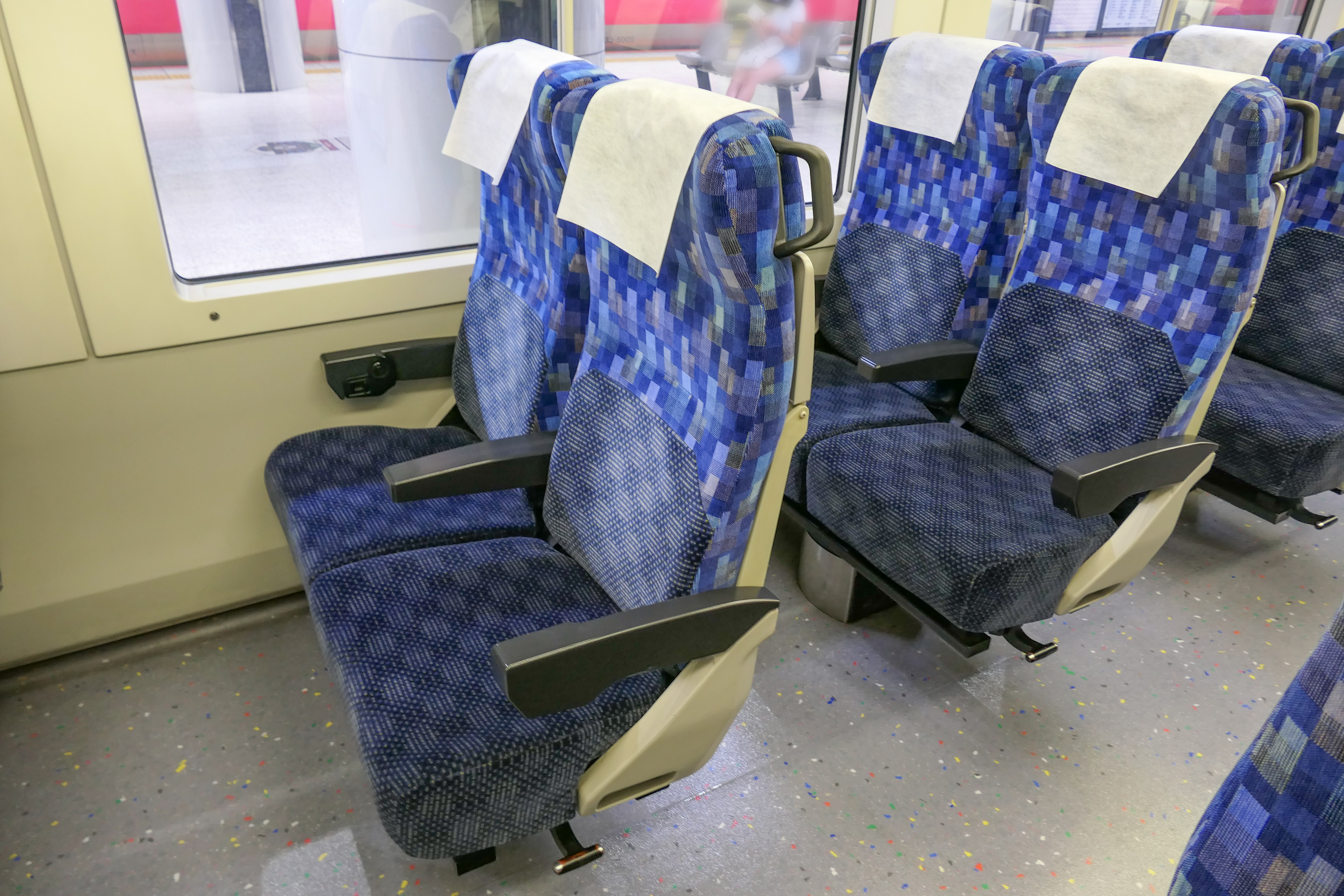
座席
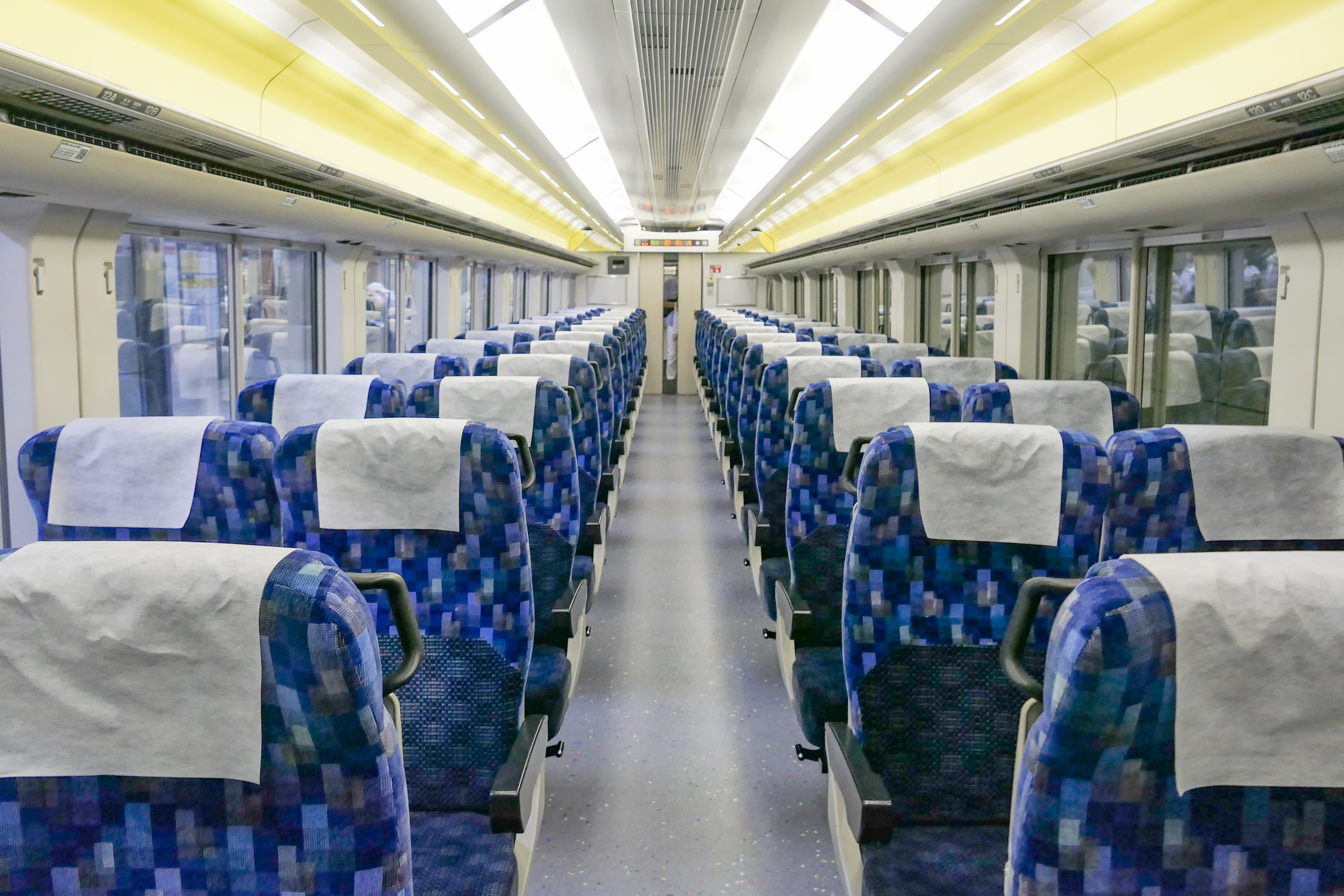
車内
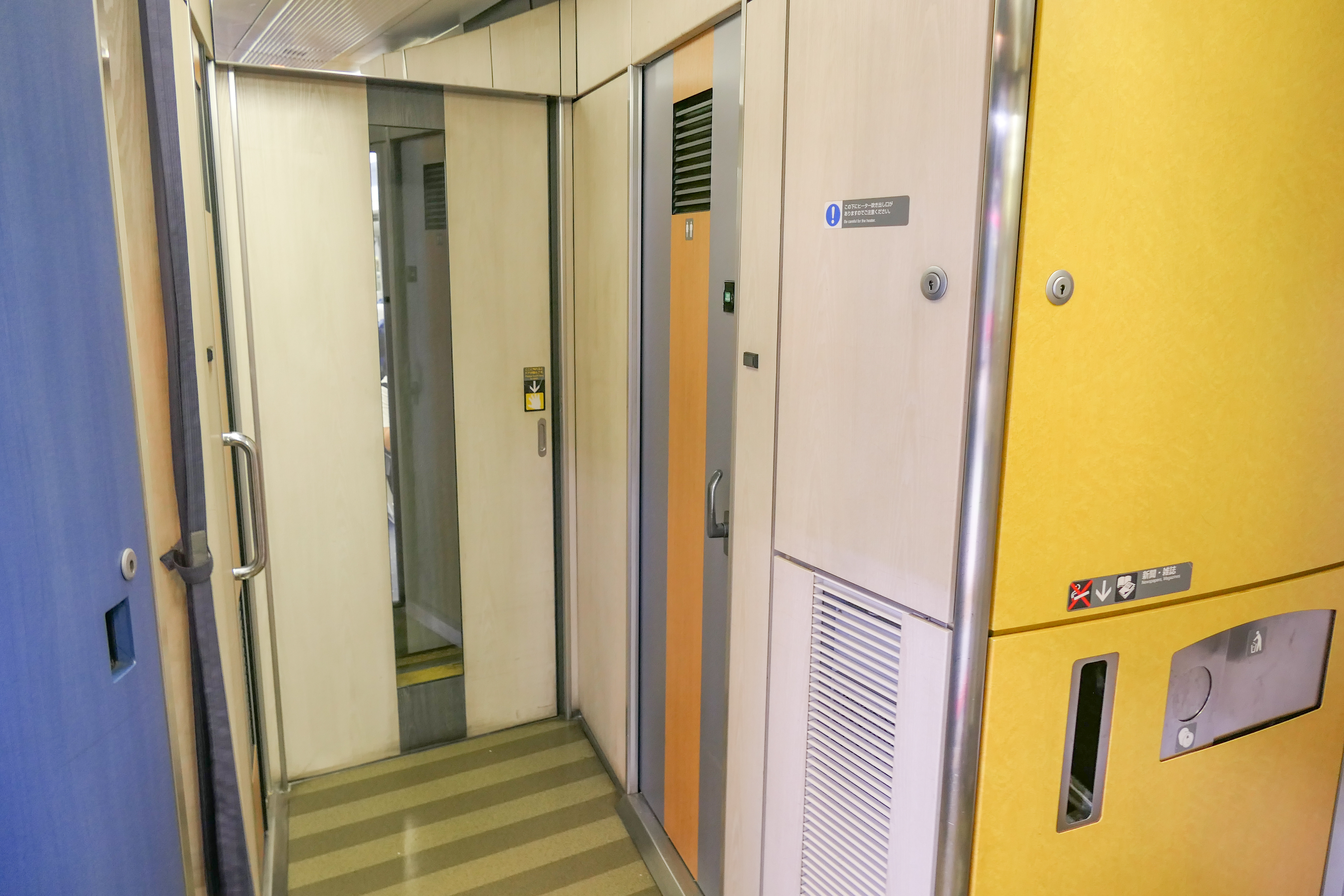
車内デッキ

#### 編成（500番台）
|          | ← 安房鴨川・君津・銚子東京・新宿 → |                    |                     |                                       |                      |  |
|          |                                    |                    |                     |                                       |                      |  |
| 号車     | 5 （10）                           | ＞4 （9）          | 3 （8）             | ＞2 （7）                             | 1 （6）              |  |
| 形式     | クハE257-500 （Tc）                | モハE257-500 （M） | モハE256-500 （M'） | モハE257-1500 （M）                   | クハE256-500 （Tc'） |  |
| 搭載機器 | CP,BT                              | VVVF               | SIV                 | VVVF                                  | SIV CP,BT            |  |
| 車内設備 | 運転室 WC                          |                    | WC,TEL              | 車椅子席 車椅子WC 多目的室 車販準備室 | 運転室               |  |

凡例
- VVVF：VVVFインバータ装置、SIV：補助電源装置、CP：空気圧縮機、BT：蓄電池
- WC：トイレ、TEL：公衆電話（撤去）

#### 編成表（500番台）
| 編成名 | 落成日         | 製造会社   | 改造後編成名 | 備考                   |
| ------ | -------------- | ---------- | ------------ | ---------------------- |
| NB-01  | 2004年7月16日  | 日立製作所 |              |                        |
| NB-02  | 2004年7月16日  | 日立製作所 |              |                        |
| NB-03  | 2004年8月5日   | 日立製作所 |              |                        |
| NB-04  | 2004年8月5日   | 日立製作所 |              |                        |
| NB-05  | 2004年8月26日  | 日立製作所 |              |                        |
| NB-06  | 2004年8月26日  | 日立製作所 | NC-31        |                        |
| NB-07  | 2004年9月8日   | 近畿車輛   | NC-32        |                        |
| NB-08  | 2004年9月8日   | 近畿車輛   | OM-51        |                        |
| NB-09  | 2004年9月16日  | 日立製作所 | OM-52        |                        |
| NB-10  | 2004年9月16日  | 日立製作所 | OM-53        | 改造前は豊田常駐（赤） |
| NB-11  | 2005年7月22日  | 東急車輛   | OM-54        | 改造前は豊田常駐（灰） |
| NB-12  | 2005年7月22日  | 東急車輛   | OM-55        | 改造前は豊田常駐（緑） |
| NB-13  | 2005年8月26日  | 東急車輛   | NC-33        |                        |
| NB-14  | 2005年8月26日  | 東急車輛   | NC-34        |                        |
| NB-15  | 2005年9月2日   | 日立製作所 |              |                        |
| NB-16  | 2005年9月2日   | 日立製作所 |              |                        |
| NB-17  | 2005年10月7日  | 日立製作所 |              |                        |
| NB-18  | 2005年10月7日  | 日立製作所 |              |                        |
| NB-19  | 2005年10月28日 | 日立製作所 |              |                        |

### 2000番台

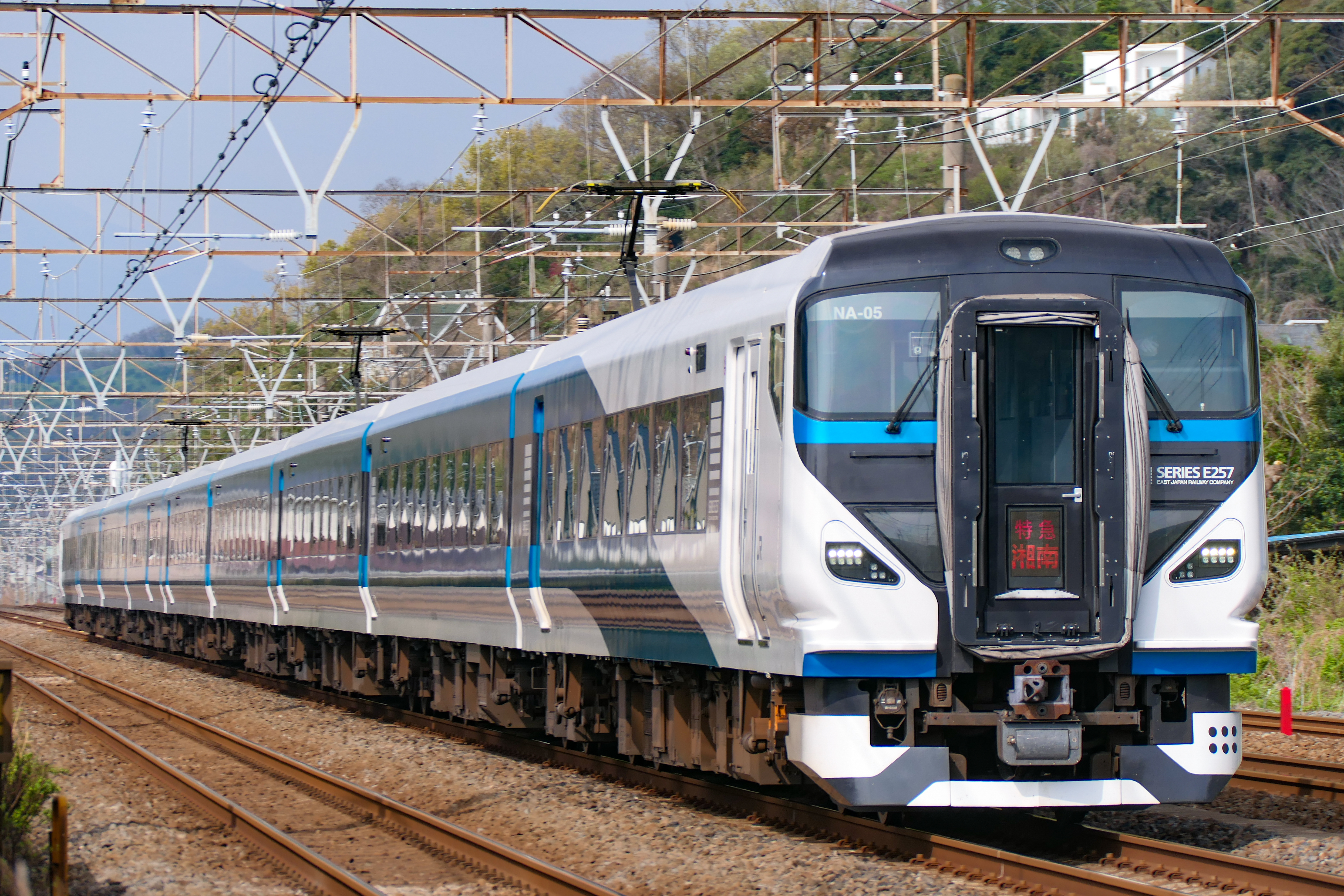
2000番台貫通形先頭車

東海道線特急「踊り子」「スーパービュー踊り子」やライナー列車などに使用されていた185系、251系、215系の置き換えを目的に、0番台に転用改造と機器更新が施されたことにより誕生した番台区分。改造は2019年（平成31年・令和元年）から2021年（令和3年）にかけて長野総合車両センター、秋田総合車両センターおよび総合車両製作所横浜事業所で行われた。
2022年（令和4年）4月1日現在、9両編成13本（NA-01 - 13編成、117両）が大宮総合車両センター東大宮センターに配置されている。
車番は0番台の車番＋2000となっており、基本的に編成番号はNA-01＝M-101、NA-02＝M-102という順で改番されている（一部編成を除く）。
0番台ではグリーン車と普通車の半室構造となっていたサロハE257形が、2000番台では全室グリーン車に改造されサロE257形となっている。
リニューアルにあたり、車体塗装はE261系に準じて白地に伊豆の空と海の色をイメージしたペニンシュラブルー■を基調としたものに変更され、前照灯がハロゲンシールドビーム（HSB）＋HIDプロジェクターからLEDのものへと交換された。前面の3色LED電光表示板は交換されずに転用された。
内装面は、座席のモケットが交換され、窓側座席に電源コンセント、各座席上方にE657系と同様の指定席発売状況確認ランプ、各先頭車に荷物置き場が設置された。グリーン車は床板と肘掛けが更新されたが、旧普通席部分で座席と窓枠の位置が合わない席が生じている。
普通車は「スタンダードでありながら奥行き感のある現代的な空間」、グリーン車は「リッチで高品質感のある現代的な空間」をデザインコンセプトとしている。

#### 編成（2000番台）
|                      | ← 伊豆急下田東京・新宿 → |               |               |               |               |               |               |               |               |
| 基本編成（2000番台） |                          |               |               |               |               |               |               |               |               |
|                      |                          |               |               |               |               |               |               |               |               |
| 号車                 | 1                        | 2             | 3＜           | 4             | 5             | 6＜           | 7             | 8＜           | 9             |
| 形式                 | クハE256-2000            | モハE256-2100 | モハE257-2100 | サロE257-2000 | サハE257-2000 | モハE257-3000 | モハE256-2000 | モハE257-2000 | クハE257-2100 |

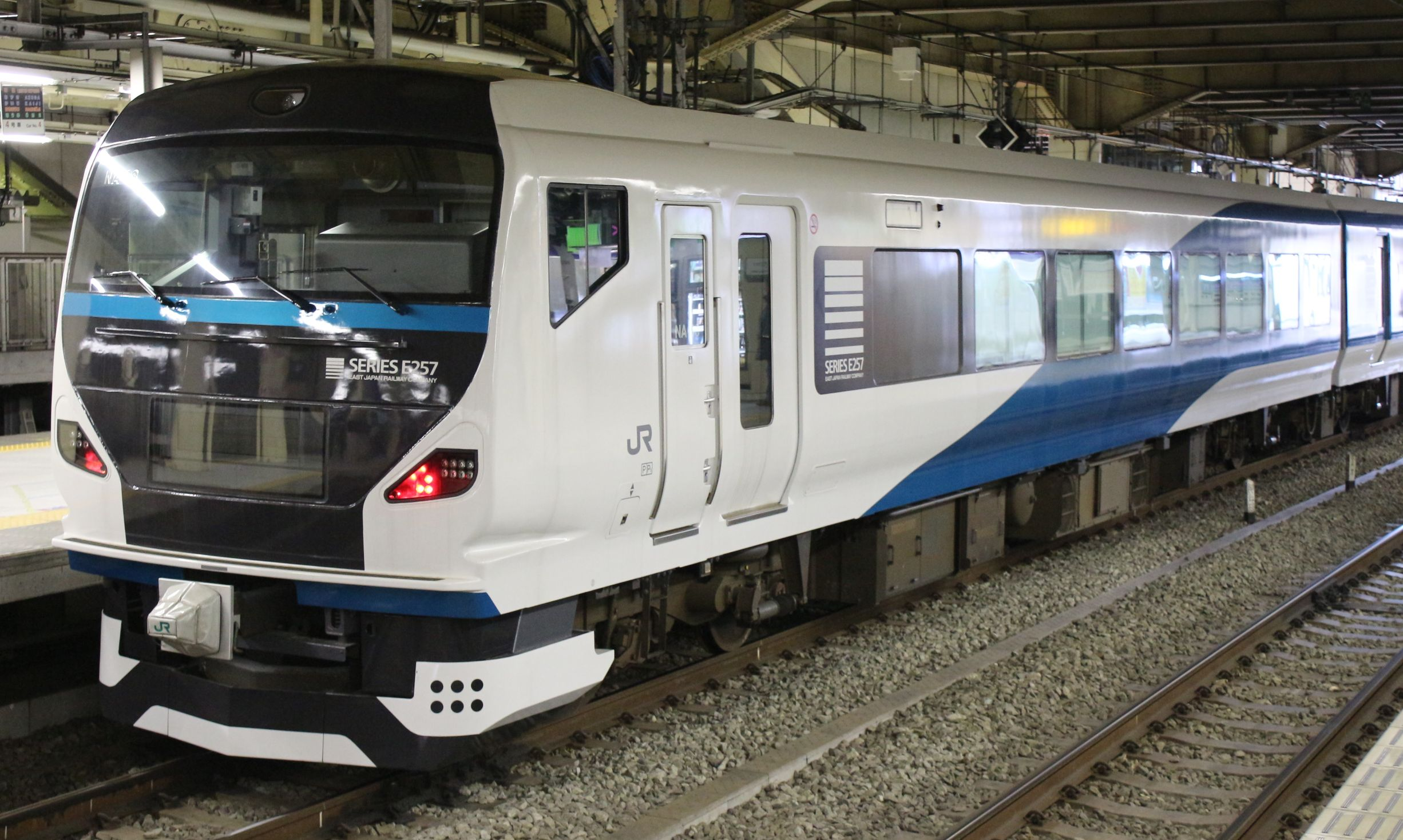
クハE256形2000番台
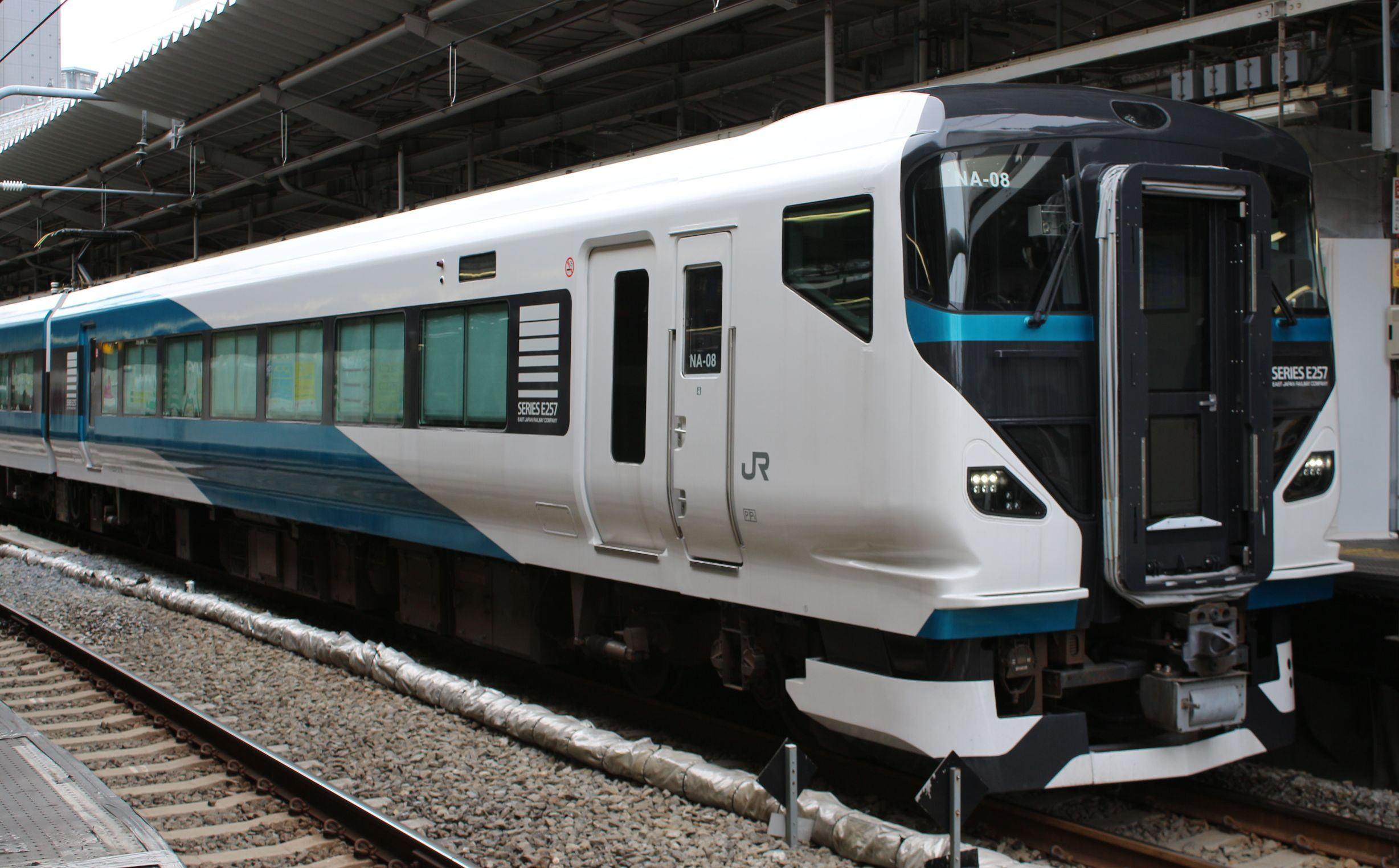
クハE257形2100番台
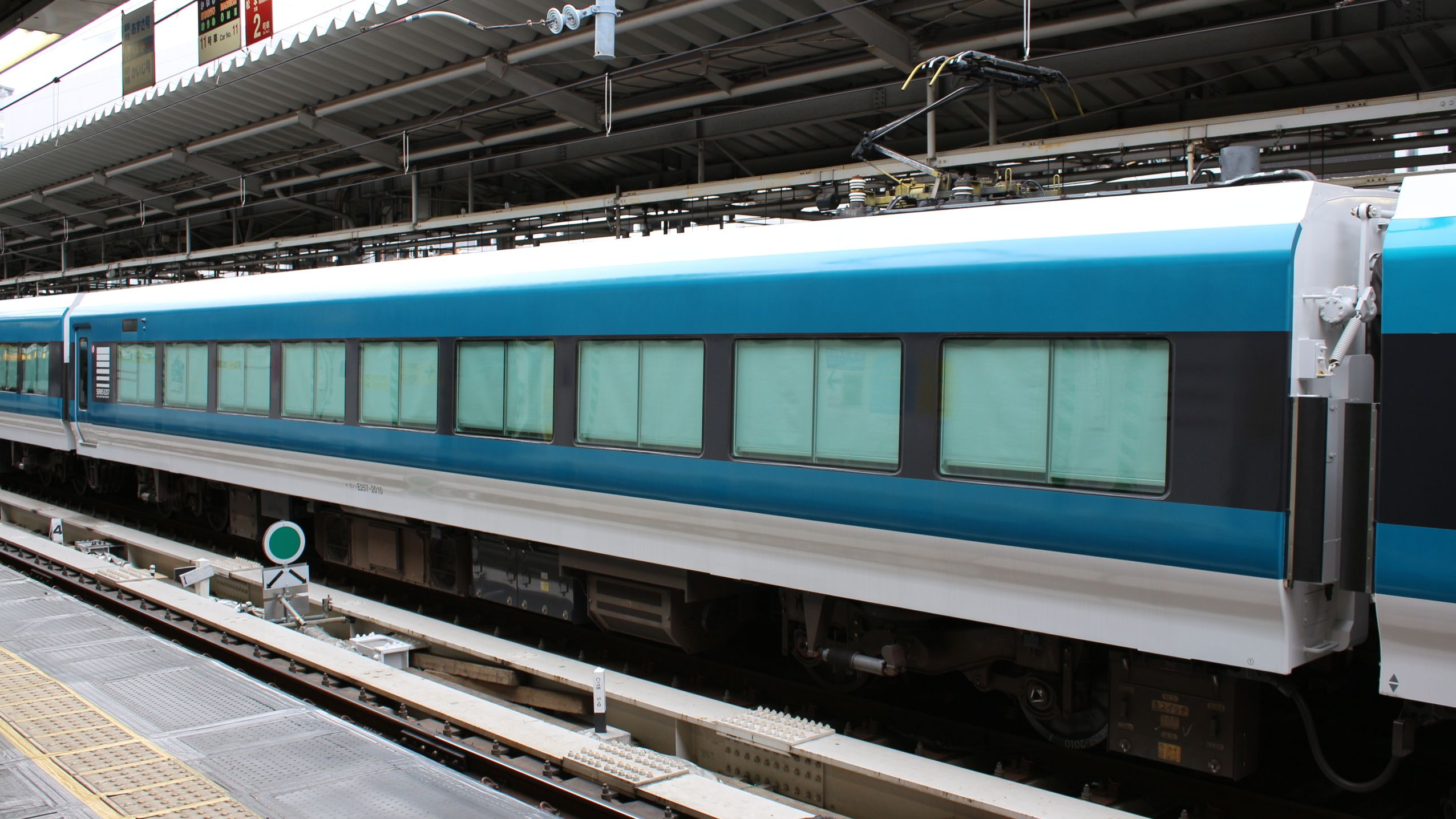
モハE257形2000番台
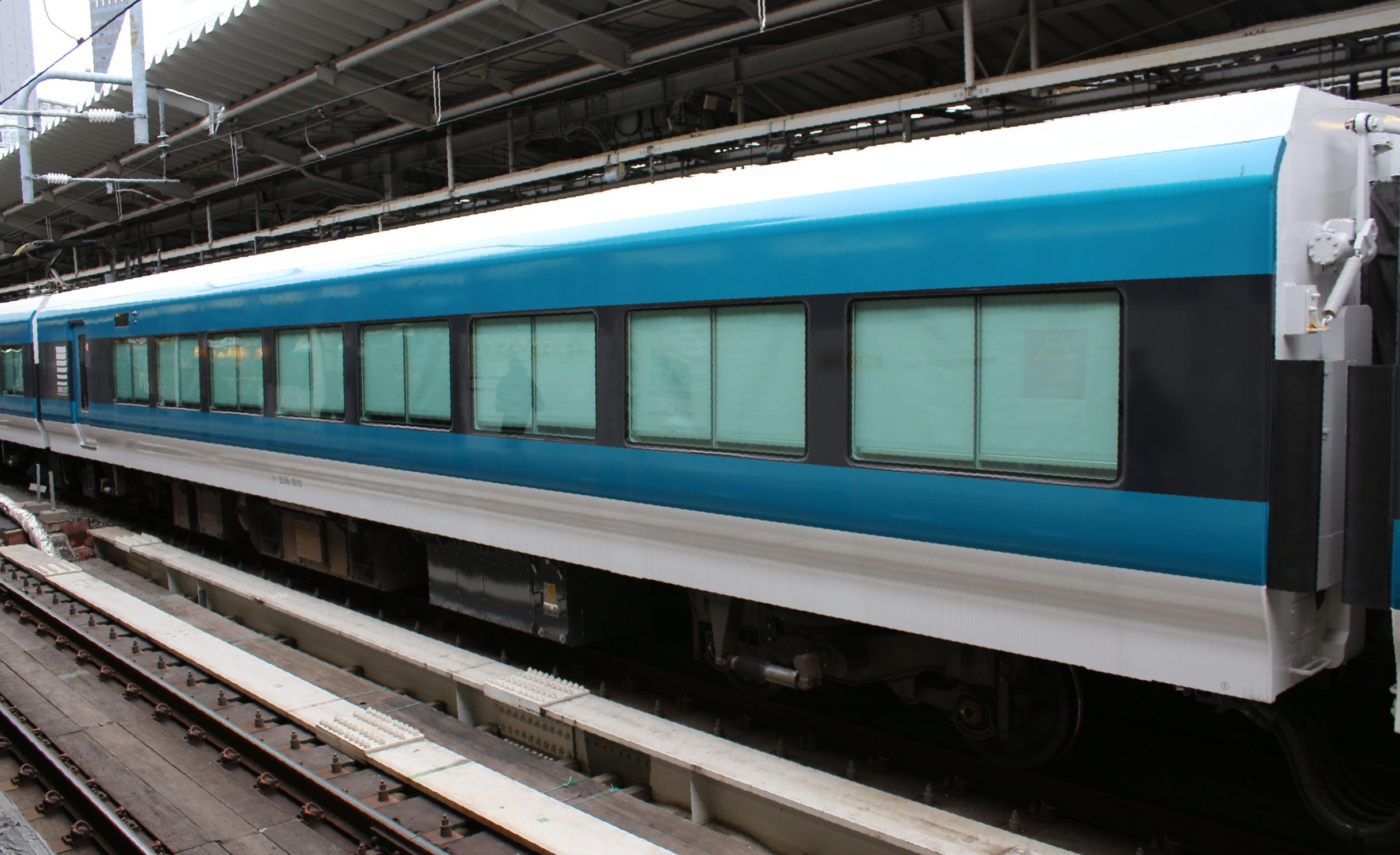
モハE256形2000番台
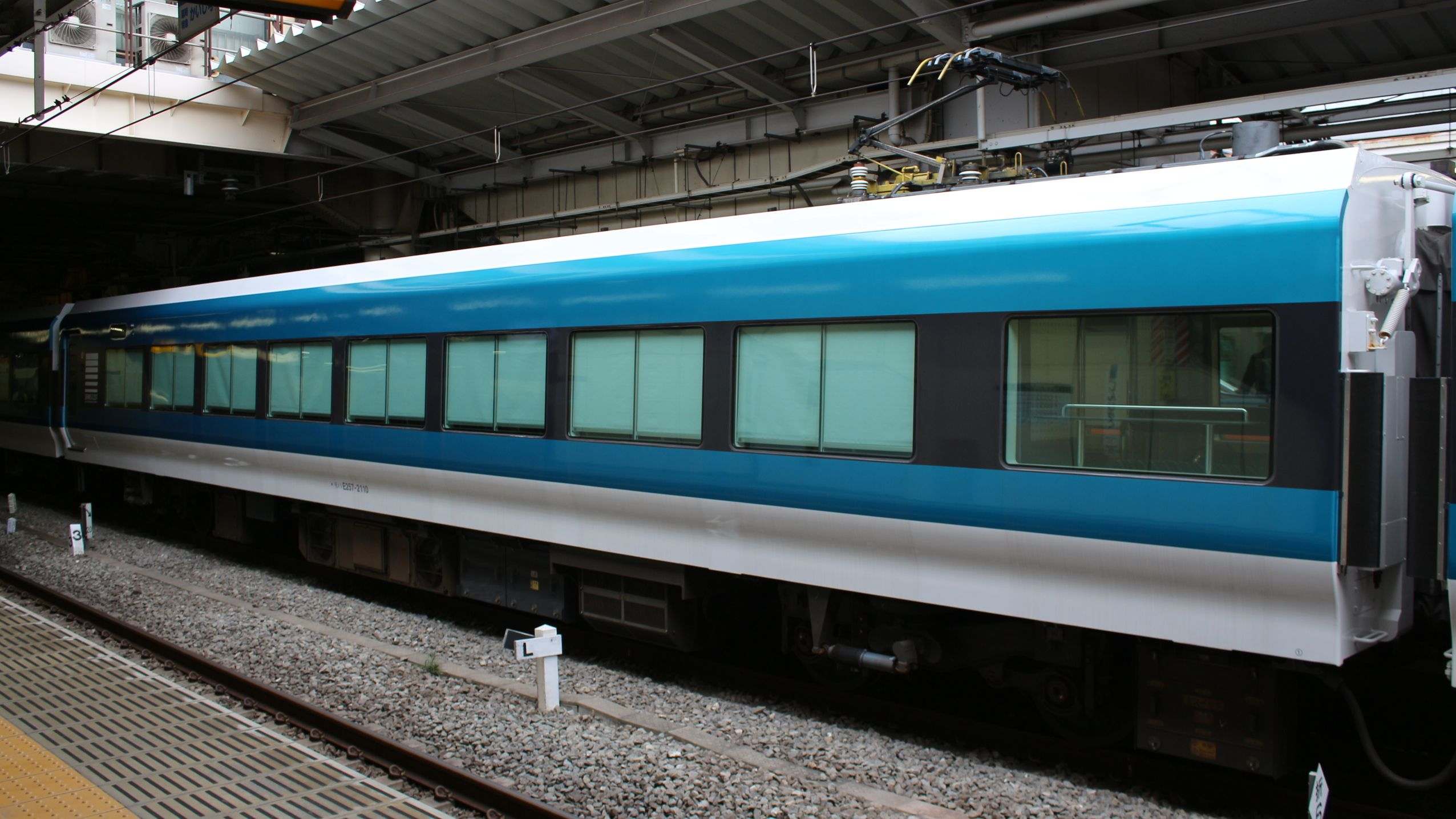
モハE257形2100番台
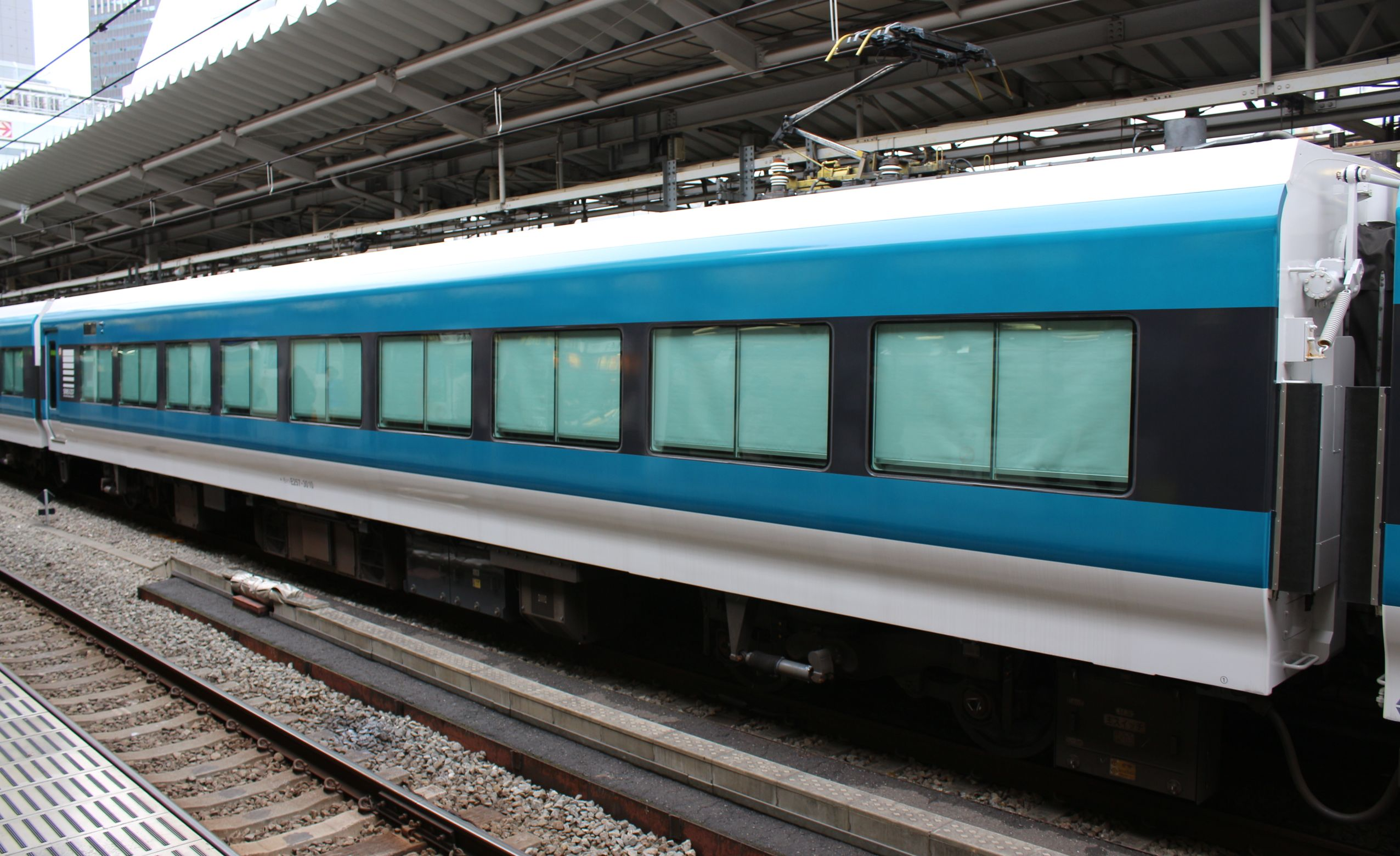
モハE257形3000番台
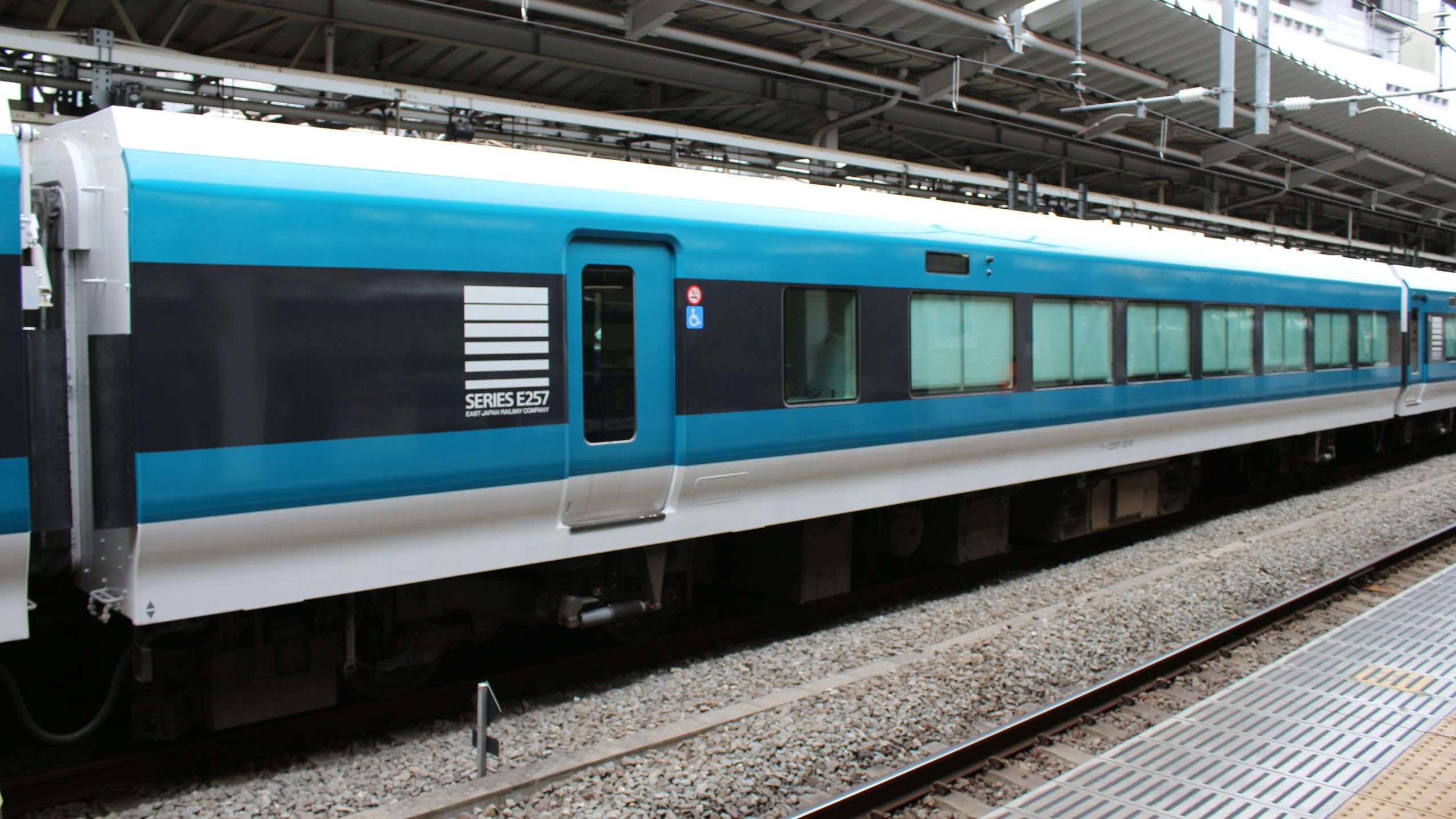
サハE257形2000番台
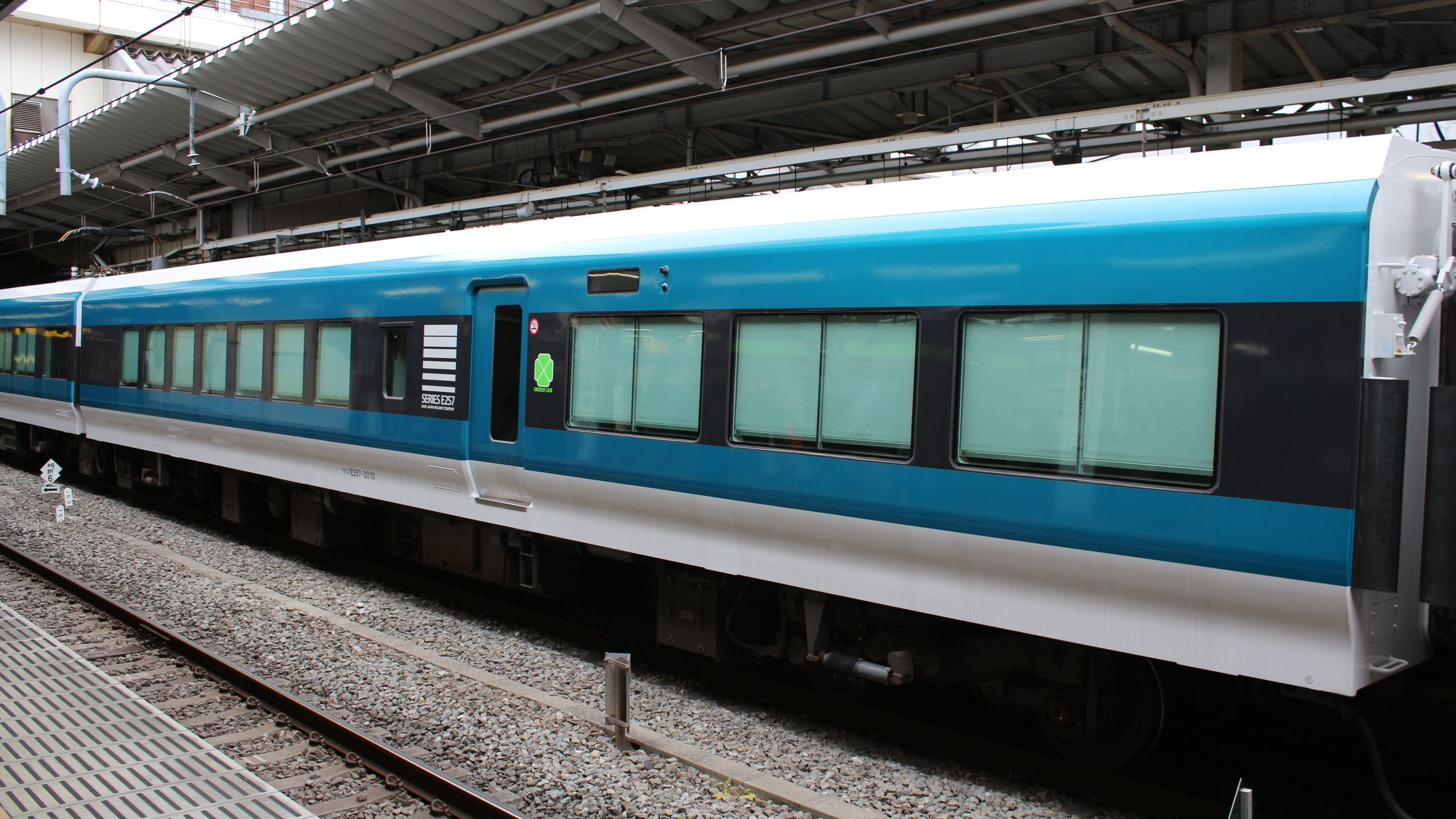
サロE257形2000番台
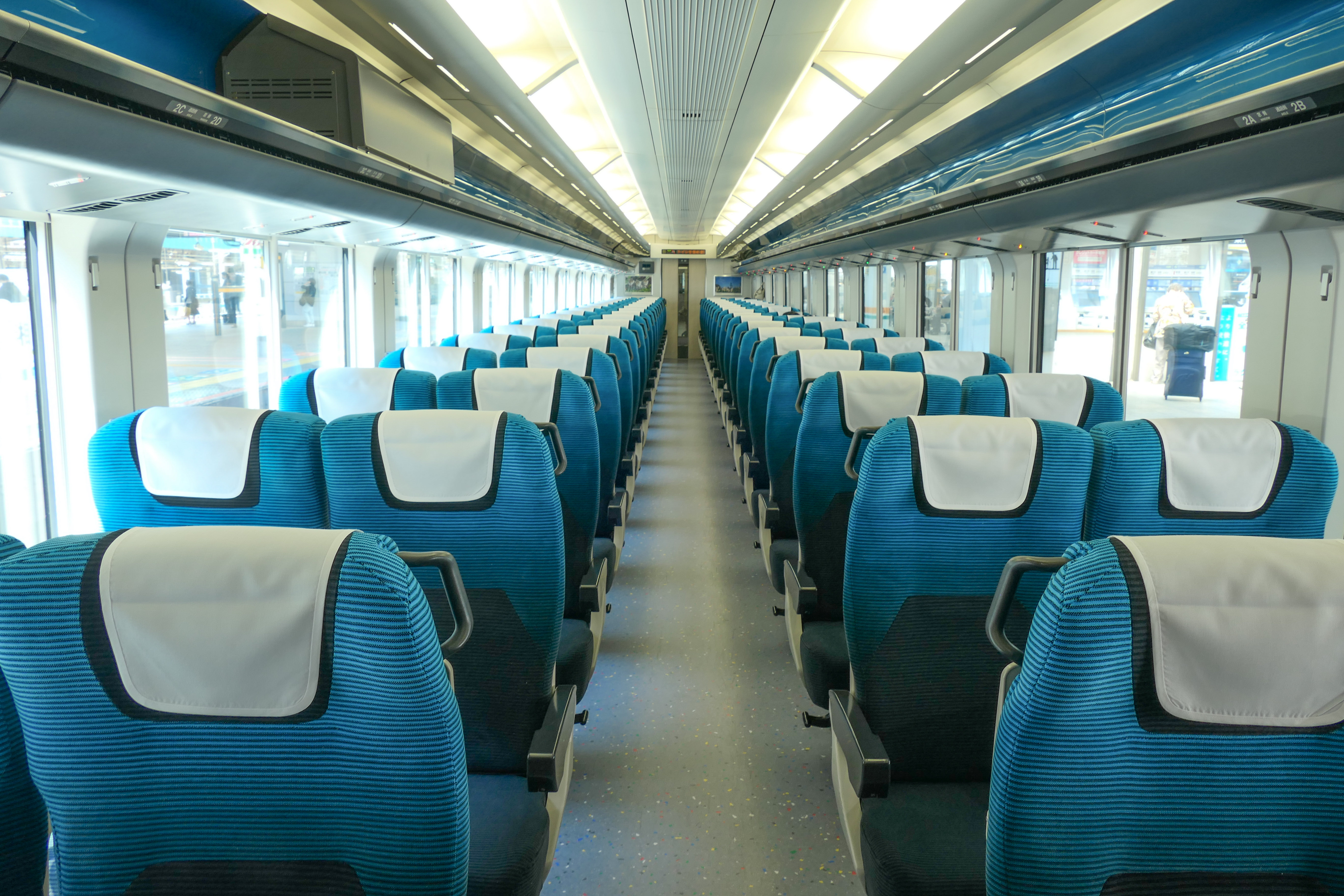
普通車車内
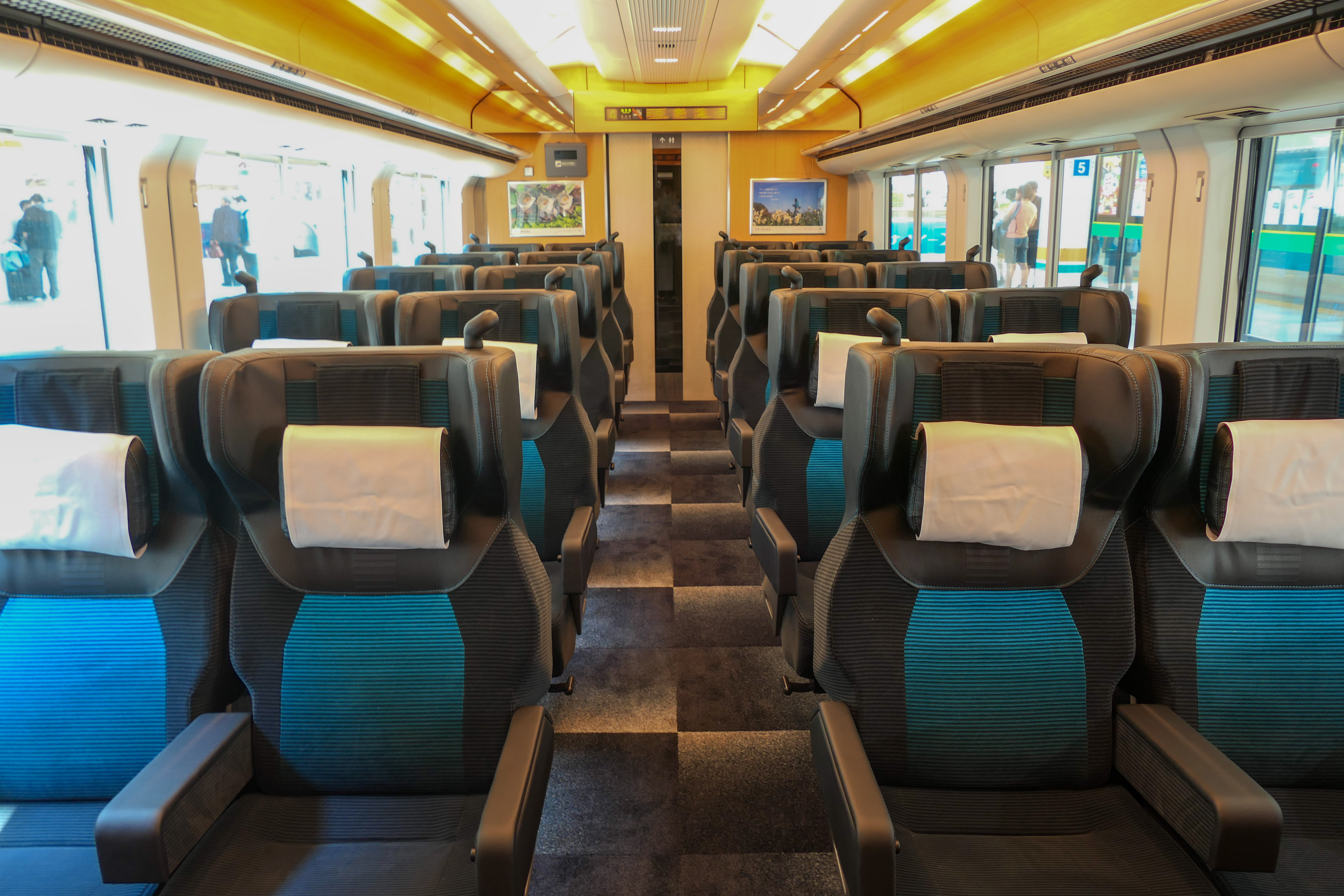
グリーン車車内
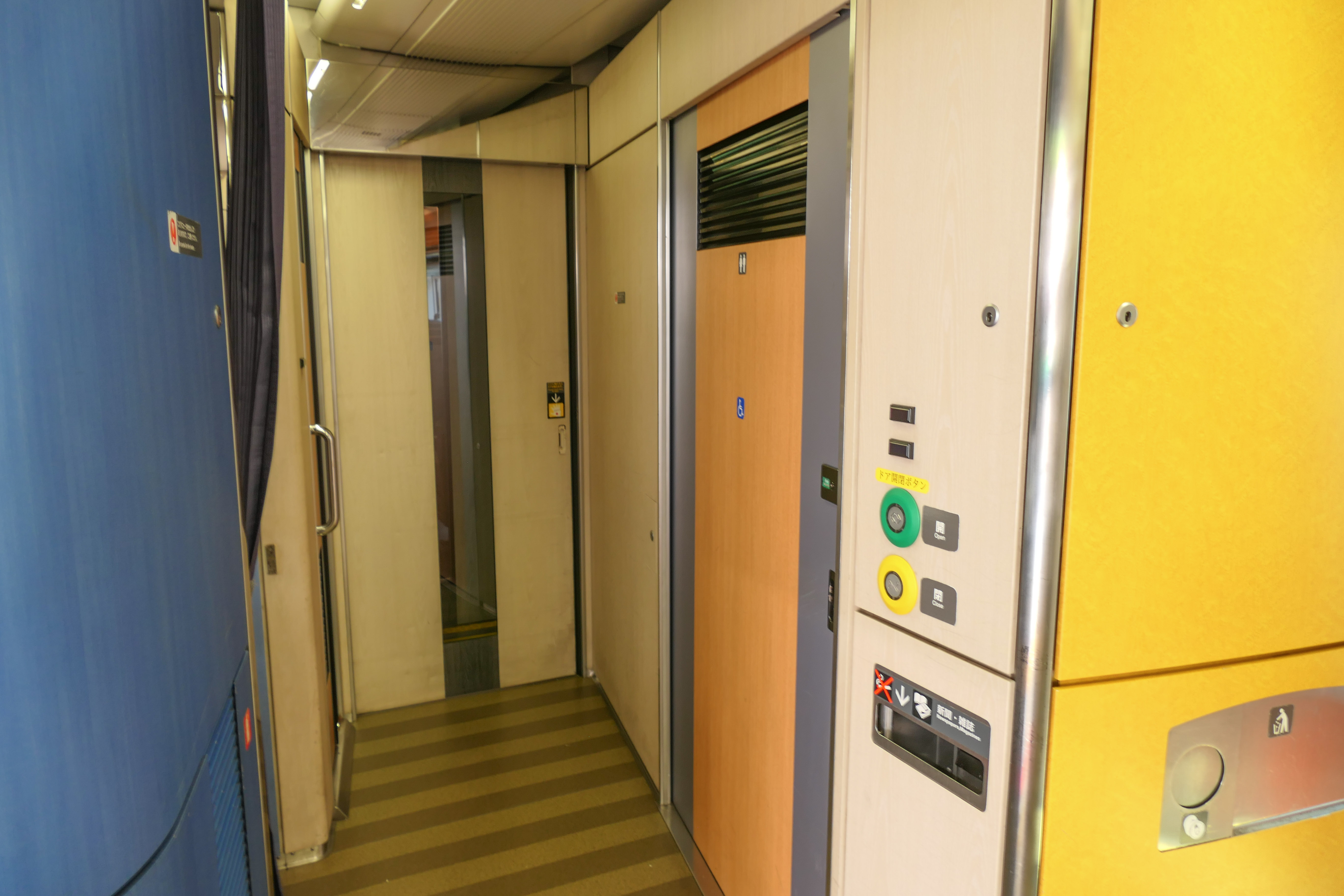
車内デッキ
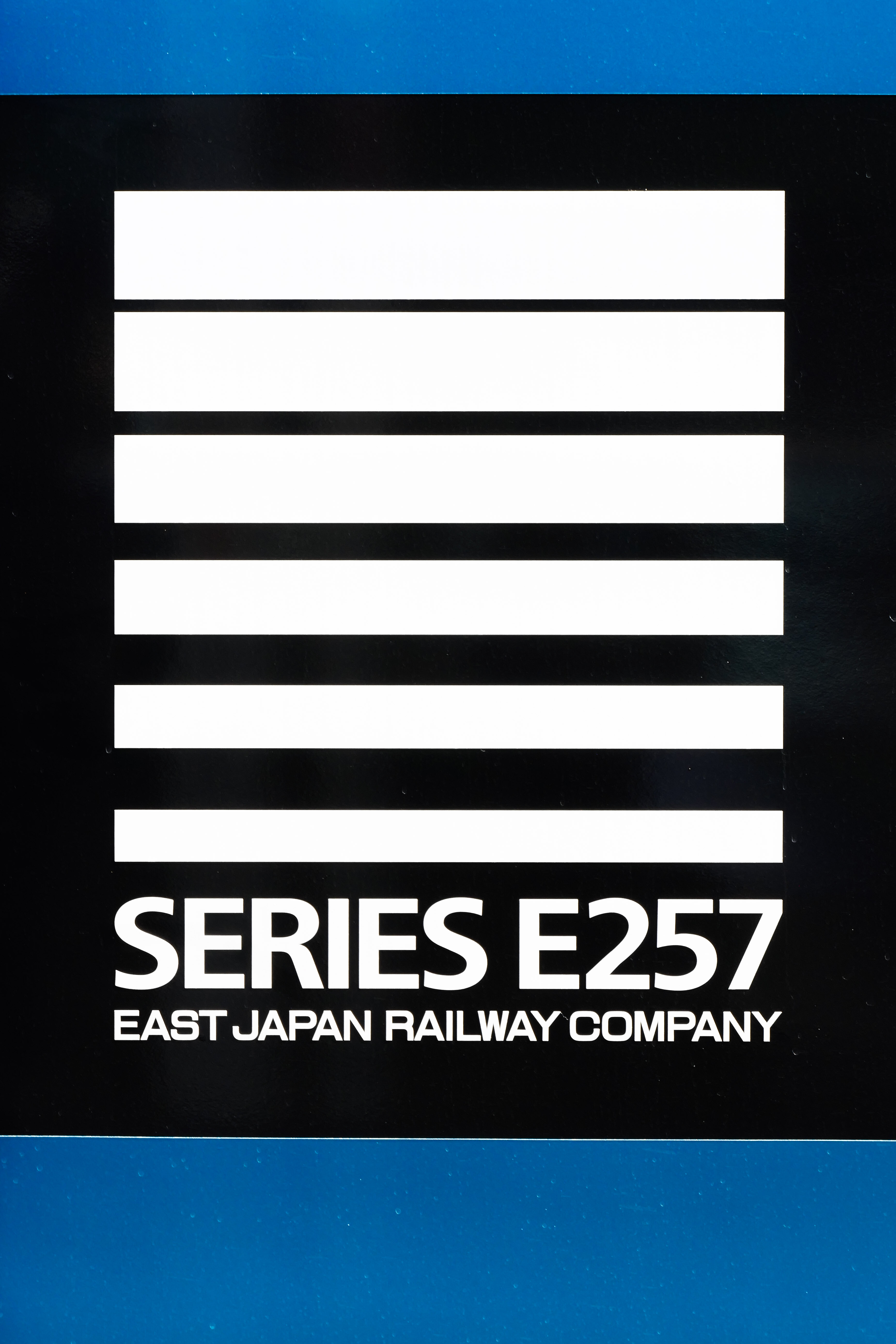
シンボルマーク

#### 編成表（2000番台）
| 編成名 | 竣工           | 改造施工                                                  | 旧編成 | 備考 |
| ------ | -------------- | --------------------------------------------------------- | ------ | ---- |
| NA-01  | 2020年7月28日  | 長野総合車両センター                                      | M-101  |      |
| NA-02  | 2021年1月22日  | 長野総合車両センター                                      | M-102  |      |
| NA-03  | 2019年4月4日   | 秋田総合車両センター                                      | M-103  |      |
| NA-04  | 2019年10月1日  | 長野総合車両センター                                      | M-104  |      |
| NA-05  | 2020年4月24日  | 秋田総合車両センター                                      | M-106  |      |
| NA-06  | 2019年10月15日 | 内装：総合車両製作所横浜事業所 外装：秋田総合車両センター | M-108  |      |
| NA-07  | 2019年12月6日  | 秋田総合車両センター                                      | M-109  |      |
| NA-08  | 2019年8月28日  | 秋田総合車両センター                                      | M-110  |      |
| NA-09  | 2019年2月27日  | 長野総合車両センター                                      | M-112  |      |
| NA-10  | 2019年6月25日  | 長野総合車両センター                                      | M-113  |      |
| NA-11  | 2020年4月14日  | 長野総合車両センター                                      | M-114  |      |
| NA-12  | 2020年10月26日 | 長野総合車両センター                                      | M-115  |      |
| NA-13  | 2020年1月10日  | 長野総合車両センター                                      | M-116  |      |

### 2500番台
東海道線特急「踊り子」の伊豆箱根鉄道直通列車などに使用されていた185系の置き換えを目的に、500番台に転用改造と機器更新が施されたことにより誕生した番台区分。改造は2020年から2021年にかけて秋田総合車両センターで行われた。
2022年4月1日現在、5両編成4本（NC-31 - 34編成、20両）が大宮総合車両センター東大宮センターに配置されている。
車番は500番台の車番＋2000となっている（一部編成を除く）。
内外装ともにデザインは2000番台に準拠している。

#### 編成（2500番台）
- 「踊り子」「湘南」での運転時は10 - 14号車、「あかぎ」「草津・四万」での運転時は1 - 5号車となる。

|      | ← 修善寺東京 → ← 上野・新宿 高崎・長野原草津口 → |               |               |               |               |  |  |  |  |
|      |                                                  |               |               |               |               |  |  |  |  |
| 号車 | 10                                               | 11＜          | 12            | 13＜          | 14            |  |  |  |  |
| 号車 | 1                                                | 2＜           | 3             | 4＜           | 5             |  |  |  |  |
| 形式 | クハE256-2500                                    | モハE257-3500 | モハE256-2500 | モハE257-2500 | クハE257-2500 |  |  |  |  |

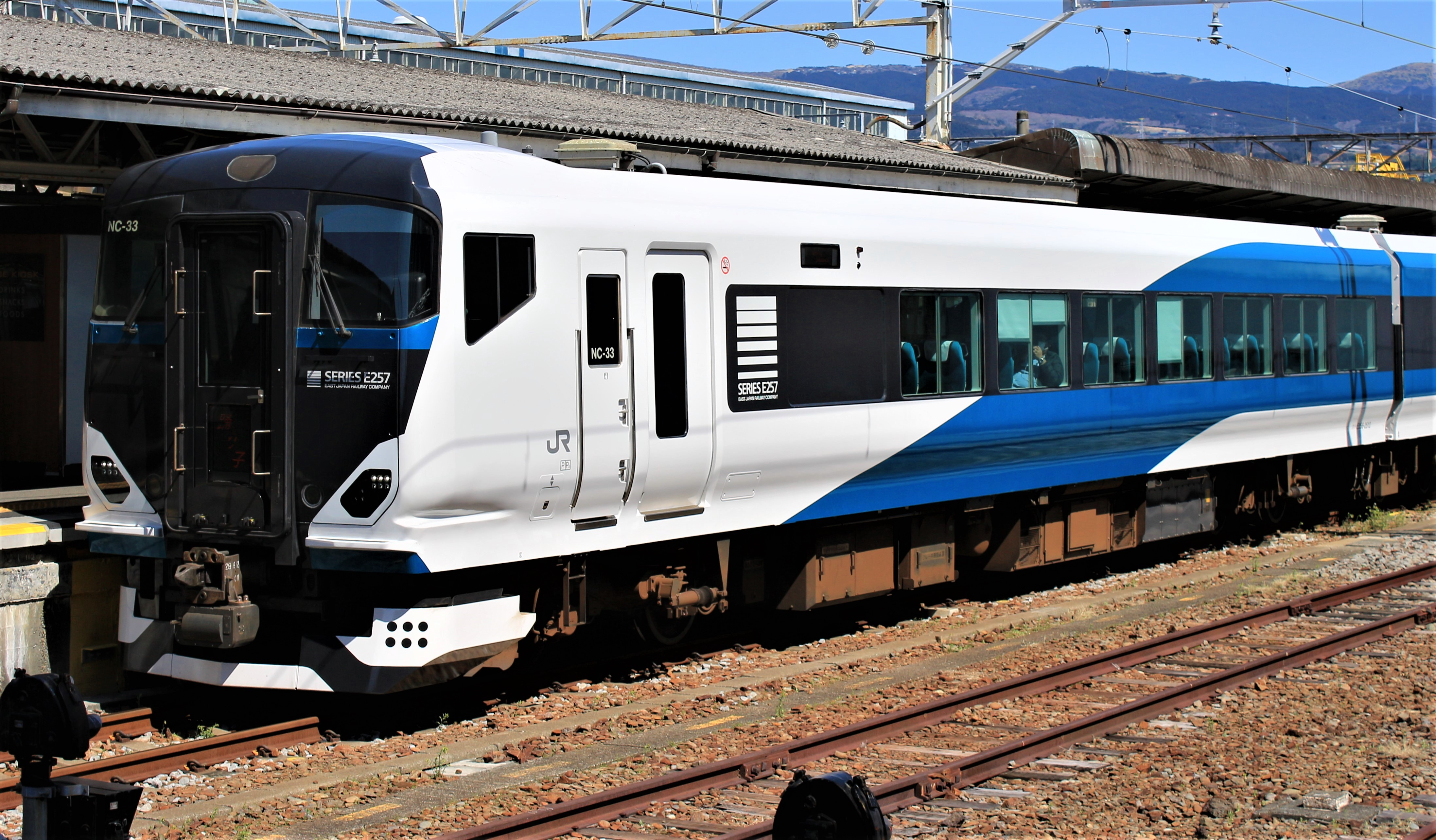
クハE256形2500番台
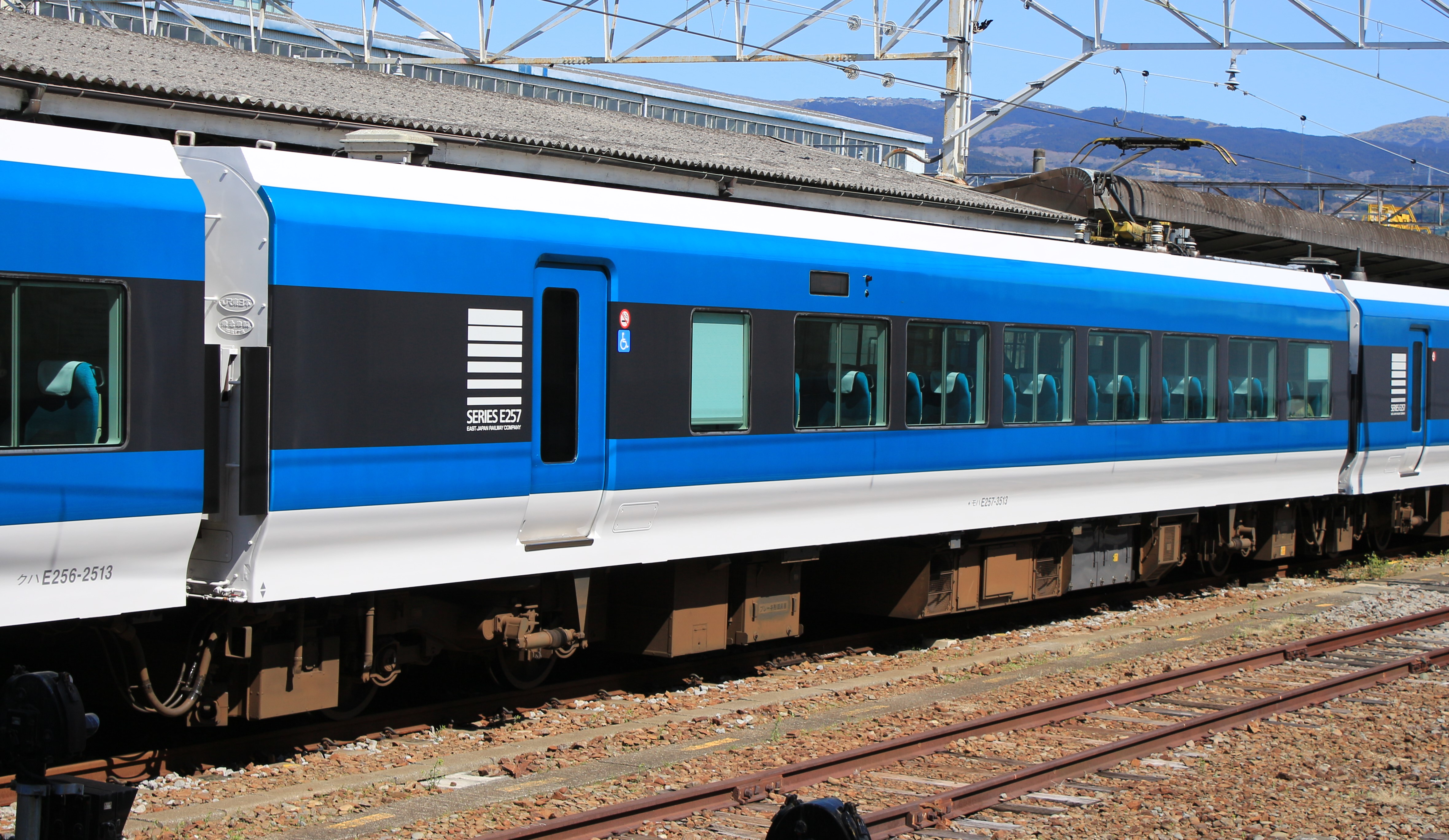
モハE257形3500番台
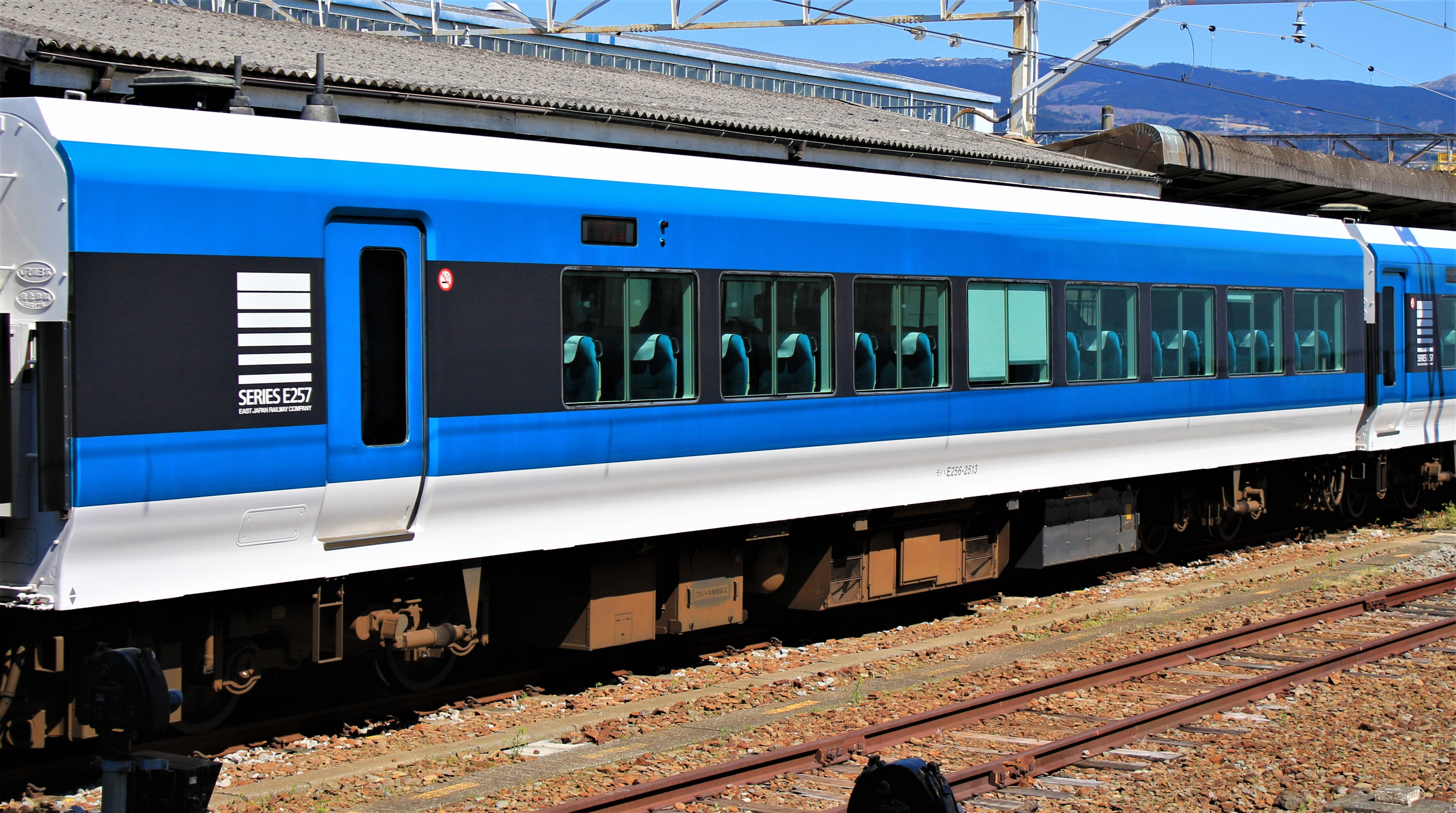
モハE256形2500番台
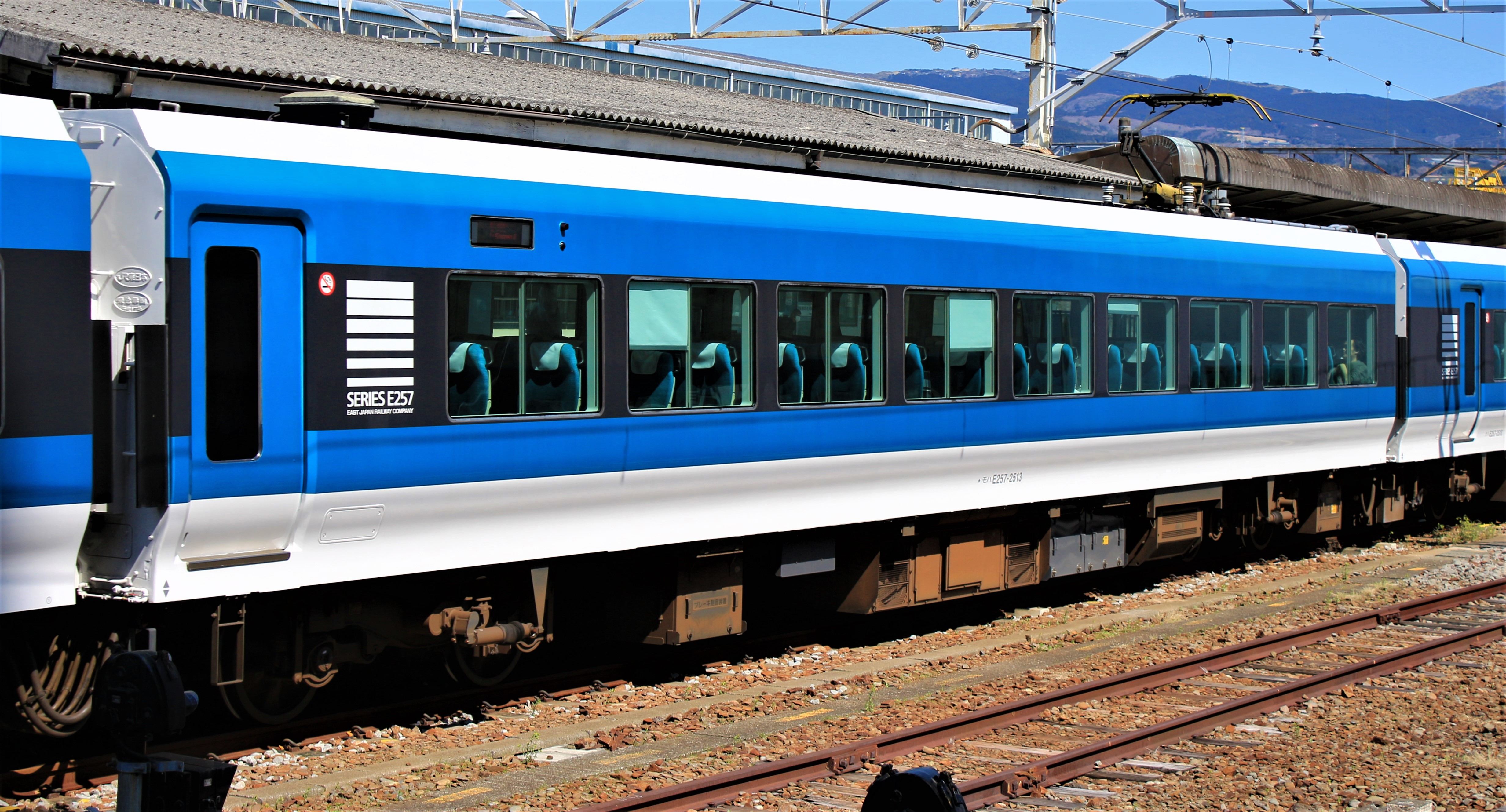
モハE257形2500番台
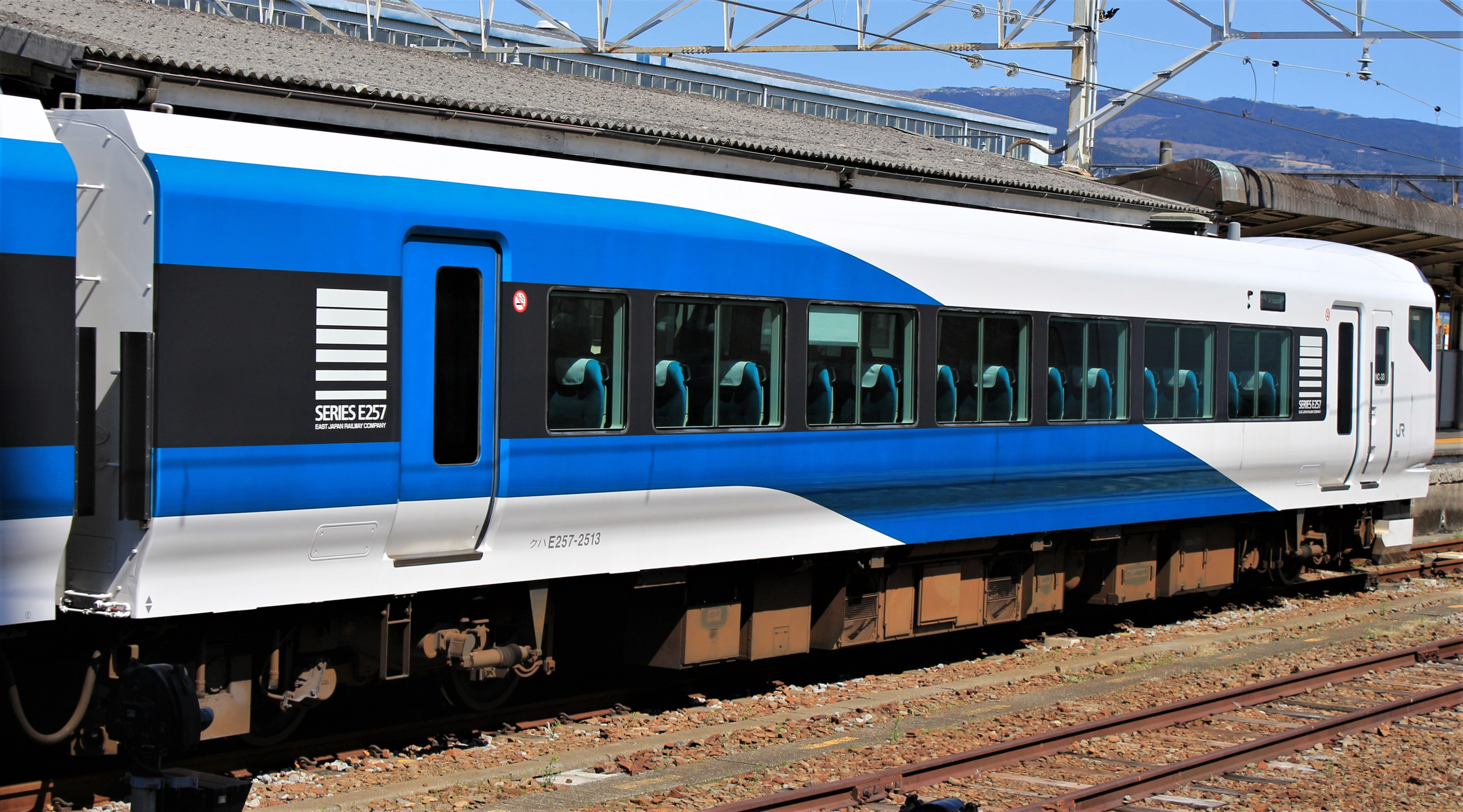
クハE257形2500番台
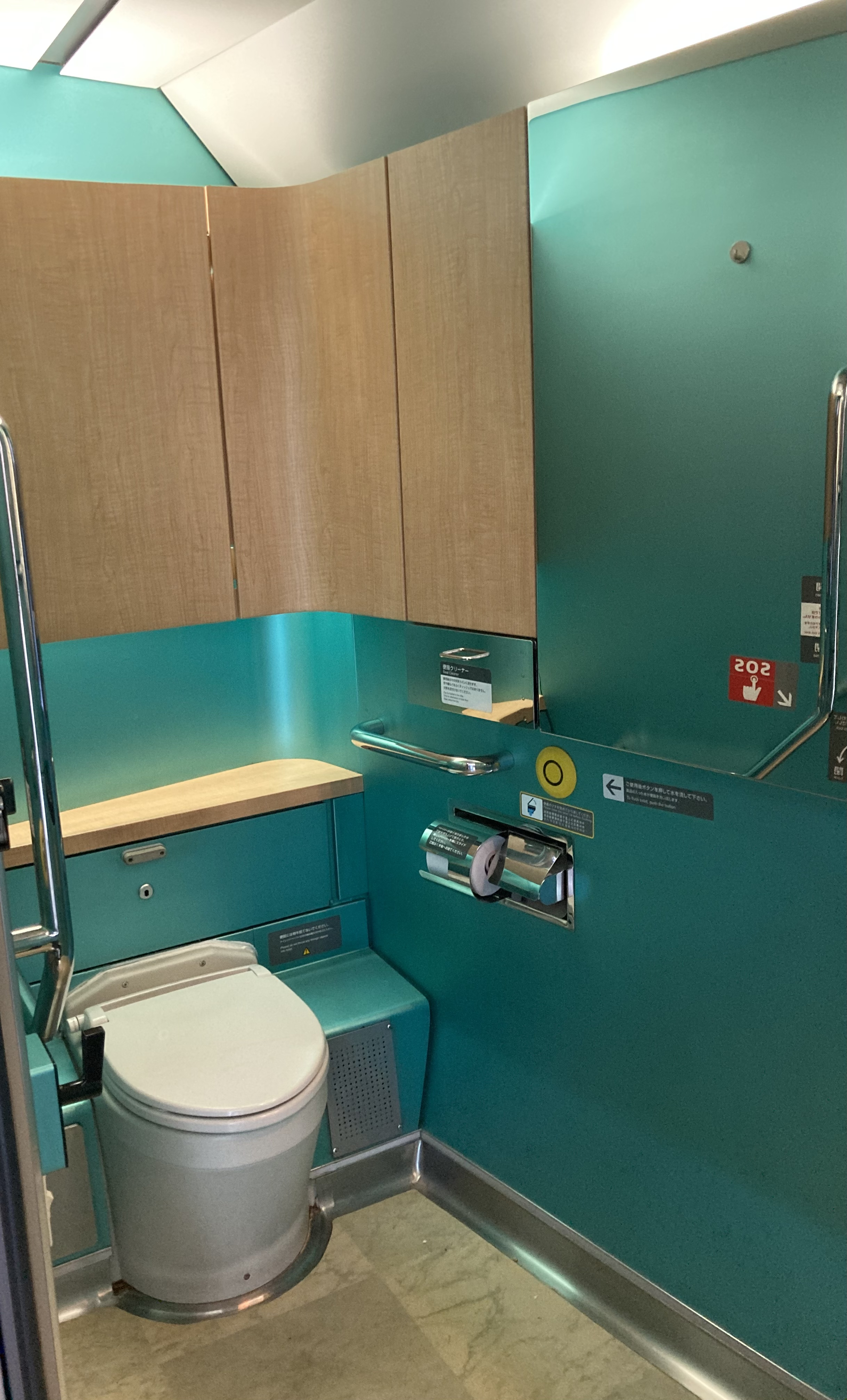
トイレ

#### 編成表（2500番台）
| 編成名 | 竣工          | 改造施工             | 旧編成 | 備考 |
| ------ | ------------- | -------------------- | ------ | ---- |
| NC-31  | 2020年9月29日 | 秋田総合車両センター | NB-06  |      |
| NC-32  | 2020年7月6日  | 秋田総合車両センター | NB-07  |      |
| NC-33  | 2021年1月25日 | 秋田総合車両センター | NB-13  |      |
| NC-34  | 2021年3月4日  | 秋田総合車両センター | NB-14  |      |

### 5000番台

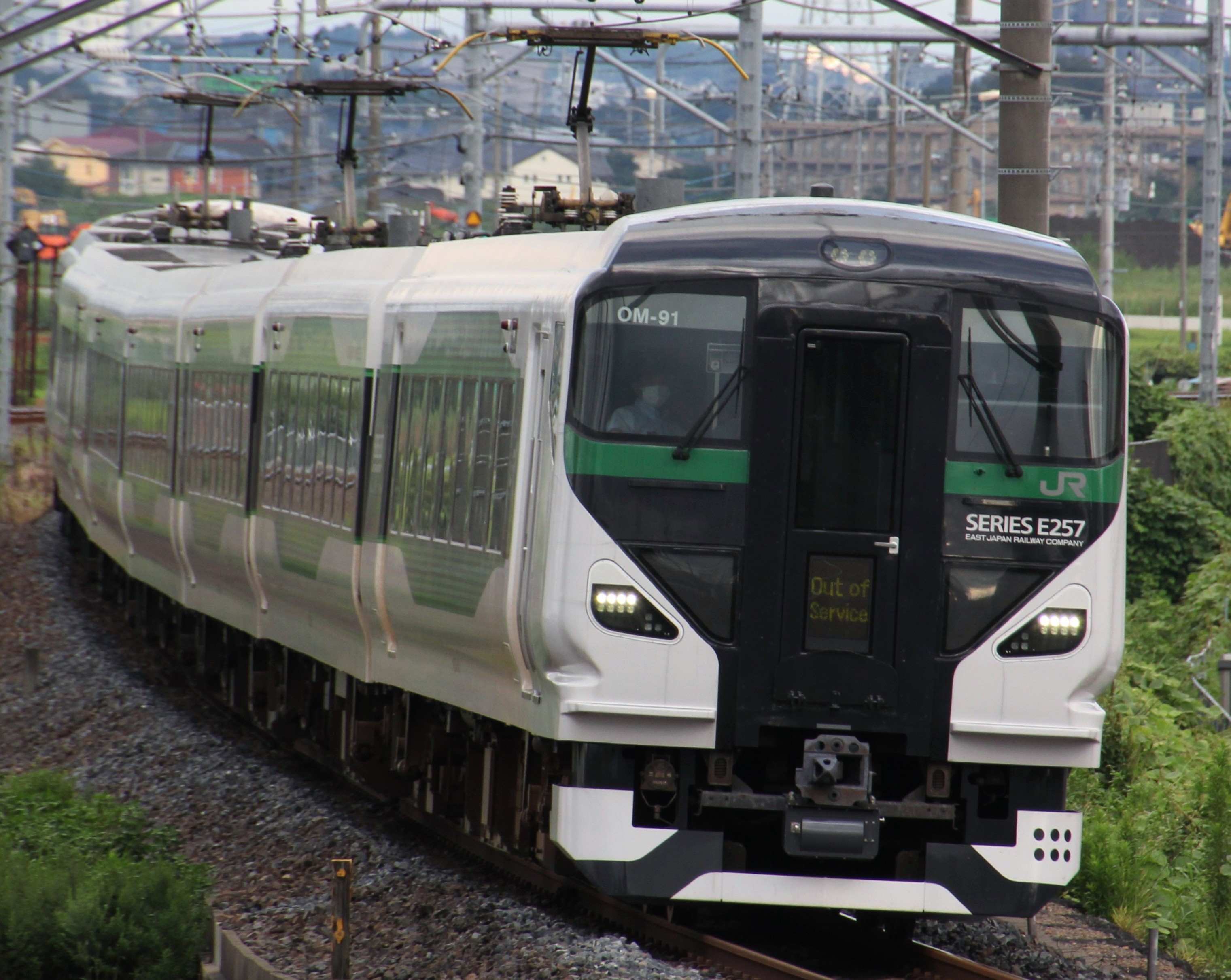
5000番台貫通型先頭車

直流区間内の臨時列車（波動輸送）に使用されていた185系の置き換えを目的として、0番台に転用改造及び機器更新が施されて落成した。2021年（令和3年）に9両編成3本が長野総合車両センターで改造され、大宮総合車両センター東大宮センターに配置された。
リニューアルにあたり、基本的な設備は2000番台をベースに、外板色は爽やかさ、エネルギッシュ、環境、抑揚、流れをイメージした白地に緑色■を基調としたものに変更された。クハE257-5100は自動幌があった場所に塞ぎ板が設置され、非貫通となった。
車内には1号車、9号車に荷物置き場と各客室の防犯カメラの設置、カーテンや普通車の側小天井パネルの交換などが行われたが、それ以外は種車と同仕様になっている。

#### 編成（5000番台）
号車表記は便宜上のもので、中央本線特急など一部列車では号車が逆転することがある。
|      | ← 松本新宿 → ← 伊豆急下田・熱海東京・黒磯 → |               |               |                 |               |               |               |               |               |
|      |                                             |               |               |                 |               |               |               |               |               |
| 号車 | 1                                           | 2             | 3＜           | 4               | 5             | 6＜           | 7             | 8＜           | 9             |
| 形式 | クハE256-5000                               | モハE256-5100 | モハE257-5100 | サロハE257-5000 | サハE257-5000 | モハE257-6000 | モハE256-5000 | モハE257-5000 | クハE257-5100 |

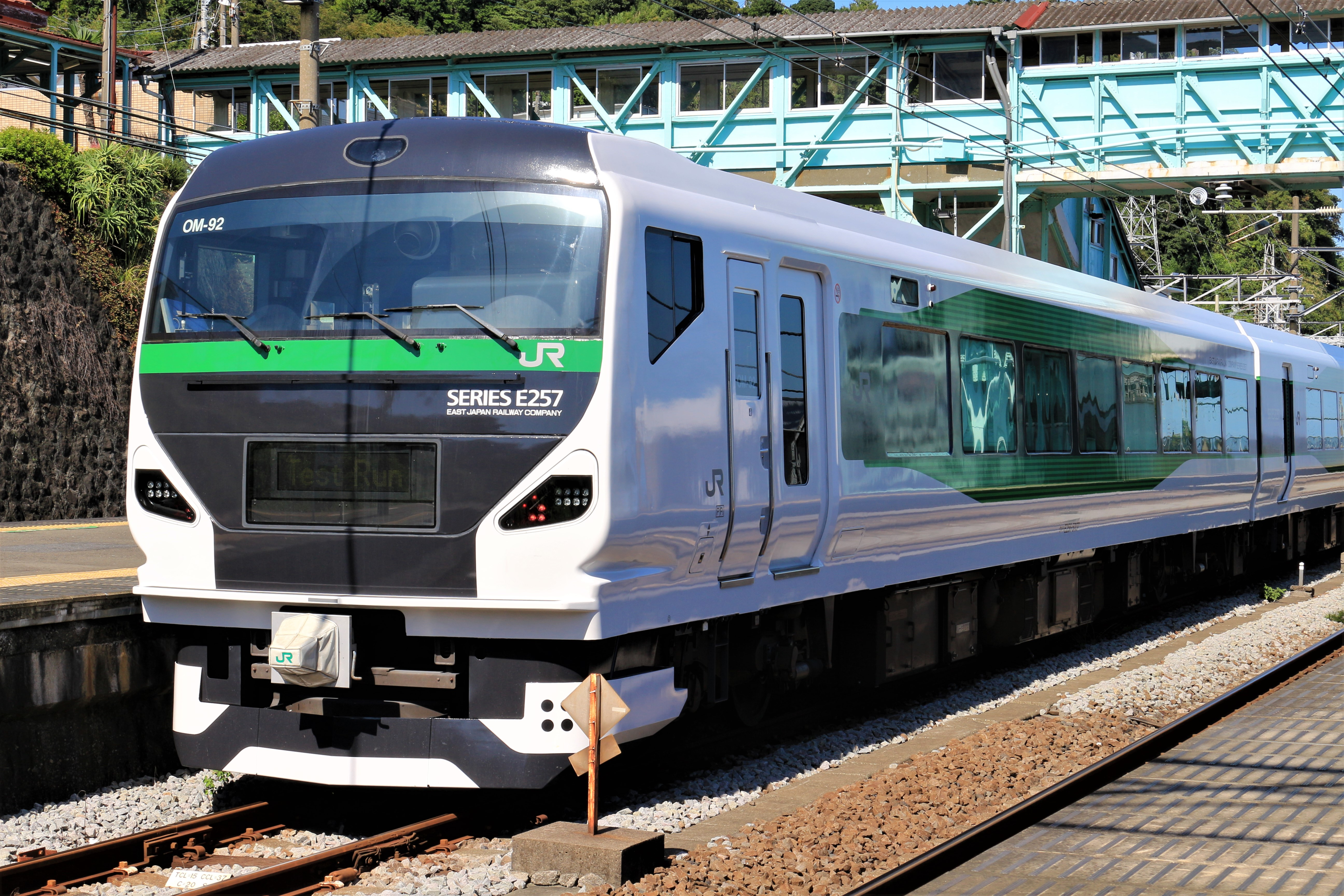
クハE256形5000番台
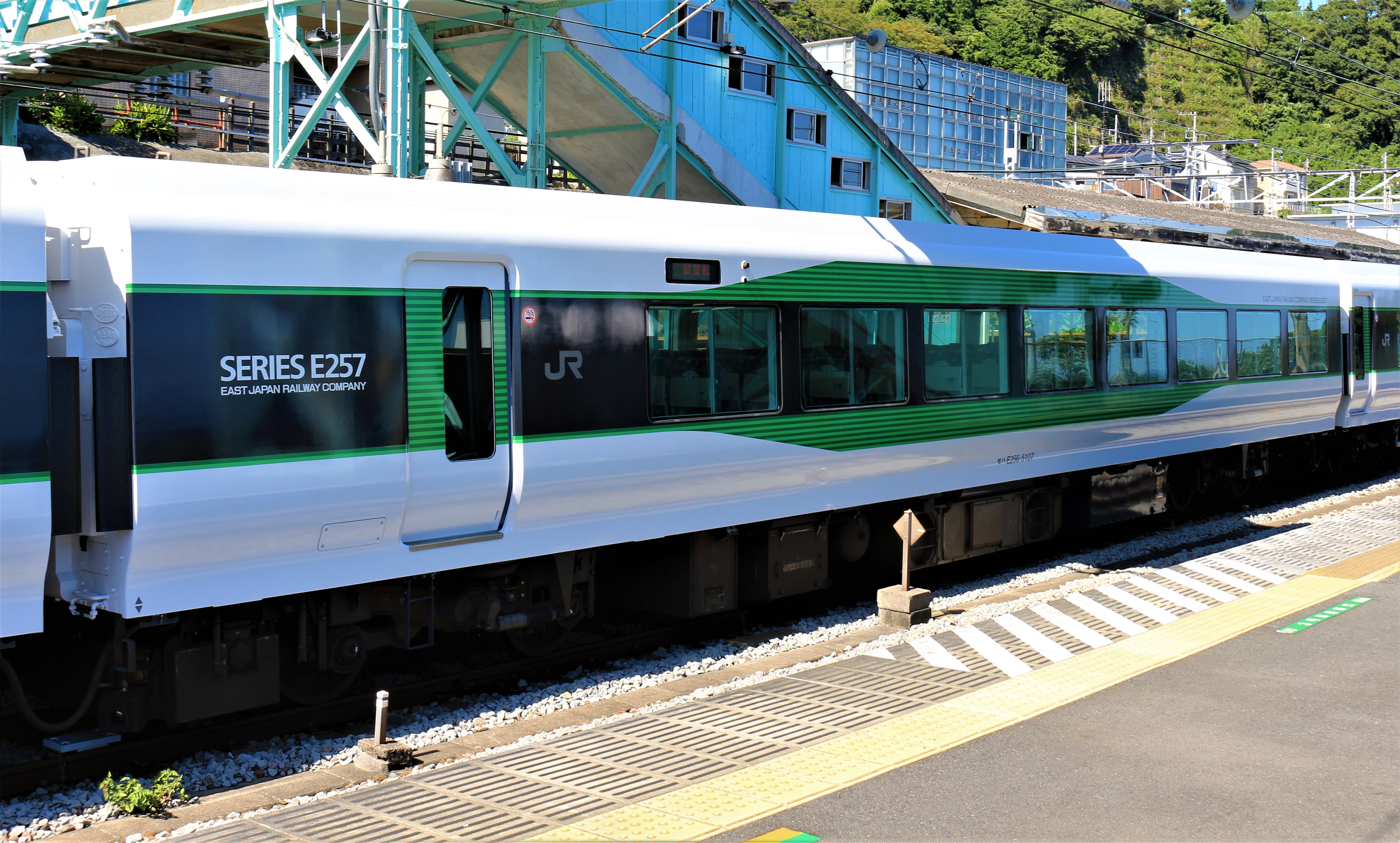
モハE256形5100番台
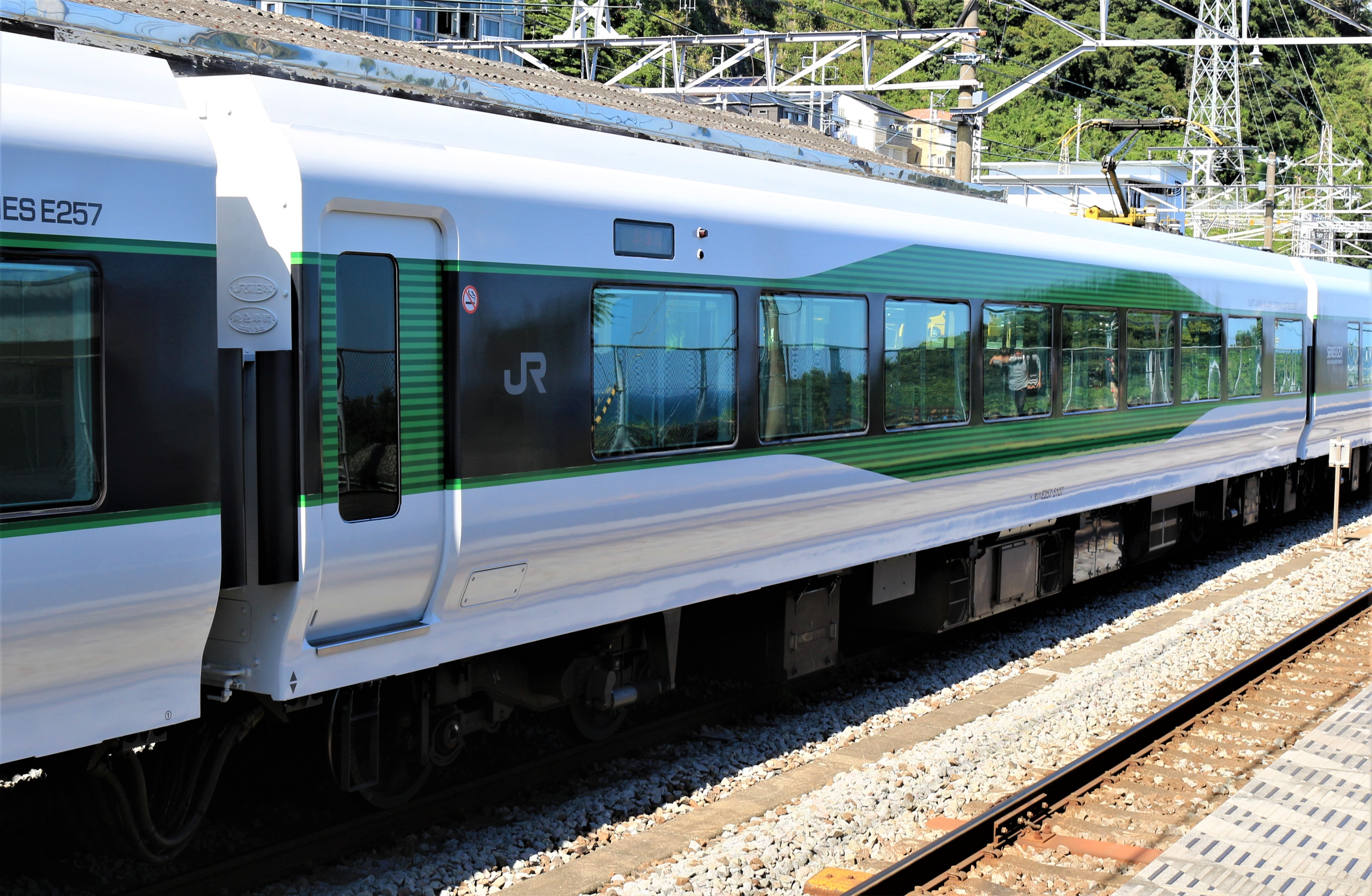
モハE257形5100番台
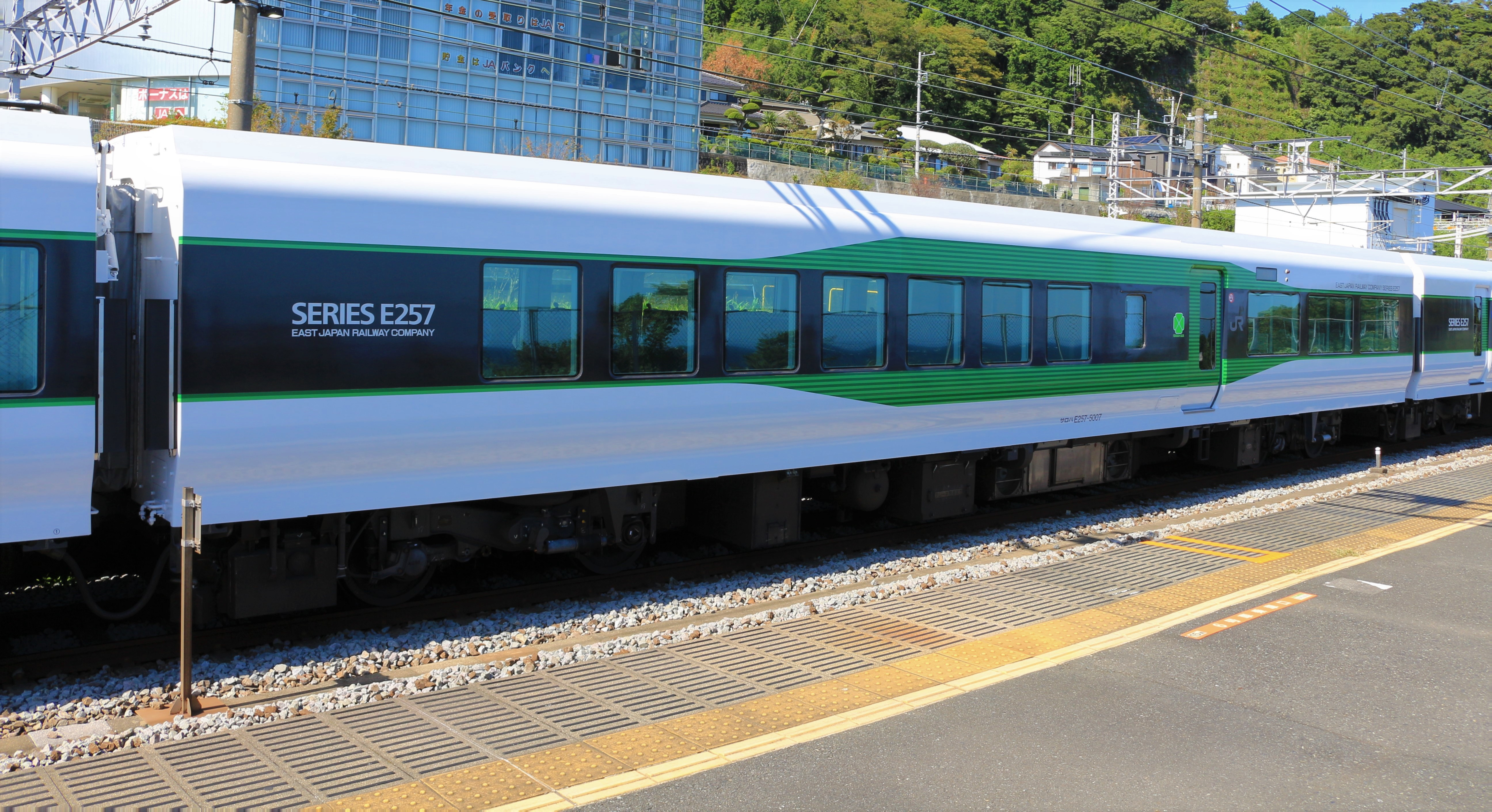
サロハE257形5000番台
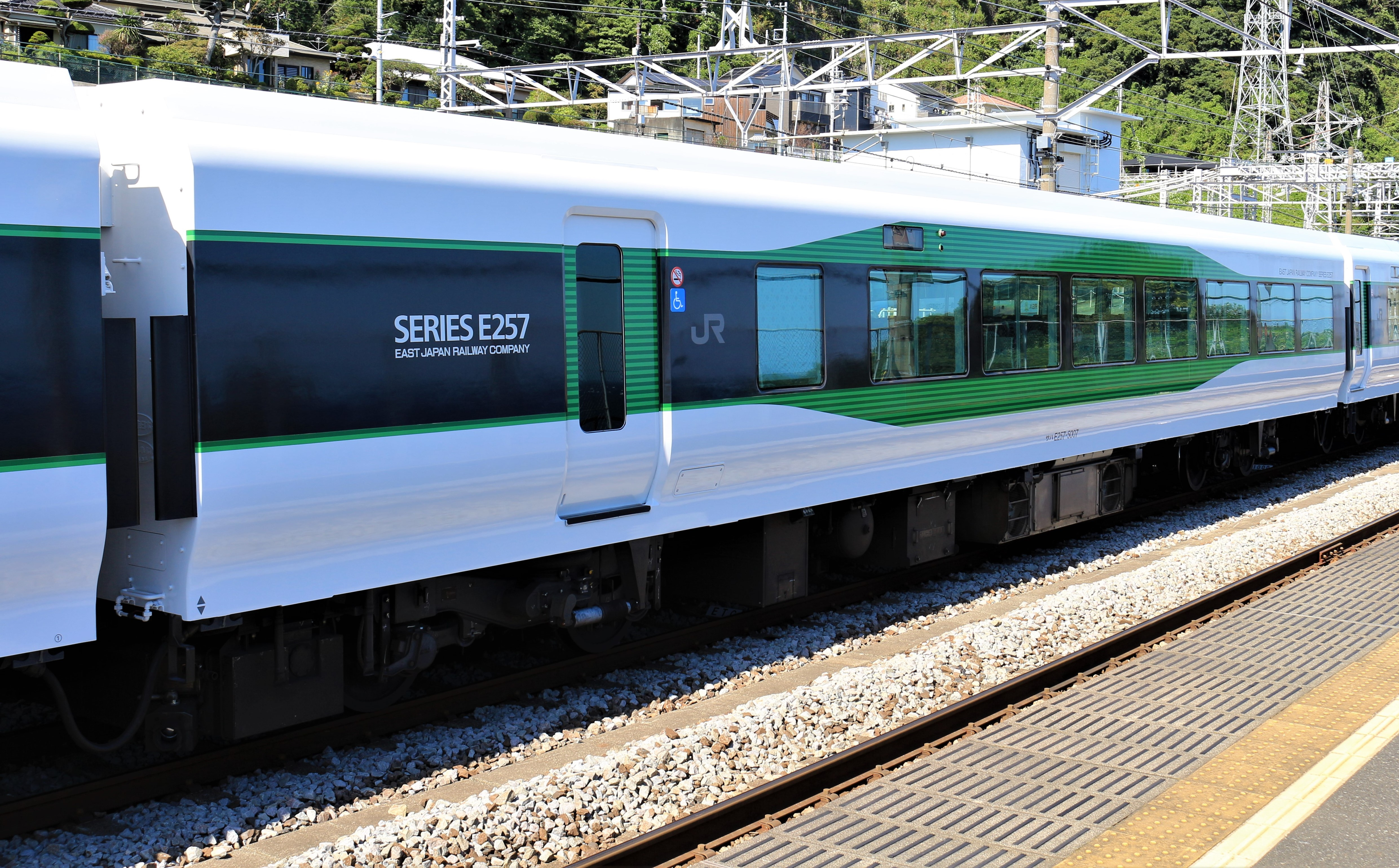
サハE257形5000番台
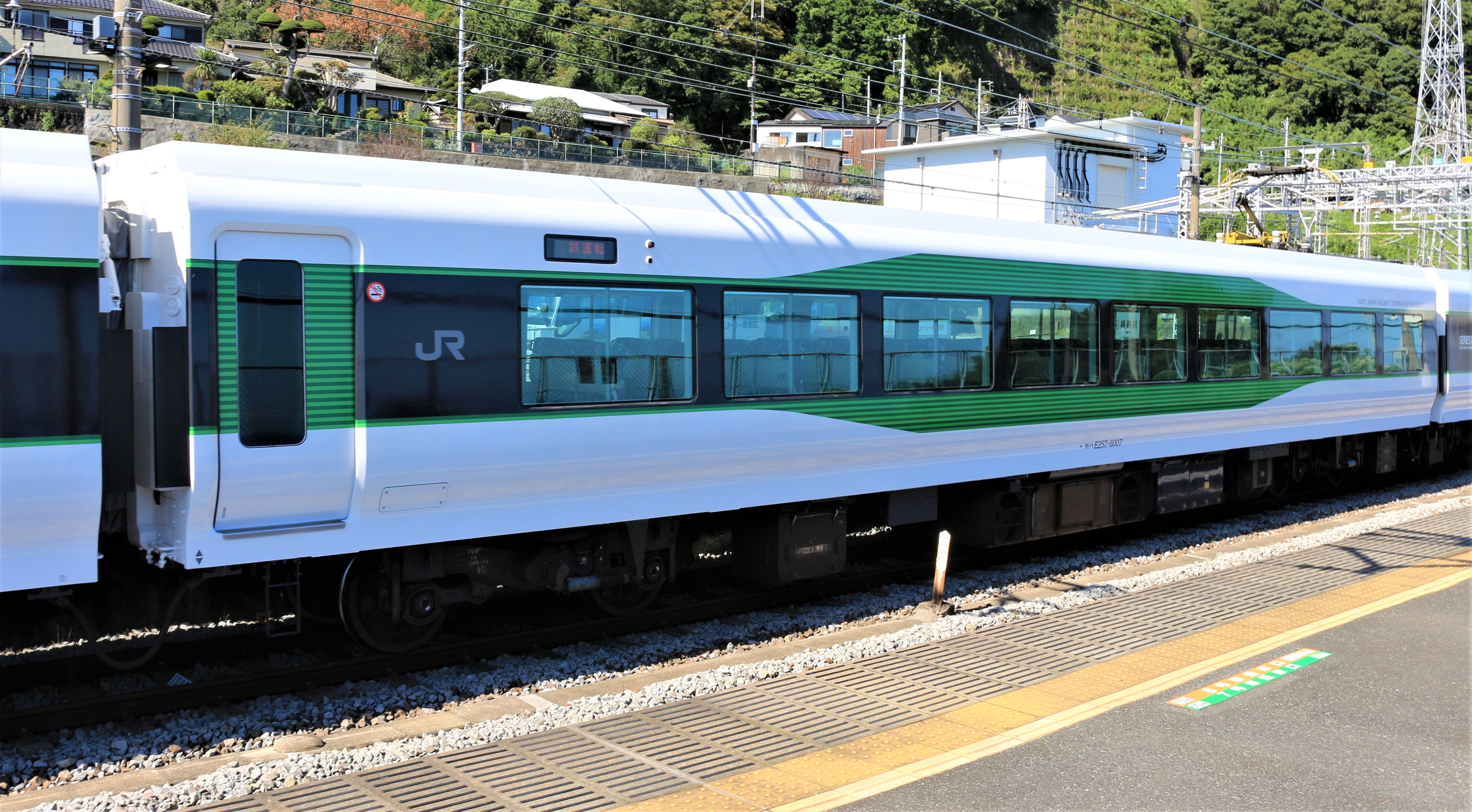
モハE257形6000番台
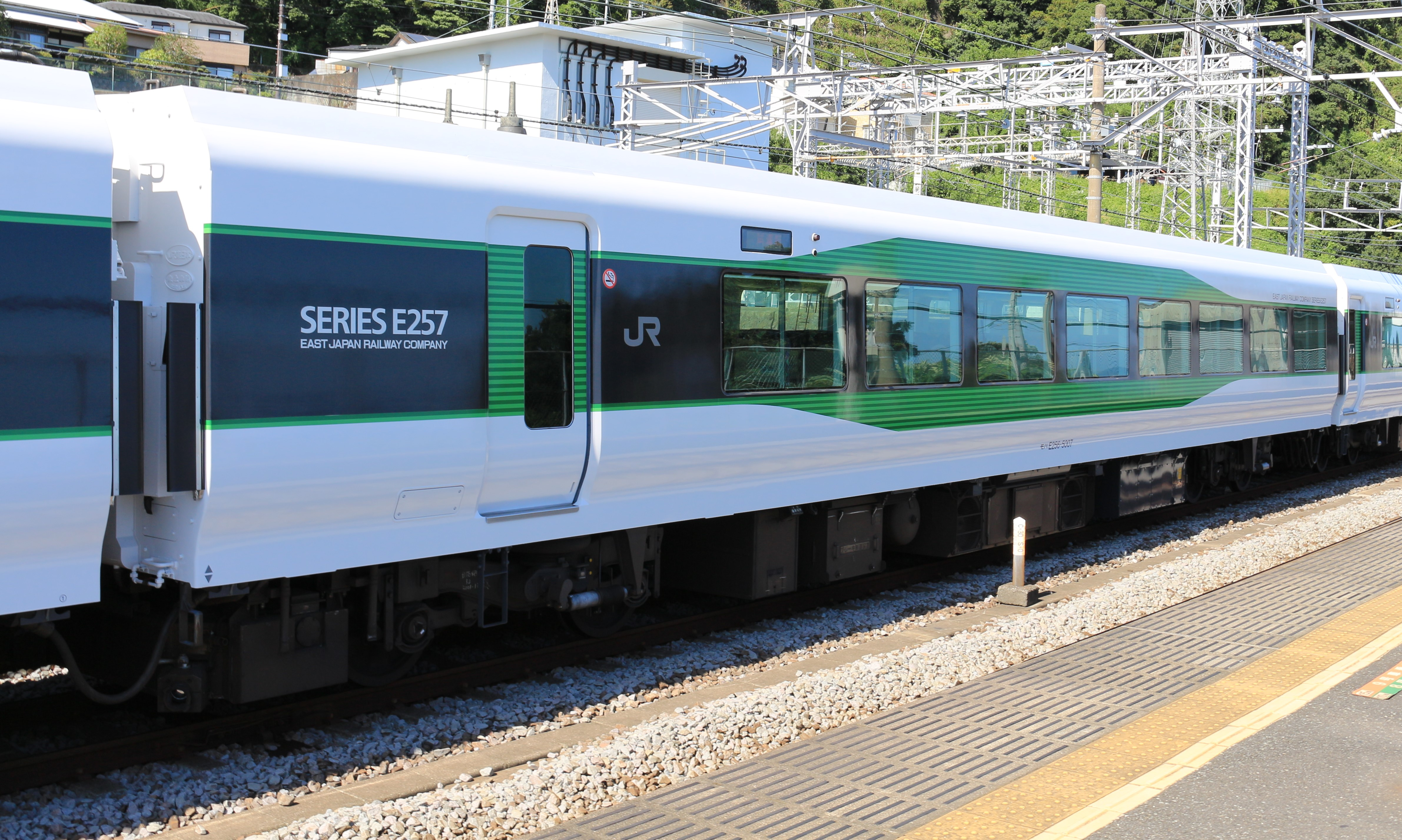
モハE256形5000番台
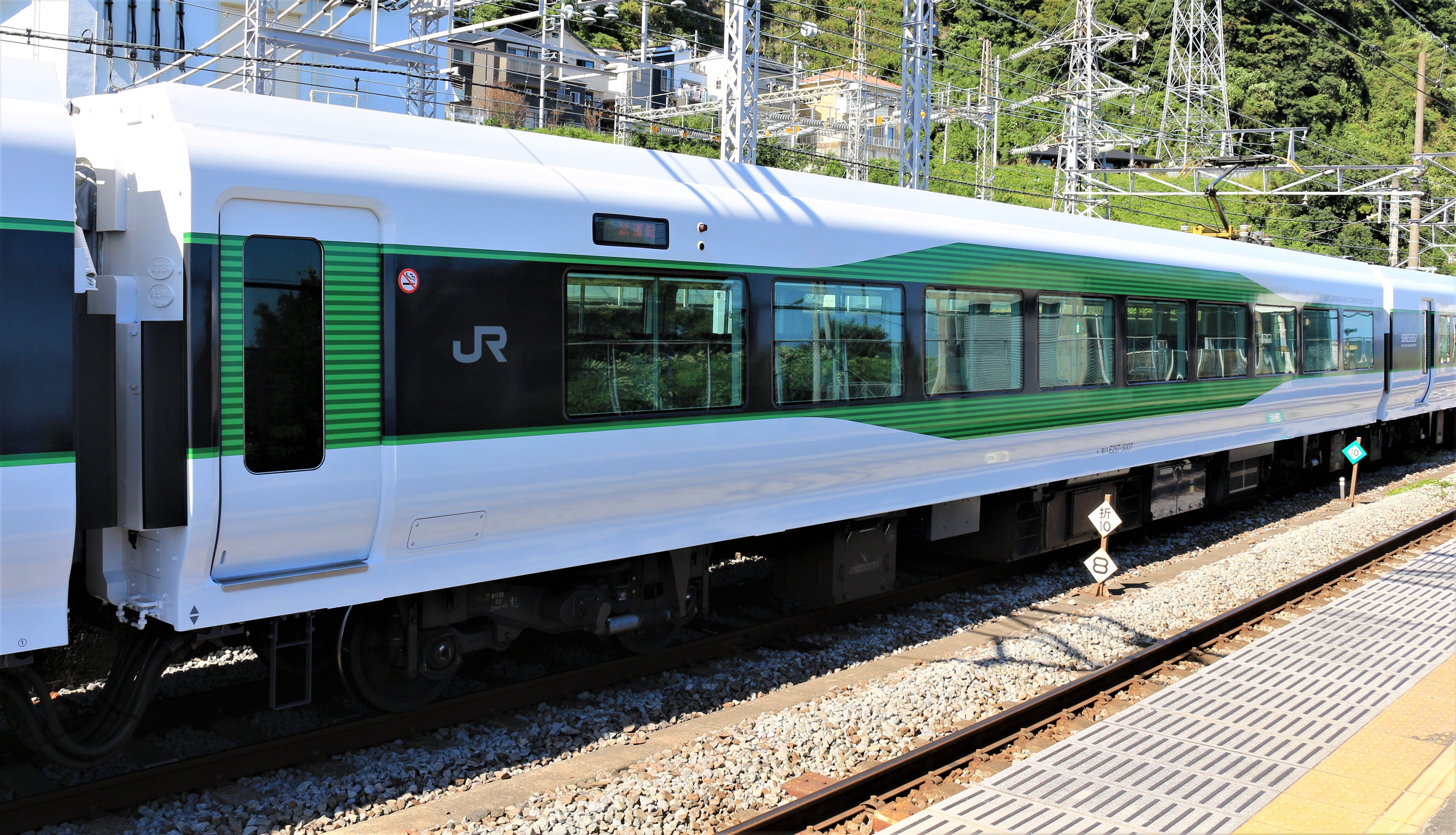
モハE257形5000番台
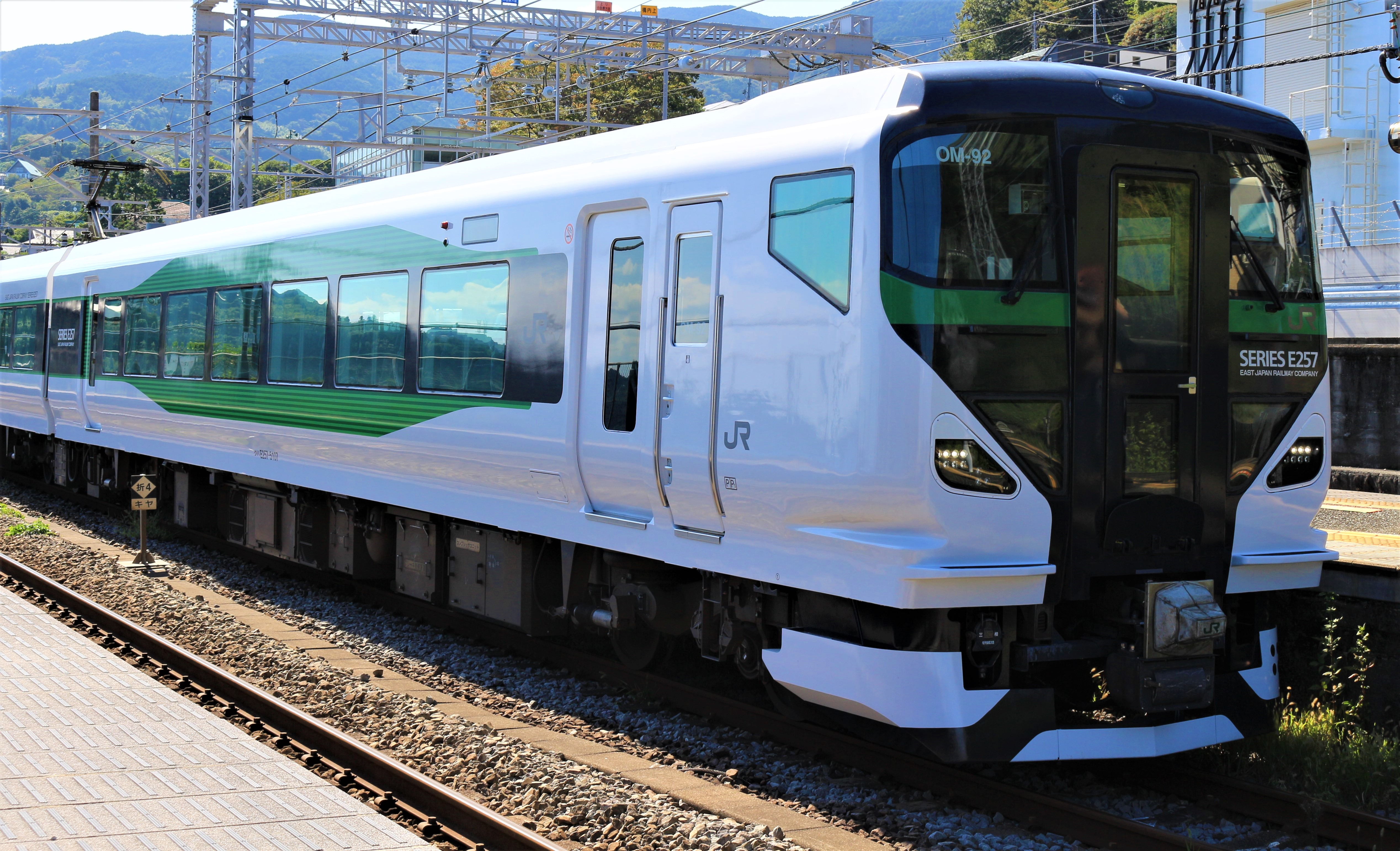
クハE257形5100番台

#### 編成表（5000番台）
| 編成名 | 竣工           | 改造施工             | 旧編成 | 備考 |
| ------ | -------------- | -------------------- | ------ | ---- |
| OM-91  | 2021年5月24日  | 長野総合車両センター | M-105  |      |
| OM-92  | 2021年8月20日  | 長野総合車両センター | M-107  |      |
| OM-93  | 2021年12月17日 | 長野総合車両センター | M-111  |      |

### 5500番台
5000番台と同様の波動輸送用として、500番台に転用改造及び機器更新が施されて誕生した番台区分。2021年（令和3年）から2022年（令和4年）にかけて5両編成5本が秋田総合車両センターで改造され、大宮総合車両センター東大宮センターに配置された。
リニューアルにあたっては5000番台と同じく、基本的な設備は2500番台をベースに、外板色は爽やかさ、エネルギッシュ、環境、抑揚、流れをイメージした白地に緑色■を基調としたものに変更された。車内については各客室への防犯カメラ設置やカーテンや普通車の側小天井パネルの交換などが行われたが、それ以外は種車と同仕様となっている。

#### 編成（5500番台）
|      | ← 上野高崎・長野原草津口 → ← 松本・熱海黒磯 → |               |               |               |               |
|      |                                               |               |               |               |               |
| 号車 | 1                                             | 2＜           | 3             | 4＜           | 5             |
| 形式 | クハE256-5500                                 | モハE257-6500 | モハE256-5500 | モハE257-5500 | クハE257-5500 |

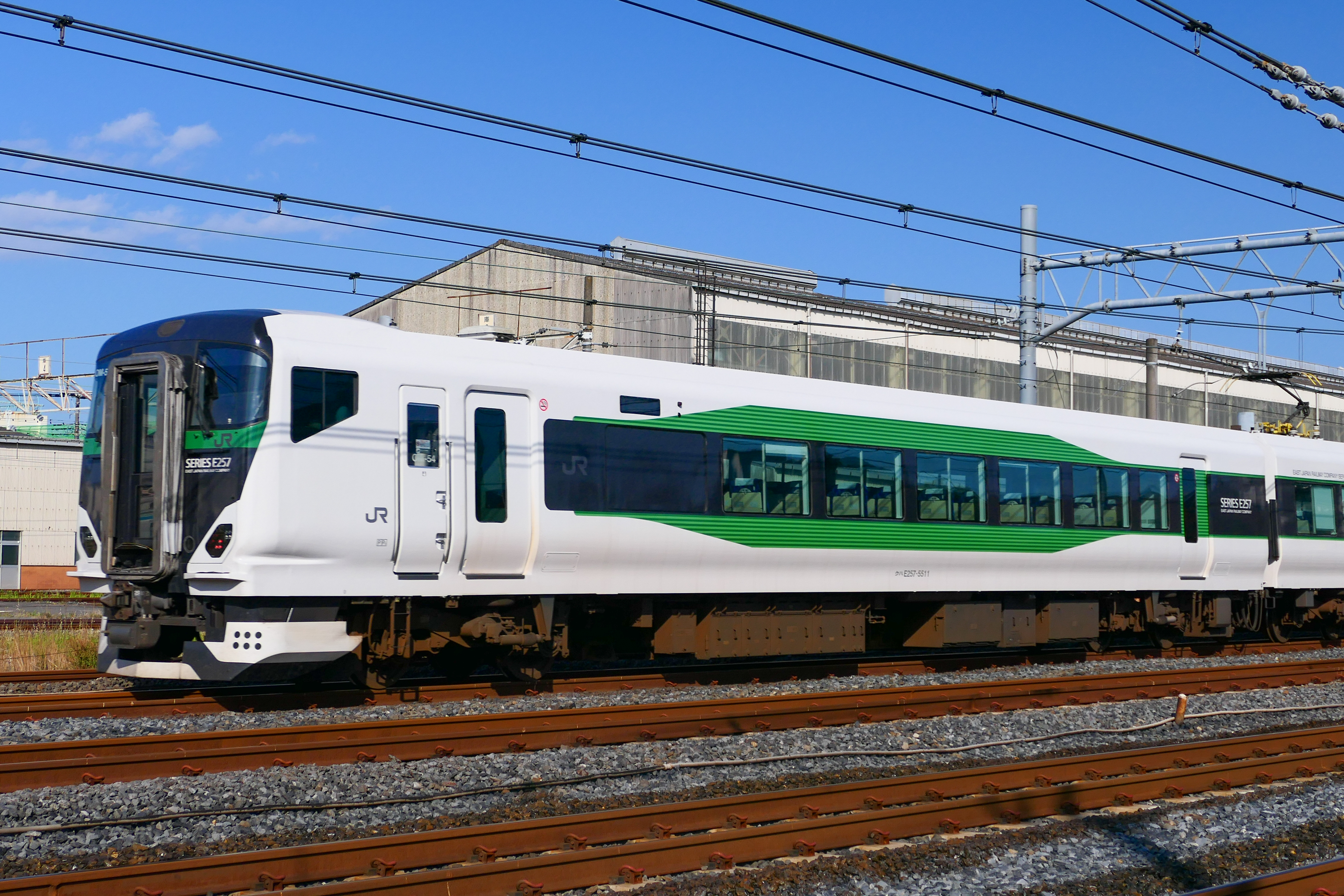
クハE257形5500番台
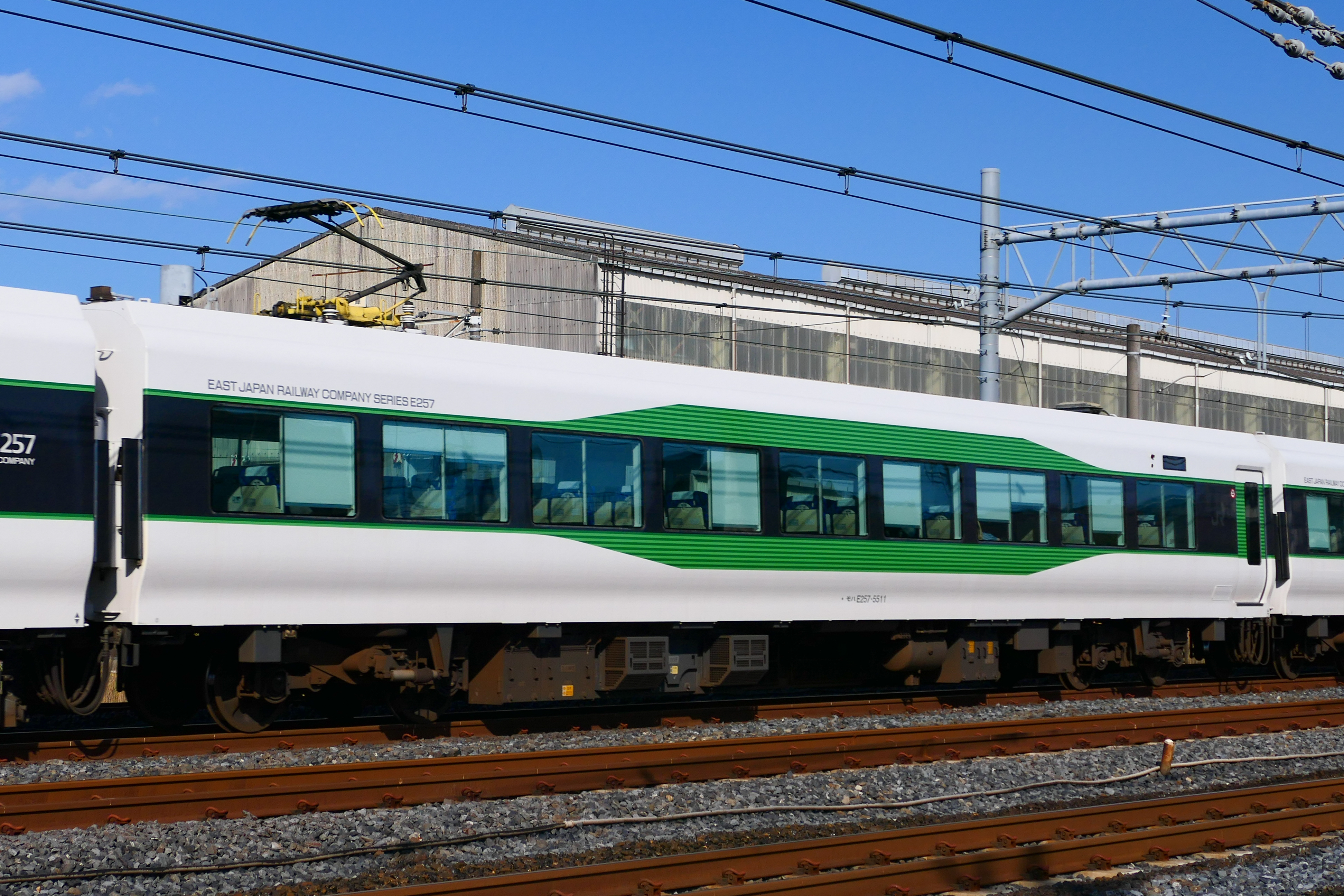
モハE257形5500番台
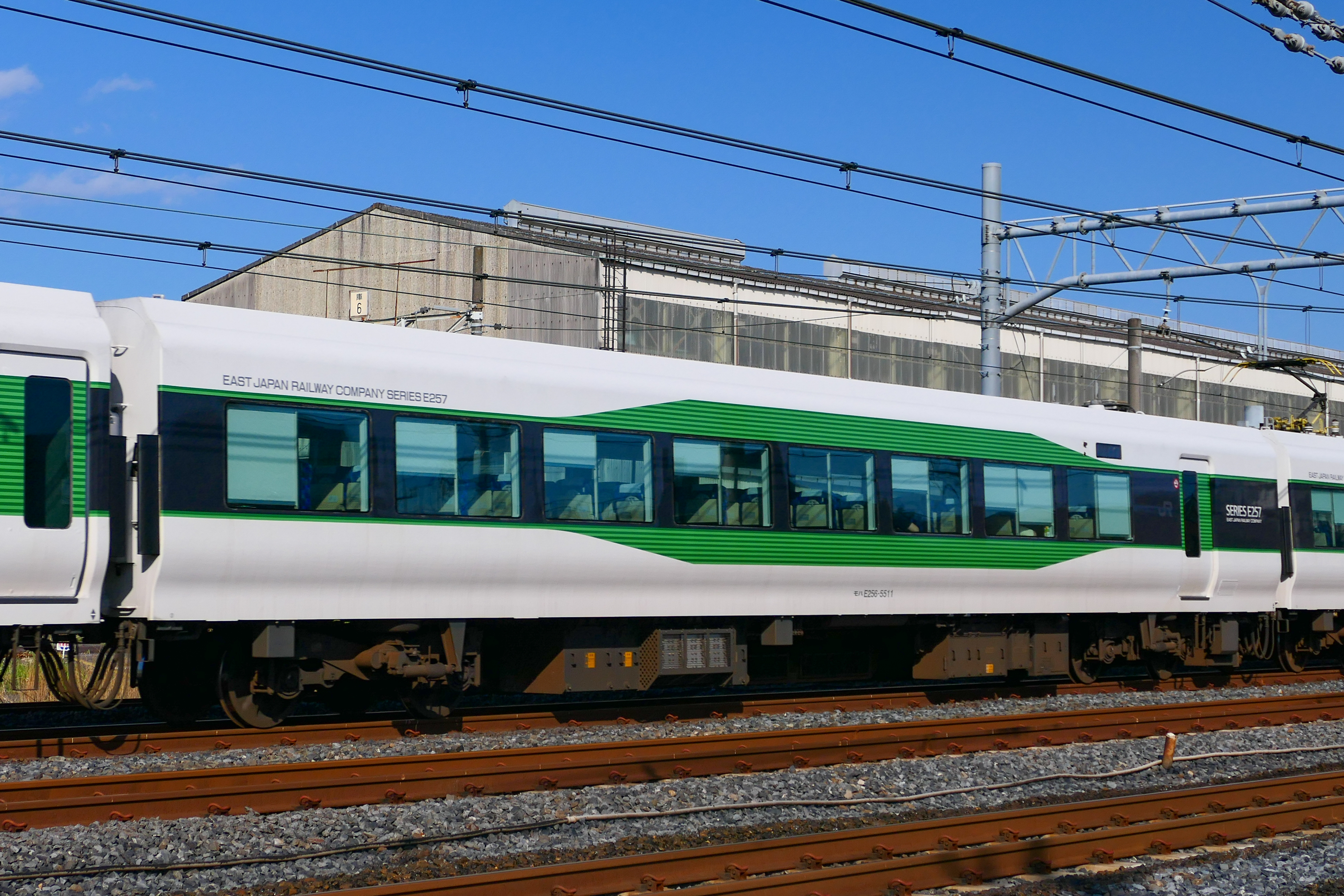
モハE256形5500番台
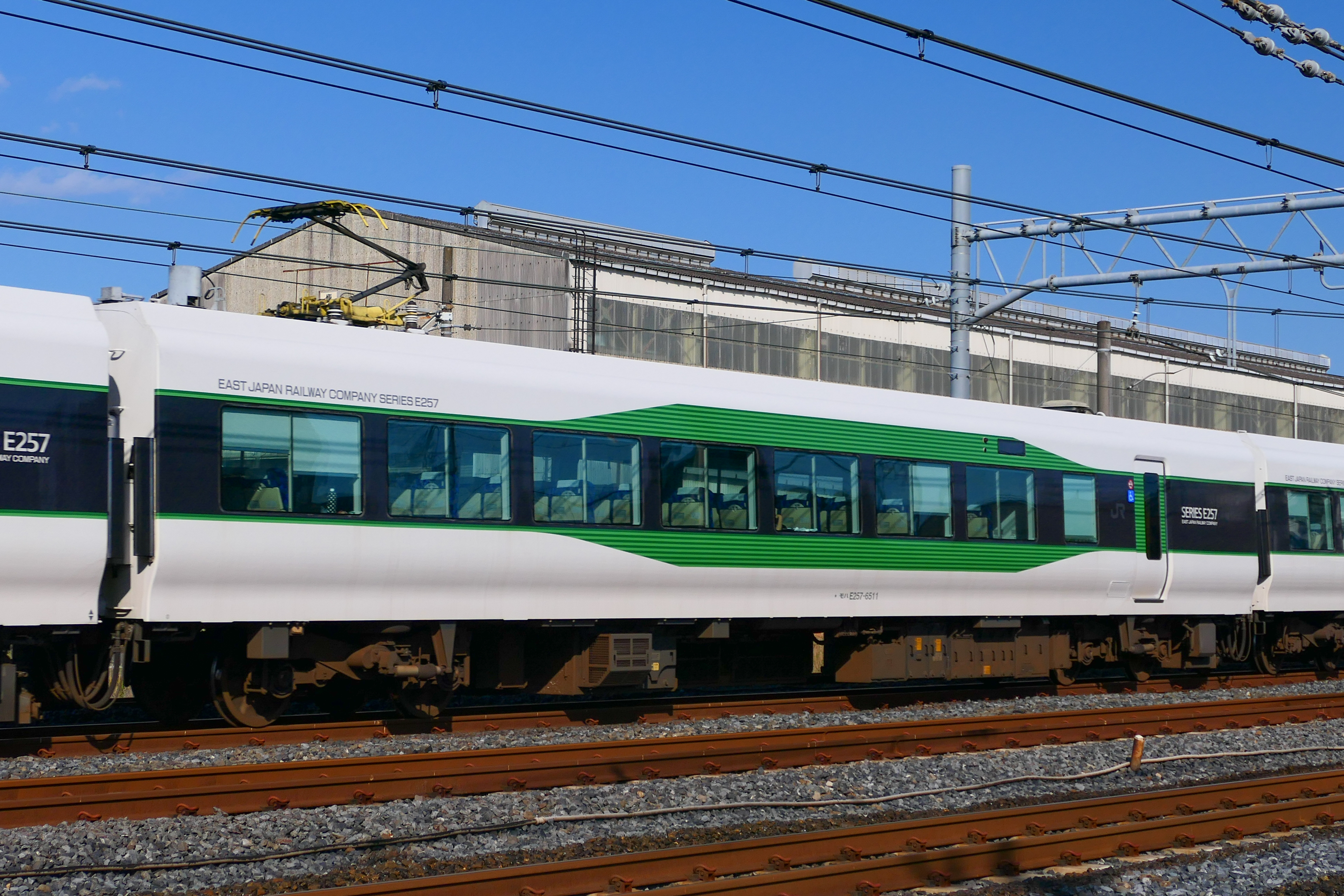
モハE257形6500番台
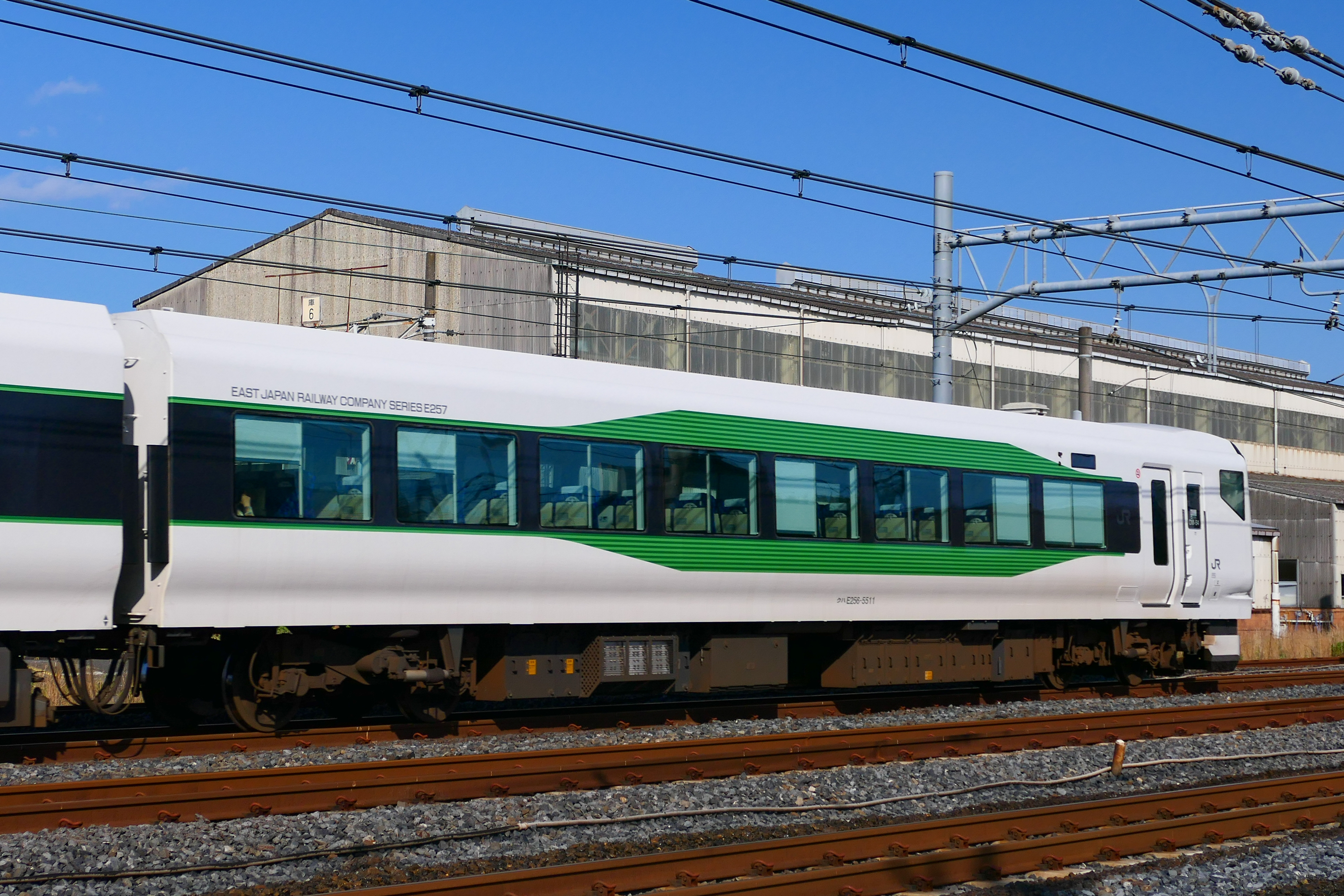
クハE256形5500番台
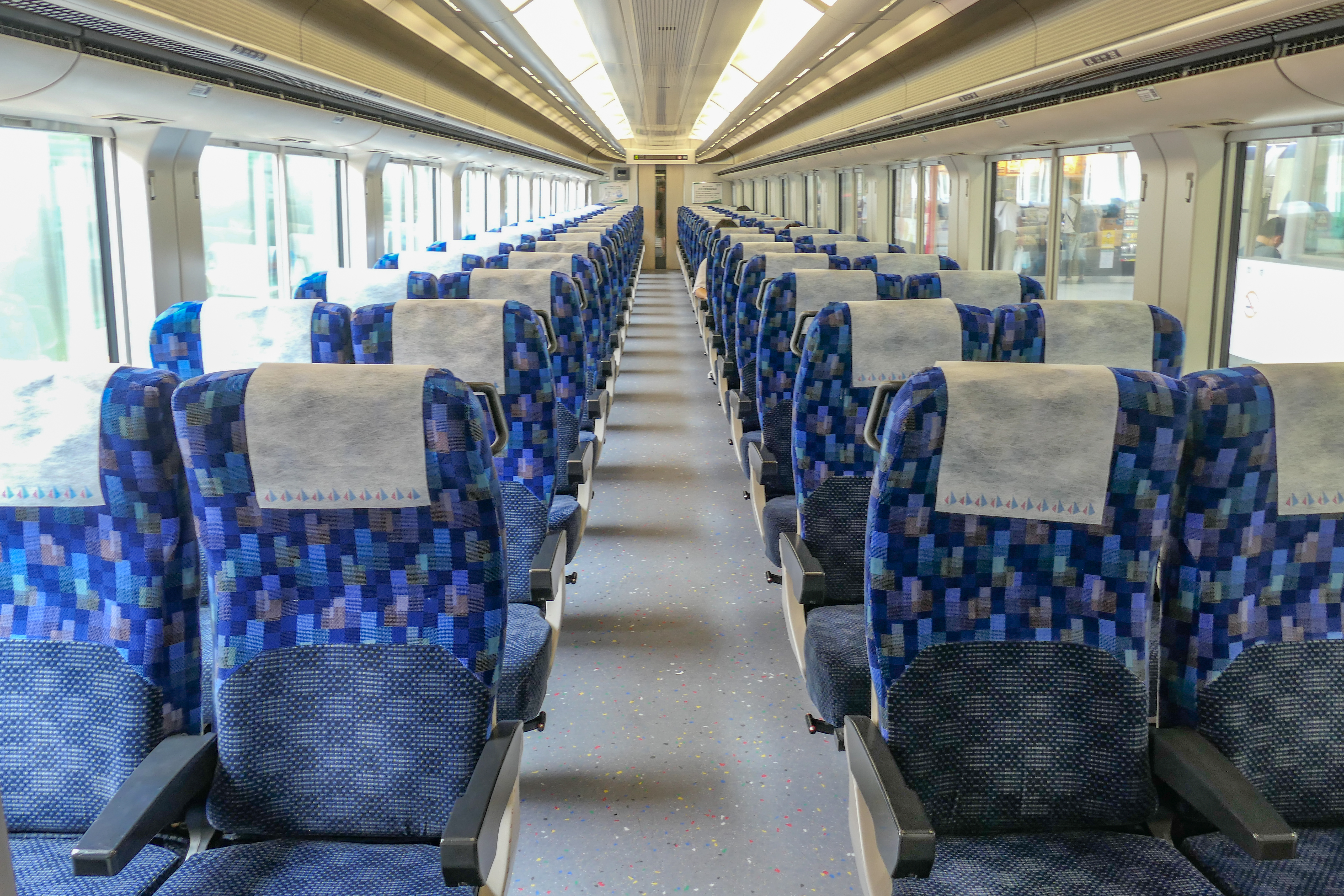
車内
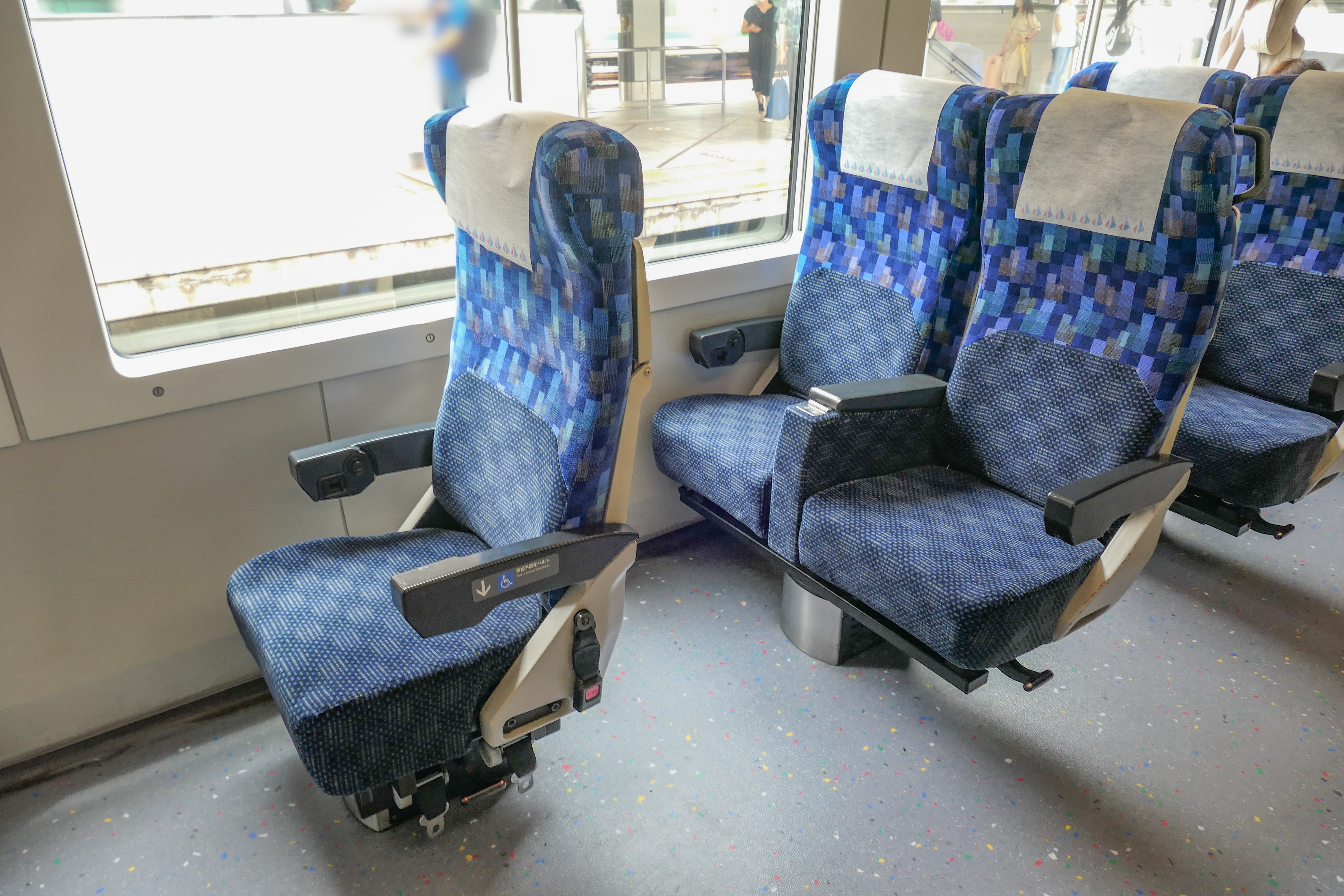
座席
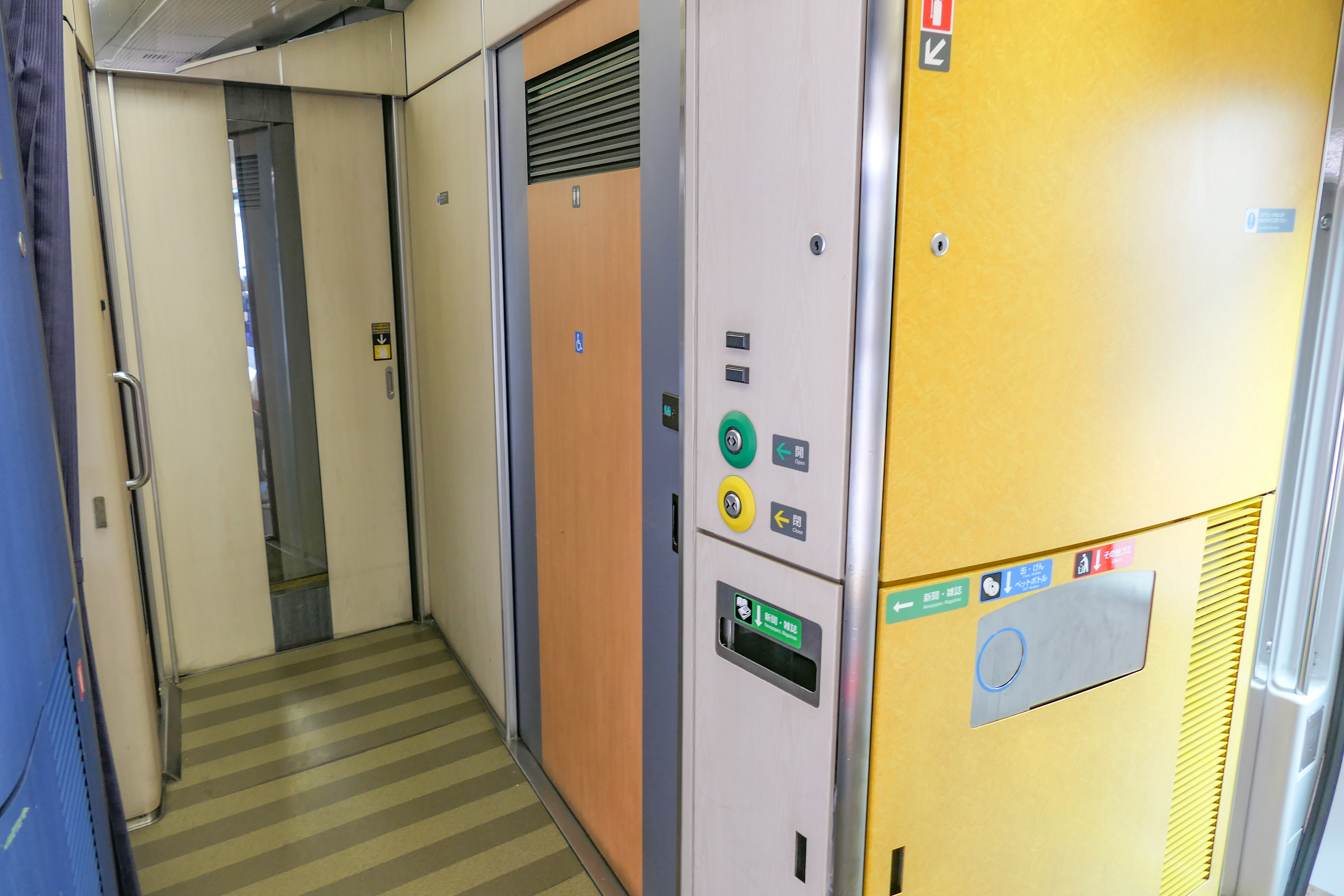
車内デッキ

#### 編成表（5500番台）
| 編成名 | 竣工          | 改造施工             | 旧編成 | 備考 |
| ------ | ------------- | -------------------- | ------ | ---- |
| OM-51  | 2021年8月16日 | 秋田総合車両センター | NB-08  |      |
| OM-52  | 2021年5月18日 | 秋田総合車両センター | NB-09  |      |
| OM-53  | 2021年10月7日 | 秋田総合車両センター | NB-10  |      |
| OM-54  | 2022年1月12日 | 秋田総合車両センター | NB-11  |      |
| OM-55  | 2022年4月2日  | 秋田総合車両センター | NB-12  |      |

## 運用

### 0番台
導入から定期運用終了まで「あずさ」「かいじ」「中央ライナー」「青梅ライナー」などの中央東線の特急列車・ライナーを中心に運用されていた。
間合い運用では、篠ノ井線松本 - 信越本線長野間を結ぶ快速列車にも1日1往復充当されていたほか、東海道線の「湘南ライナー」「おはようライナー新宿」「ホームライナー小田原」に充当されていた時期もあった。
ダイヤの乱れや車両故障などの理由によりE351系の代走として「スーパーあずさ」の運用に入ったほか、修学旅行などの団体専用列車として運用されることもあり、日光線や信越本線（現在はしなの鉄道北しなの線）黒姫駅まで入線した実績があった。
2018年（平成30年）7月1日に「あずさ」「かいじ」の一部に9両編成のE353系7本（63両）が投入されたことにより運用を減らし、2019年3月16日のダイヤ改正で中央東線の特急用車両が一部の臨時列車を除き全てE353系に統一されたことにより、定期運用を終了した。その後は前述の通り基本編成は2000番台と5000番台に改造、付属編成は廃車となって0番台は2021年に消滅した。5000番台に改造された編成は定期運用終了後改造されるまでの間、臨時列車としてあずさや新宿さざなみなどに充当された。

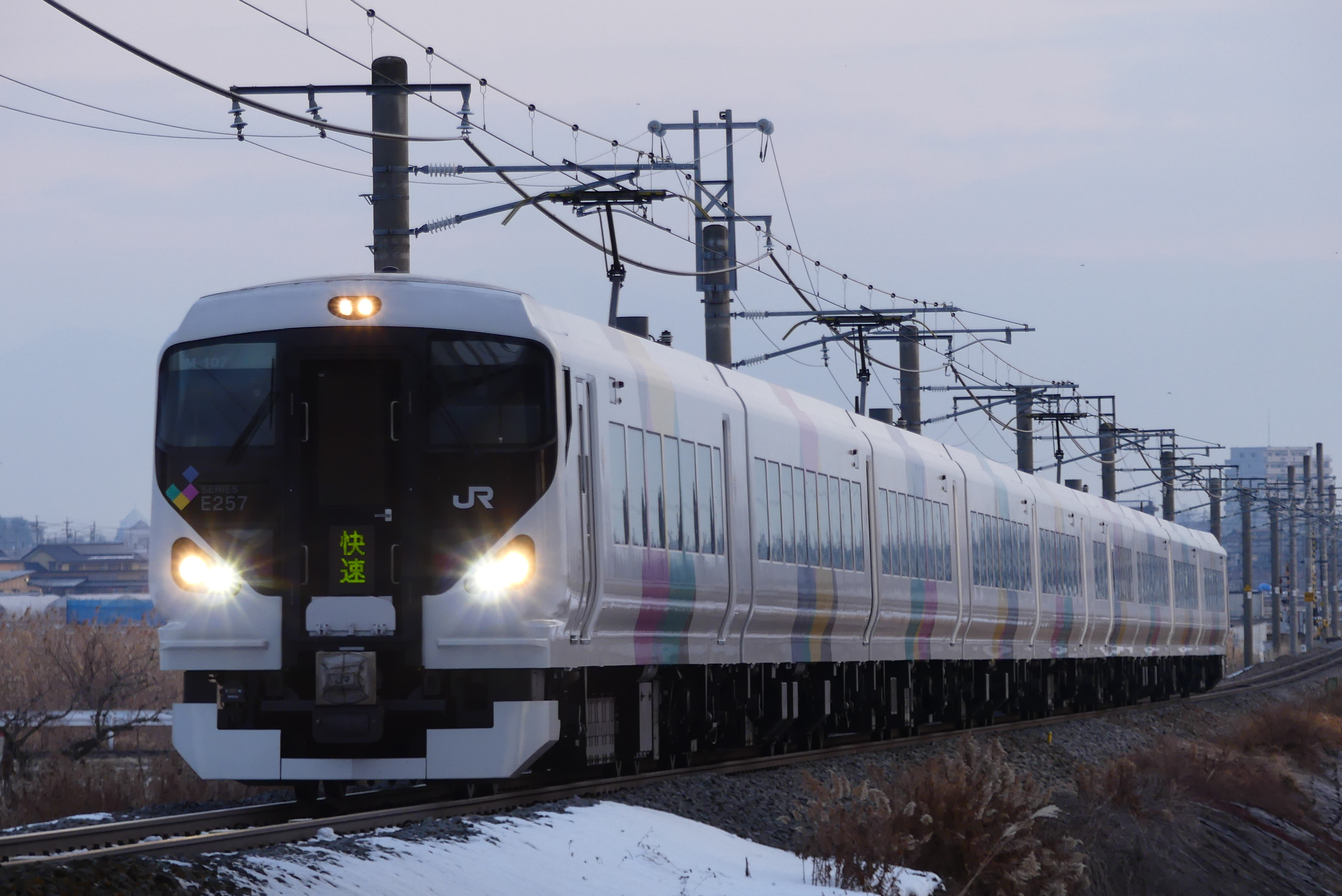
篠ノ井線快速で運用される0番台

### 500番台
房総地区の特急列車のほか、以前は間合い運用で早朝の鹿島線の一部普通列車や横須賀線の「おはようライナー逗子」「ホームライナー逗子」「ホームライナー千葉」にも使用されていた。
房総特急の縮小に伴って余剰が発生し、関東地方を中心とした多くの臨時列車で使用されるようになった。2018年（平成30年）3月17日のダイヤ改正以降は、5両編成のまま「あずさ」「かいじ」の臨時列車や「ホリデー快速富士山」（後の「富士回遊」）、「ホリデー快速鎌倉」などでも運用されていたが「ホリデー快速鎌倉」の運用は2021年9月が最後となった。

### 2000番台
2020年（令和2年）3月14日ダイヤ改正で、2000番台（基本編成）が185系で運用される特急「踊り子」のうち、東京 - 伊豆急下田間1.5往復と伊豆急下田→池袋間1本、土休日はそれに加え、新宿→伊豆急下田間1本と伊豆急下田→東京間1本に投入された。2021年（令和3年）3月13日ダイヤ改正までに「踊り子」運用を当系列で統一したほか「湘南ライナー」に代わって新たに運転される特急「湘南」にも投入された。
また、2024年（令和6年）には新宿 - 白馬間で運転された臨時特急アルプスに充当され、中央本線・篠ノ井線・大糸線などに入線した。

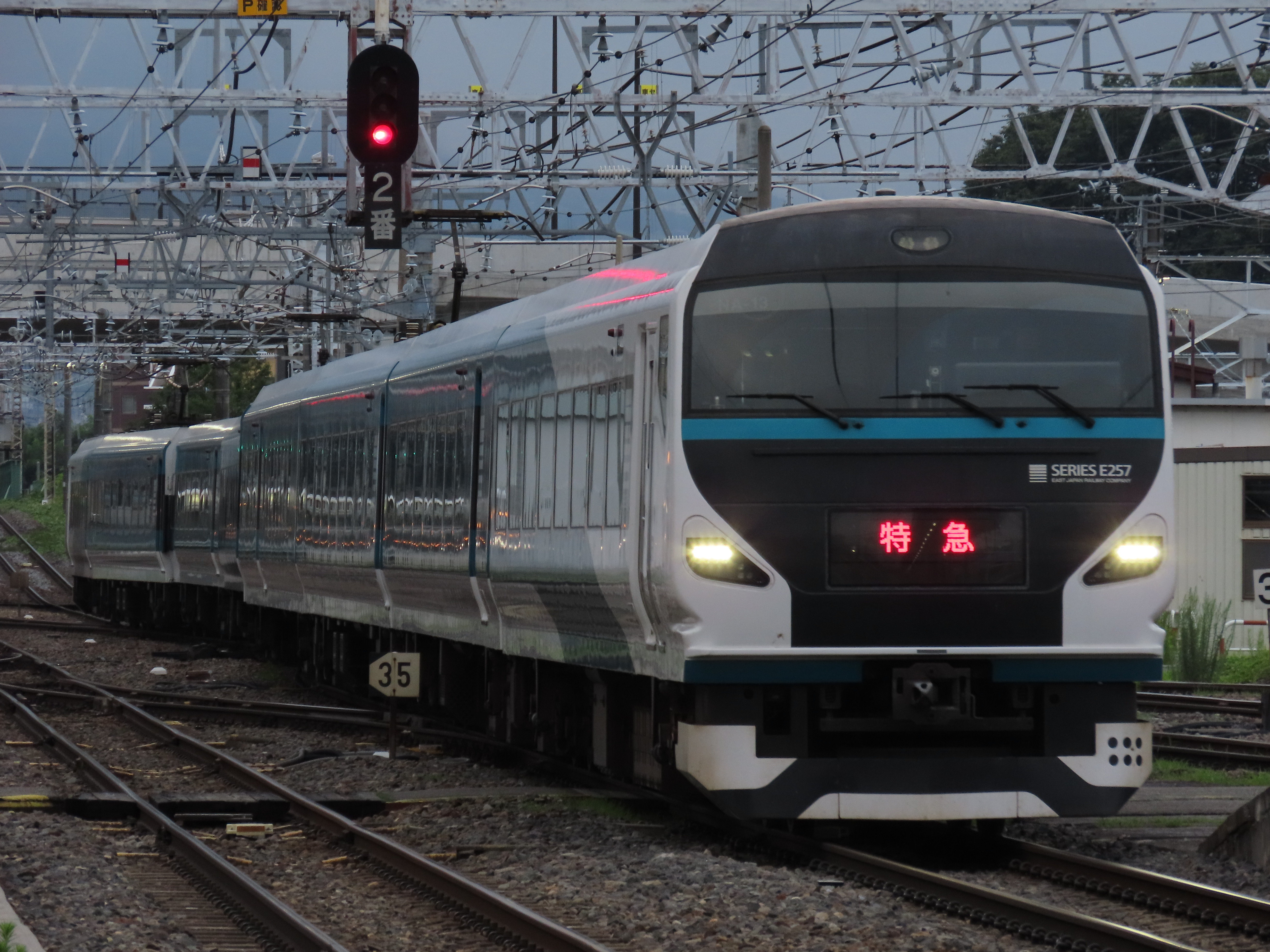
臨時特急アルプスで運用されるE257系2000番台

### 2500番台
2021年（令和3年）3月13日ダイヤ改正で、修善寺駅発着の「踊り子」や「湘南」に投入され、運用を開始した。
2023年（令和5年）3月18日のダイヤ改正からは651系で運用されていた特急「あかぎ」や「草津・四万」の後継車両として運用を開始した5500番台と共通で運用されている。

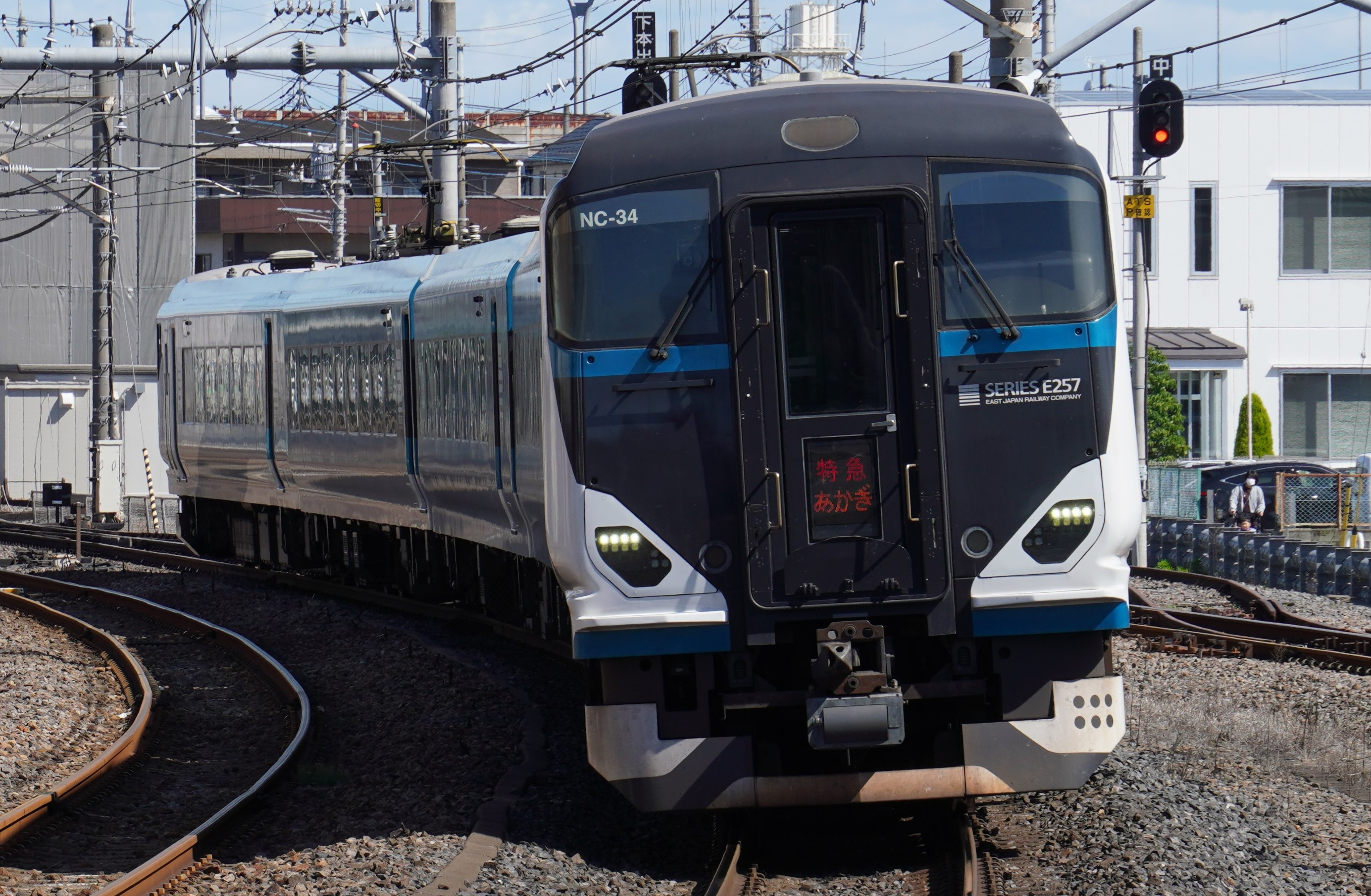
「あかぎ」で運用される2500番台

### 5000番台
定期運用は設定されておらず、臨時列車や団体臨時列車のみで運用される。
2021年（令和3年）8月12日に臨時特急「さざなみ」91号で営業運転を開始した。同年12月からは臨時特急「あずさ」として新宿 - 松本間、2023年2月からは臨時特急「踊り子」として東京 - 伊豆急下田間でも運転されている。

### 5500番台
2021年（令和3年）10月2日・3日に両国駅にて開催の「ちばトレインフェスティバル」にて、185系と日付を分けてOM-52編成が展示され、同日から快速「武蔵野・青梅奥多摩号」でOM-51編成が営業運転を開始した。
運行開始当初は臨時列車や団体列車に用いられていたが、2021年にホリデー快速鎌倉において500番台を置き換えたことで定期的な運用を持つようになり、2023年3月18日のダイヤ改正では651系1000番台を置き換えて特急「あかぎ」「草津・四万」に投入され、定期運用を持つようになった。2024年3月をもって「鎌倉」（「ホリデー快速鎌倉」から特急へ格上げ）での運用を終了し、E653系1000番台に置き換えられた。現在は上述の「あかぎ」「草津・四万」のほか、臨時の「富士回遊」などに使用されている。

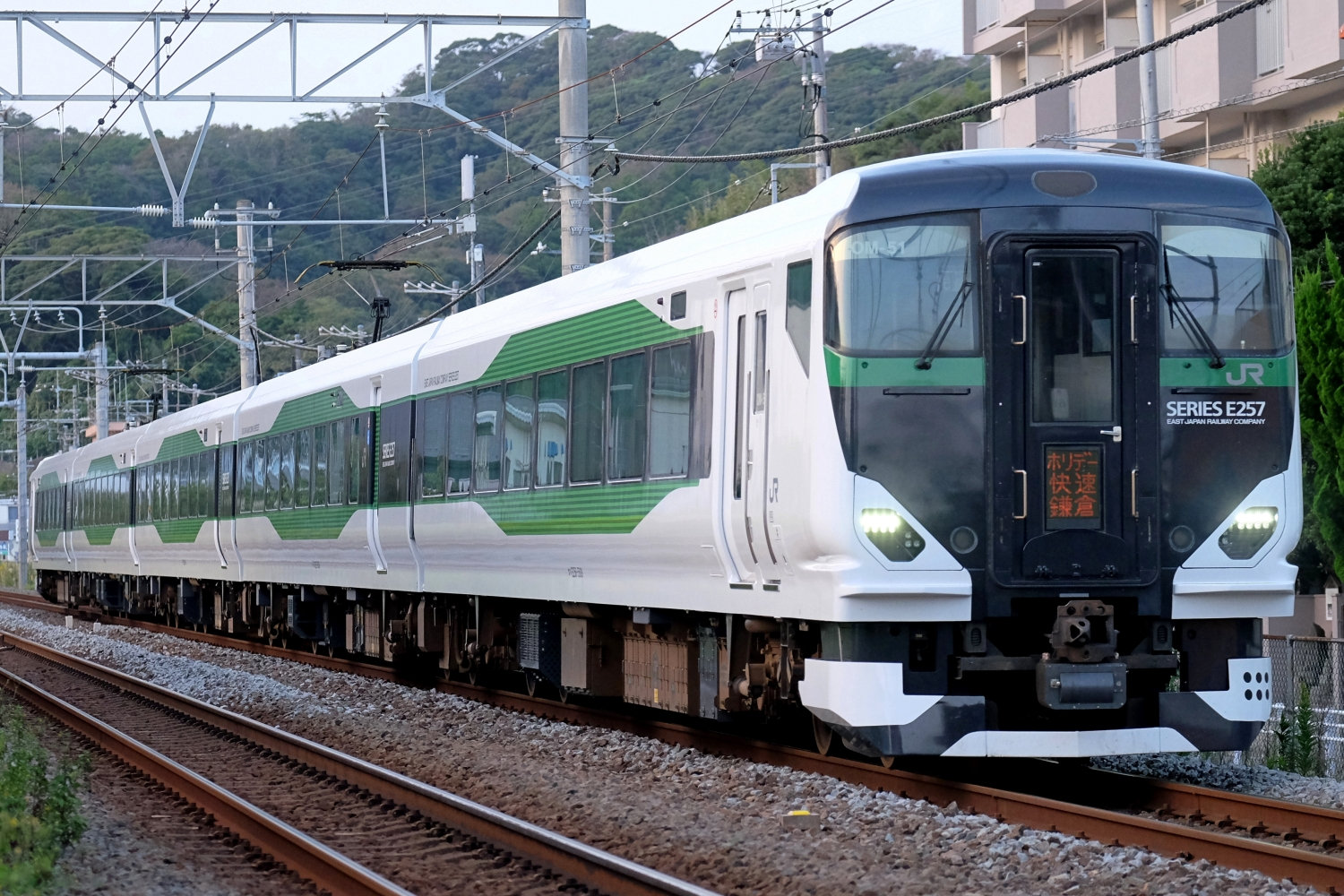
5500番台で運用されたホリデー快速鎌倉
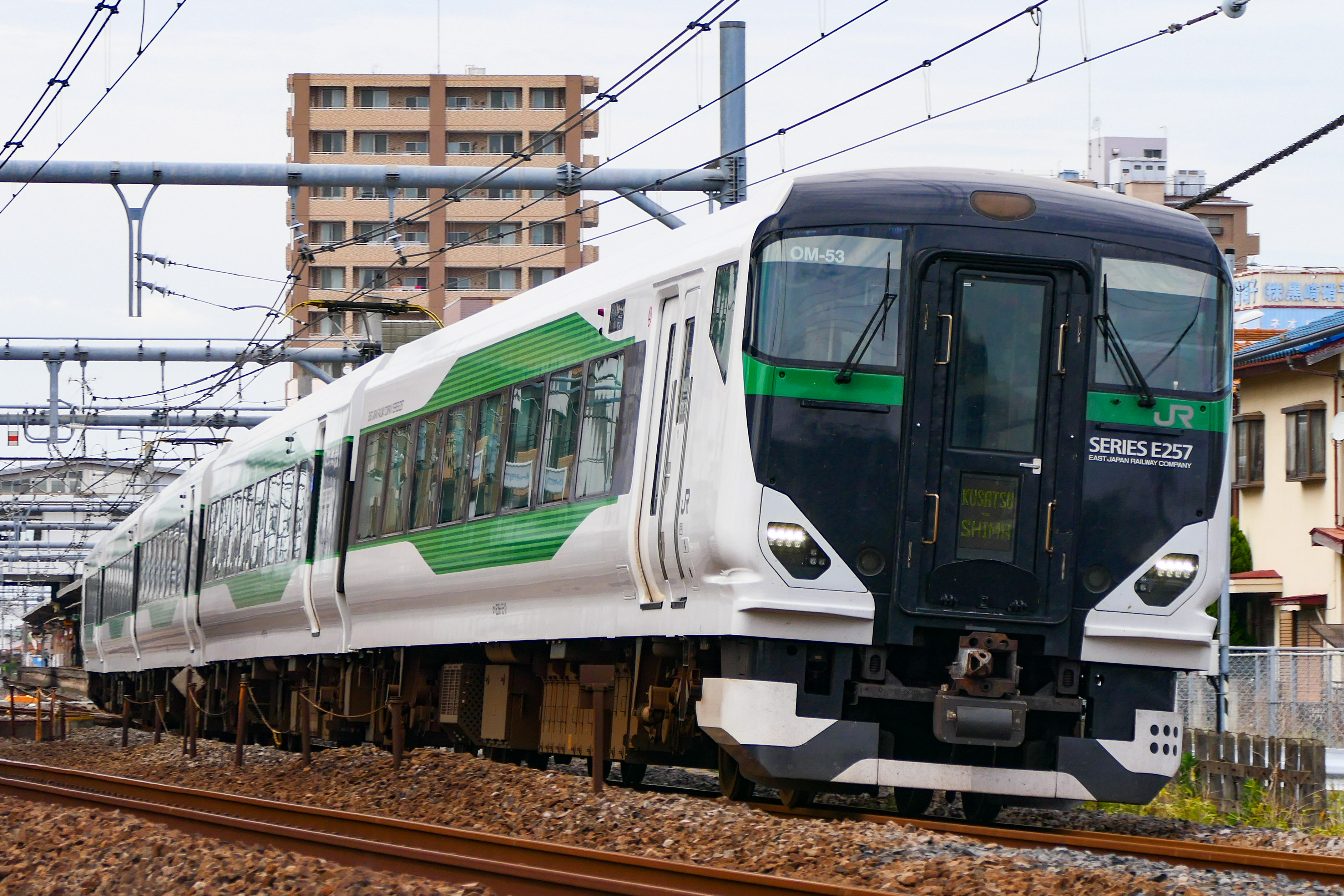
5500番台による高崎線特急「草津・四万」
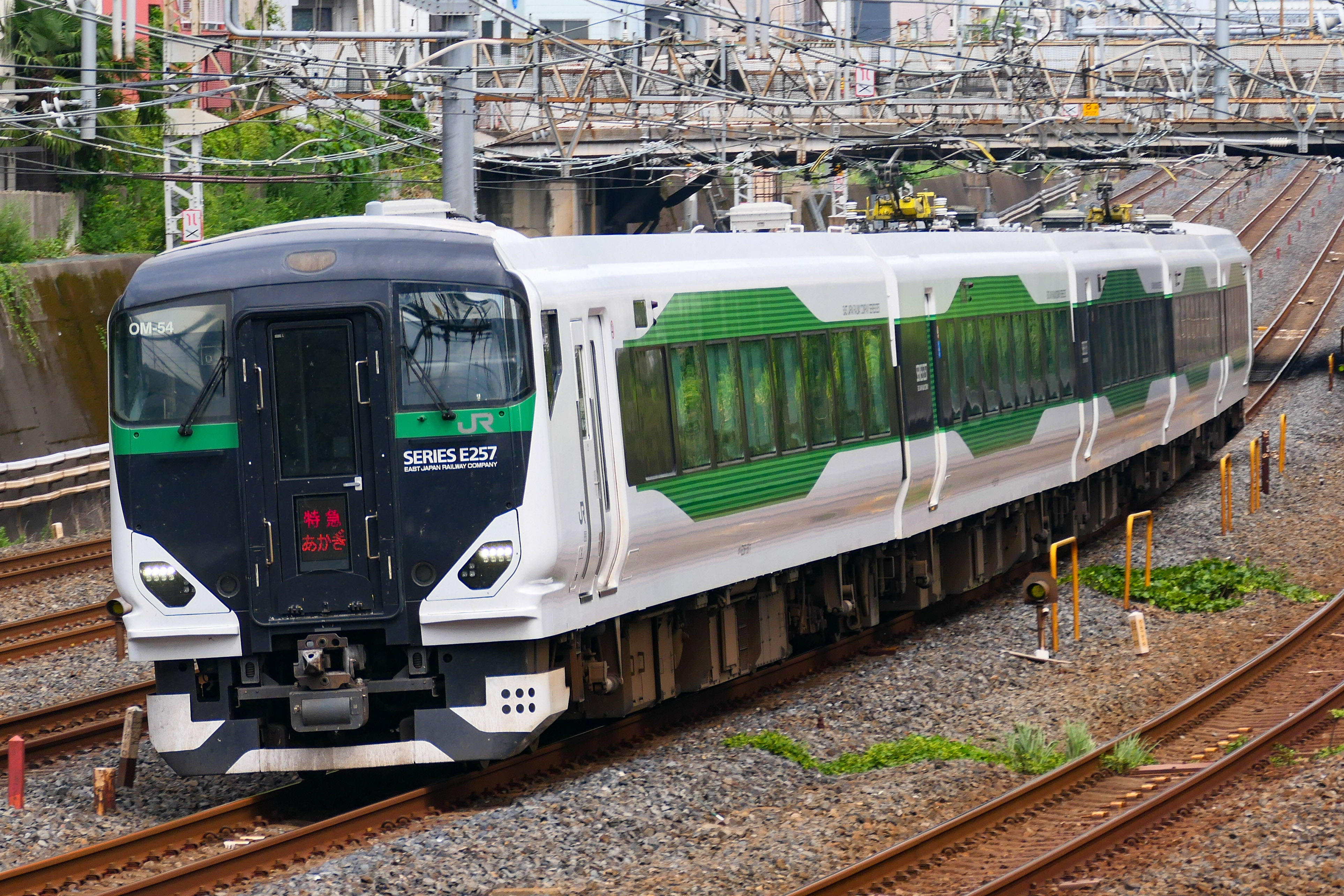
5500番台による高崎線特急「あかぎ」

## 特別装飾・ラッピング
- NHK大河ドラマ『風林火山』
  - 2007年に放映された『風林火山』に合わせて一部編成（M-116編成）の正面と側面に風林火山をイメージしたイラストのラッピングが施されており、臨時特急列車「風林火山」号に優先的に運用していた。
- デスティネーションキャンペーン「未知を歩こう。信州」
  - 2010年10月から12月まで長野県内で実施されていたデスティネーションキャンペーン「未知を歩こう。信州」のキャラクター・アルクマなどのラッピングを施した9両編成2本（M-101･111編成）が同年9月9日から12月中旬まで運行されていた[32]。
- あずさ号運行開始50周年
  - 2016年10月15日から12月31日頃まで、9両1編成（M-102編成）に50周年を記念したエンブレムとロゴをラッピングし運転された[33]。
  - このほか、0番台の全車の車内の座席テーブルにもエンブレムとロゴを施していた。